# Architettura rinascimentale e barocca in Abruzzo
La pagina illustra la storia dell'architettura in Abruzzo nell'epoca rinascimentale e barocca, dal XV secolo al XVIII secolo.

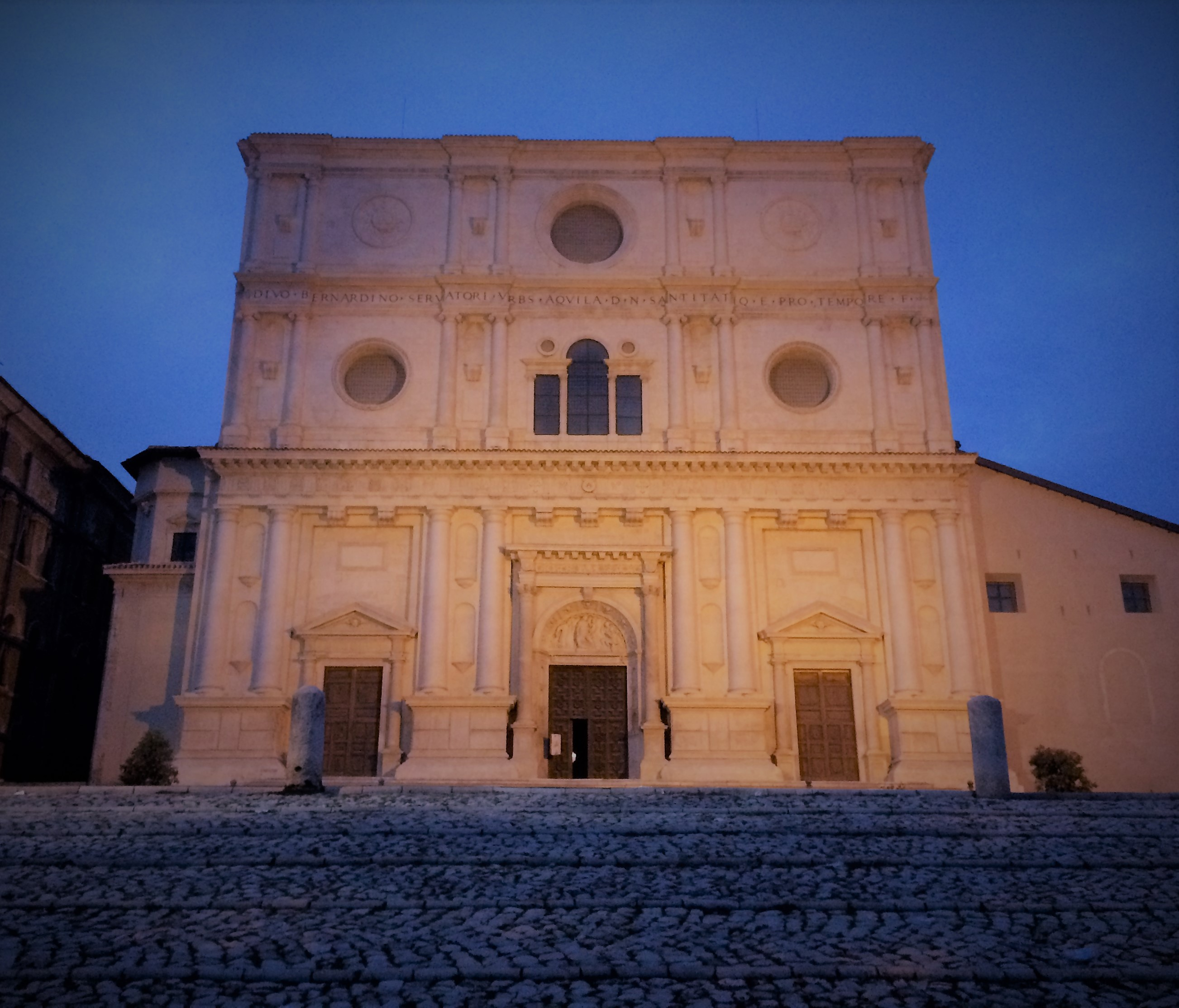
Facciata della Basilica di San Bernardino, L'Aquila

L'architettura rinascimentale in Abruzzo fu assai influenzata da due correnti, secondo alcuni tre: la corrente toscano-fiorentina per quanto riguarda la via degli Abruzzi, che passava per L'Aquila e Sulmona per raggiungere Napoli, la corrente umbro-marchigiana per quanto riguarda la contea teramana e il ducato di Atri, e infine la corrente napoletana per quanto riguarda Sulmona, il suo territorio, e le vie del tratturo che portavano nella Puglia, passando anche per l'Abruzzo Citeriore. Benché non sia stato ancora adeguatamente studiata, è da ipotizzare una corrente di scuola veneziana e lombarda che agì nell'Abruzzo Citeriore, tra Chieti, Lanciano e Vasto; infatti quest'area a ridosso dell'Adriatico, dal XIII secolo sino al '700 era in buoni rapporti commerciali, e dunque anche culturali con la Repubblica di Venezia, i cui mercanti, e dunque anche gli artisti, spesso facevano tappa a Lanciano e Ortona, per arrivare a Chieti e nelle cittadine dell'hinterland frentano, commerciando e acquistando.
Nell'epoca manierista infatti ci sono moltissimi contatti, spesso per quanto riguarda le stamperie e il commercio librario, tra Chieti, Lanciano, Ortona e Venezia, e di formazione tipicamente veneto-marchigiana furono artisti come Antonio Solario detto "lo Zingaro" per la sua attività di viaggiatore, che secondo alcuni era nativo di Chieti, oppure Polidoro da Lanciano, che fu molto attivo a Venezia e fuori Italia. Non è dunque da escludere che delle maestranze di scuola veneta avessero lavorato anche nei cantieri dell'Abruzzo Citeriore, malgrado oggi esistano pochissime testimonianze, a causa dei grandi restauri barocchi, che si susseguirono dalla fine del Seicento al Settecento inoltrato.

## Contesto storico

### Abruzzo tra durazzeschi e aragonesi

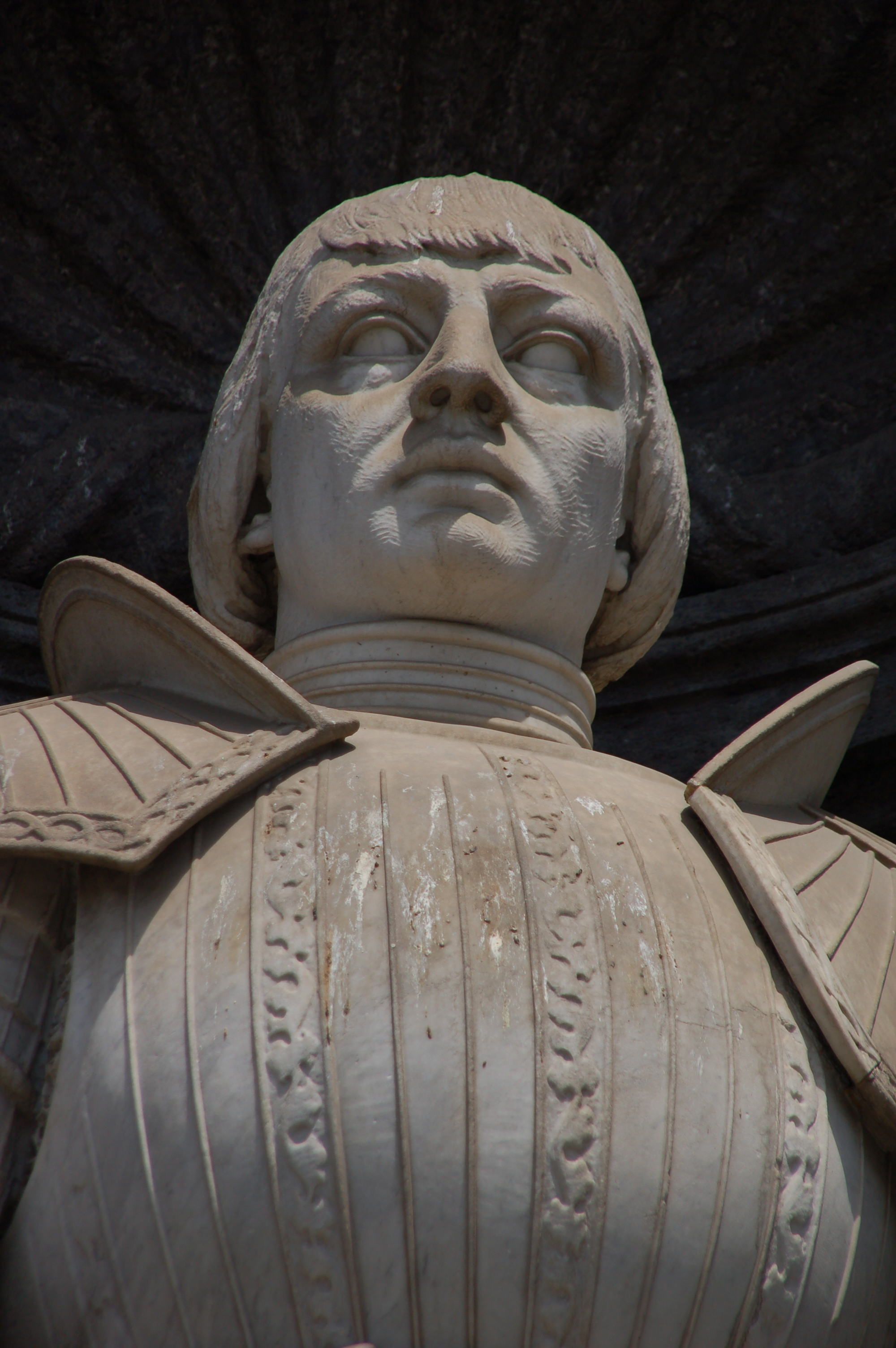
Alfonso V d'Aragona

La presenza di re Ladislao di Durazzo in Abruzzo, che governò sull'Aquila dal 1400 al 1414, comportò la repressione delle lotte delle famiglie Camponeschi e Bonagiunta, e gli inizi della ricostruzione della chiesa di Santa Giusta nel quartiere omonimo, di cui è parrocchia. Dal 1414 al 1435 regnò Giovanna II di Napoli, nel 1415 venne fondato da Giovanni Stronconi il convento di San Giuliano nei pressi dell'Aquila, con il beneplacito di San Bernardino da Siena e San Giovanni da Capestrano, considerato il primo dei Frati Osservanti d'Abruzzo. Nel 1240 Braccio da Montone, condottiero della regina Giovanna, divenne signore di Teramo, carica che mantenne sino alla morte nel 1424, mettendo a freno i disordini cittadini; nel contempo Luigi III d'Angiò combatté contro Alfonso d'Aragona, gli avvenimenti di questa guerra si riscontrano intorno Napoli, occupata dagli Aragonesi.
Mentre all'Aquila, stretta d'assedio da Braccio dal 1423, si oppose una valida resistenza durante l'assedio, con una colazione composta dalle truppe di papa Martino V, Jacopo Caldora, Muzio Attendolo Sforza, assedio vinto il 2 giugno 1424 contro Braccio, che morirà per le ferite.
Nel 1432 venne eretto nella chiesa di San Biagio all'Aquila in stile gotico il monumento sepolcro a Pietro Lalle Camponeschi, opera di Gualtiero d'Alemagna, mentre l'orafo e scultore Nicola da Guardiagrele eseguiva il Paliotto mirabile dell'altare maggior della Cattedrale di Teramo. Dal 1435 al 1442 Renato d'Angiò, personaggio che si collega al cattolicesimo abruzzese, nel 1438 ascoltò le prediche di San Bernardino all'Aquila, dove morì. Nel 1441 Giovanni Orsini venne nominato feudatario di Tagliacozzo e di Albe, nel 1442 a seguito di una guerra vinta contro Carlo d'Angiò, Alfonso I d'Aragona divenne re di Napoli, regnano sino al 1448.

### La presenza aragonese

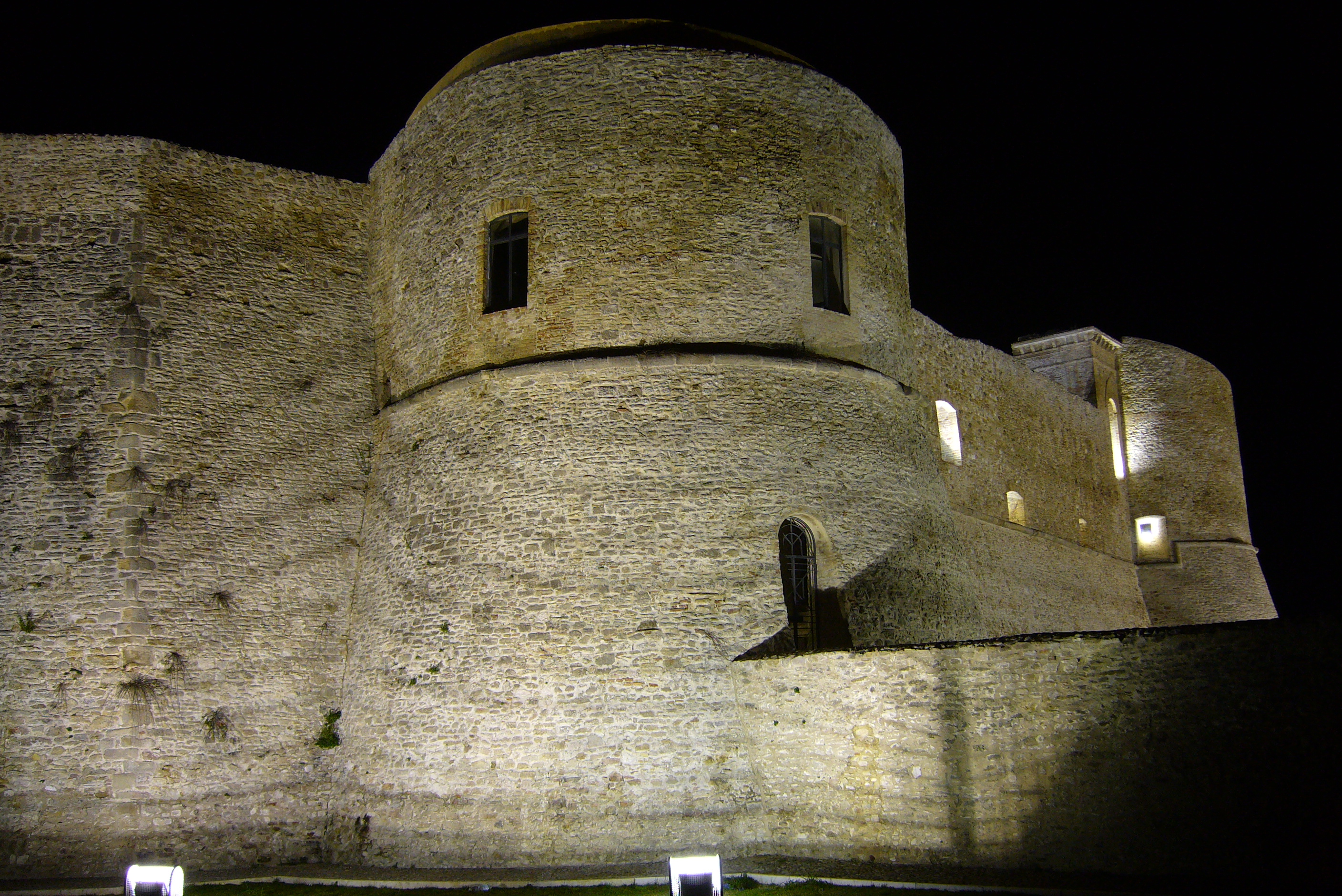
Il castello aragonese di Ortona (1448-1452 ca.)

Date importanti sono il 1443, quando Alfonso suddivise il Regno di Napoli in 12 province, nominò Chieti capoluogo degli Abruzzi Citra e Ultra, dove il fiume Pescara è il confine tra le due sottoprovince. Il 1444 poi, quando morì San Bernardino, e il 1445, quando Alfonso fece costruire ai confini degli Abruzzi con le Marche la fortezza di Civitella del Tronto. L'attività del sovrano venne completata allorché riordinò tutte le antiche disposizioni e consuetudini riguardanti la pastorizia e la transumanza nel Regno di Napoli, formando un'amministrazione particolare denominata "Dogana della mena delle pecore in Puglia", con sede a Foggia. Con tale atto fu favorita la transumanza delle montagne e regolarizzata, sino al Tavoliere delle Puglie dall'Aquila, da dove il grande tratturo partiva dalla basilica di Santa Maria di Collemaggio.
Nello stesso anno fu costruito l'ospedale di San Salvatore all'Aquila, presso l'ex convento di Sant'Agnese, voluto fortemente da San Giovanni di Capestrano il quale nel 1448 fondò anche il convento di San Francesco a Caramanico Terme, mentre a Ortona il vecchio fortino Caldora veniva notevolmente potenziano, assumendo l'attuale connotazione del Castello Aragonese

## I conventi degli ordini francescani

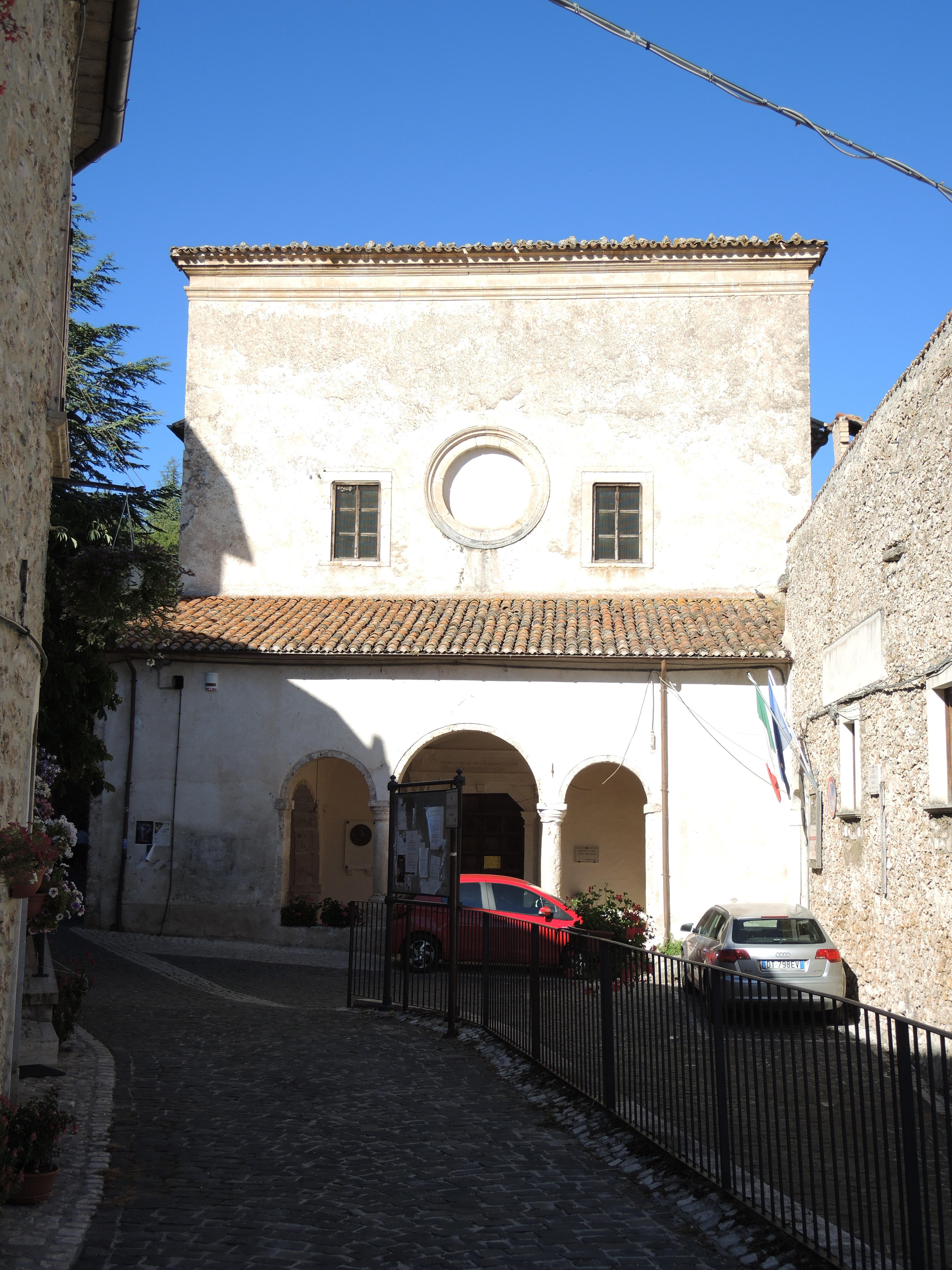
Chiesa di Santa Maria delle Grazie con ex convento francescano, Calascio

Aniceto Chiappini nel suo volume sulla storia dei monasteri conventuali abruzzesi, ha ben definito una costante tipica dell'Abruzzo, nell'impiegare un'arte povera che seguisse lo stile monumentale romanico. Vale a dire un reimpiego dell'arco a tutto sesto per il portale, senza però quella miriade di tralci vegetali e con figure in movimento delle Bibbie parlanti, care al romanico classico. Quando con San Giovanni da Capestrano e San Bernardino i frati Predicatori si insediarono negli Abruzzi, dipendendo dai Minori Conventuali dell'ordine francescano, si scelsero di costruire dei monasteri abbastanza sobri e semplici, riconoscibili anche nei conventi dei Frati Cappuccini.
Questi conventi hanno l'impianto quadrangolare per quanto riguarda il convento col chiostro centrale, e la chiesa rettangolare senza tribuna semicircolare, con una navata unica voltata a botte leggermente ripiegata a calotta, o a crociera leggermente pronunciata, a differenza delle profonde nervature del gotico; nei monasteri più prestigiosi le cappelle laterali venivano aperte, altrimenti si realizzavano solo delle nicchiette con degli altarini. Grande importanza si dava all'altare maggiore, con monumentali tabernacoli lignei realizzati dai frati marangoni, anche se ciò avvenne dal XVII al XVIII secolo, in cui si dava spazio alla ricca monumentalità della macchina a tempio classico, con le pale d'altare da montare e applicarvi.

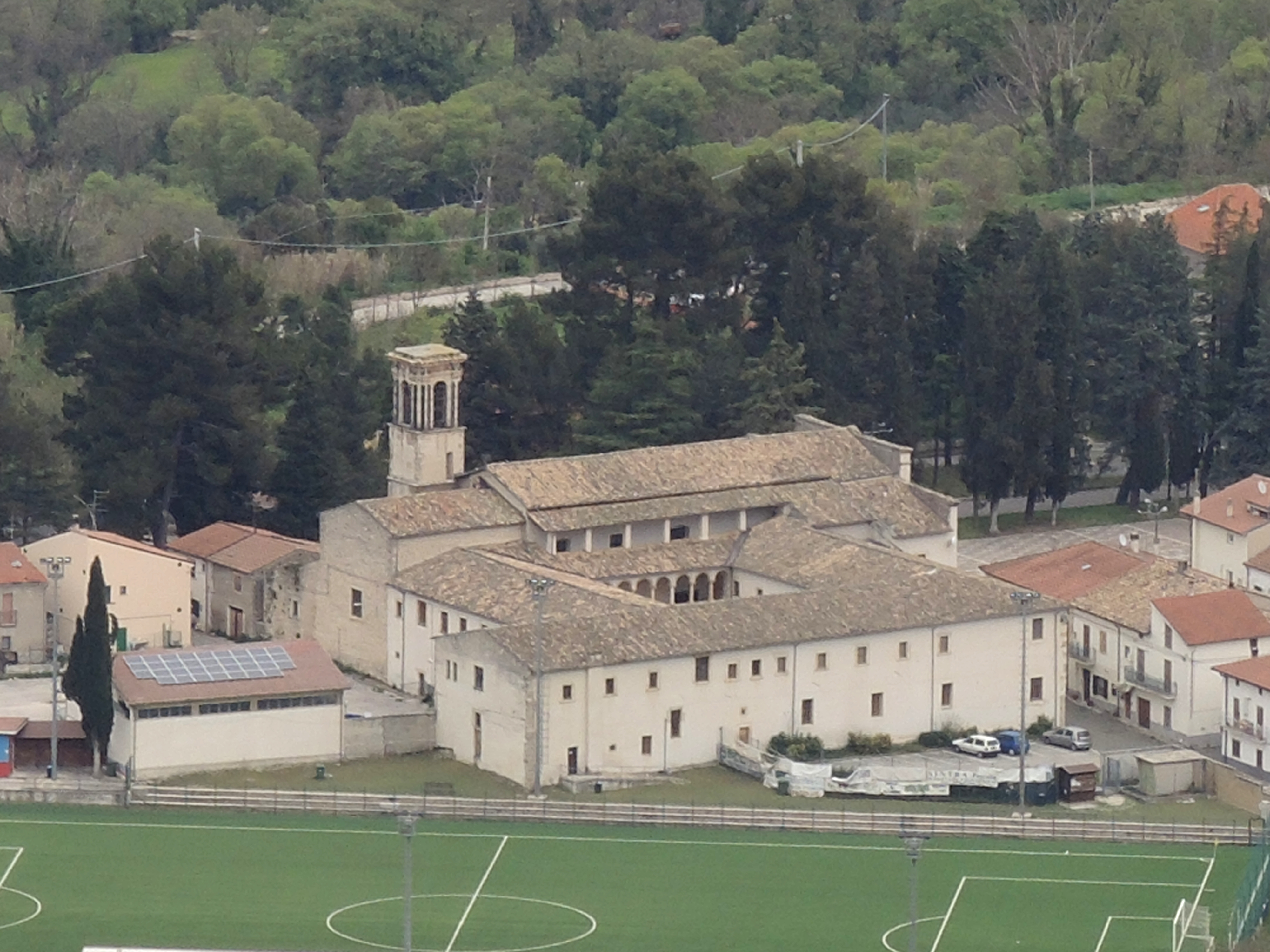
Il convento degli Zoccolanti di Raiano

Come detto, la facciata di queste chiese era impostata in maniera assai semplice, ricopiando il romanico del XIII secolo, spesso sono quadrate, poche a tetto spiovente, con un oculo centrale, e un portico davanti all'ingresso, con arcate e tettoia. Alcuni esempi:
- Chiesa di Santa Maria delle Grazie o San Francesco - Calascio
- Chiesa di Sant'Apollonia o delle Bone Novelle - L'Aquila
- Chiesa della Madonna delle Grazie - Ortona, prima della distruzione del 1943 e ricostruzione
- Chiesa santuario della Madonna delle Grazie - Guardiagrele (località Anello)
- Chiesa di Sant'Angelo della Pace, poi Sant'Antonio - Lanciano, prima del restauro postbellico
- Chiesa dei Cappuccini dell'Immacolata Concezione - Teramo, ante XIV secolo
- Convento dei Cappuccini - Guardiagrele, parziale della facciata, interno e altare maggiore
- Convento dei Cappuccini di Maria Santissima Incoronata (archiviato dall'url originale il 20 febbraio 2020). - Vasto, facciata e interno, ante restauri anni '60
- Convento di San Francesco, attuale santuario di San Gabriele dell'Addolorata - Isola del Gran Sasso, prima degli anni '20
- Convento dei Cappuccini di San Nicola della Forma, poi Sant'Antonio - Sulmona, ante restauri dopo la guerra
- Convento dei Cappuccini di San Giovanni (archiviato dall'url originale il 20 febbraio 2020). - Sulmona, facciata e interni
- Convento dei Cappuccini di Montorio al Vomano
- http://www.visit-raiano.it/poi/111/chiesa-di-s-onofrio-e-convento-degli-zoccolanti/3//[collegamento interrotto] - Raiano
- Ex convento di Sant'Andrea degli Zoccolanti - Chieti, trasformato poi nell'ex caserma Bucciante con ospedale militare - disegni della facciata.
- Convento del Ritiro della Santissima Annunziata del Poggio - Orsogna - facciata, ante restauri dopoguerra
- Convento di San Francesco - Carsoli
- Convento dei Cappuccini e chiesa della Santissima Trinità - Ortona
- Convento degli Osservanti e chiesa di Santa Maria del Gesù, poi Sant'Antonio - Francavilla al Mare

## Tipicità architettoniche

### L'Aquila e dintorni

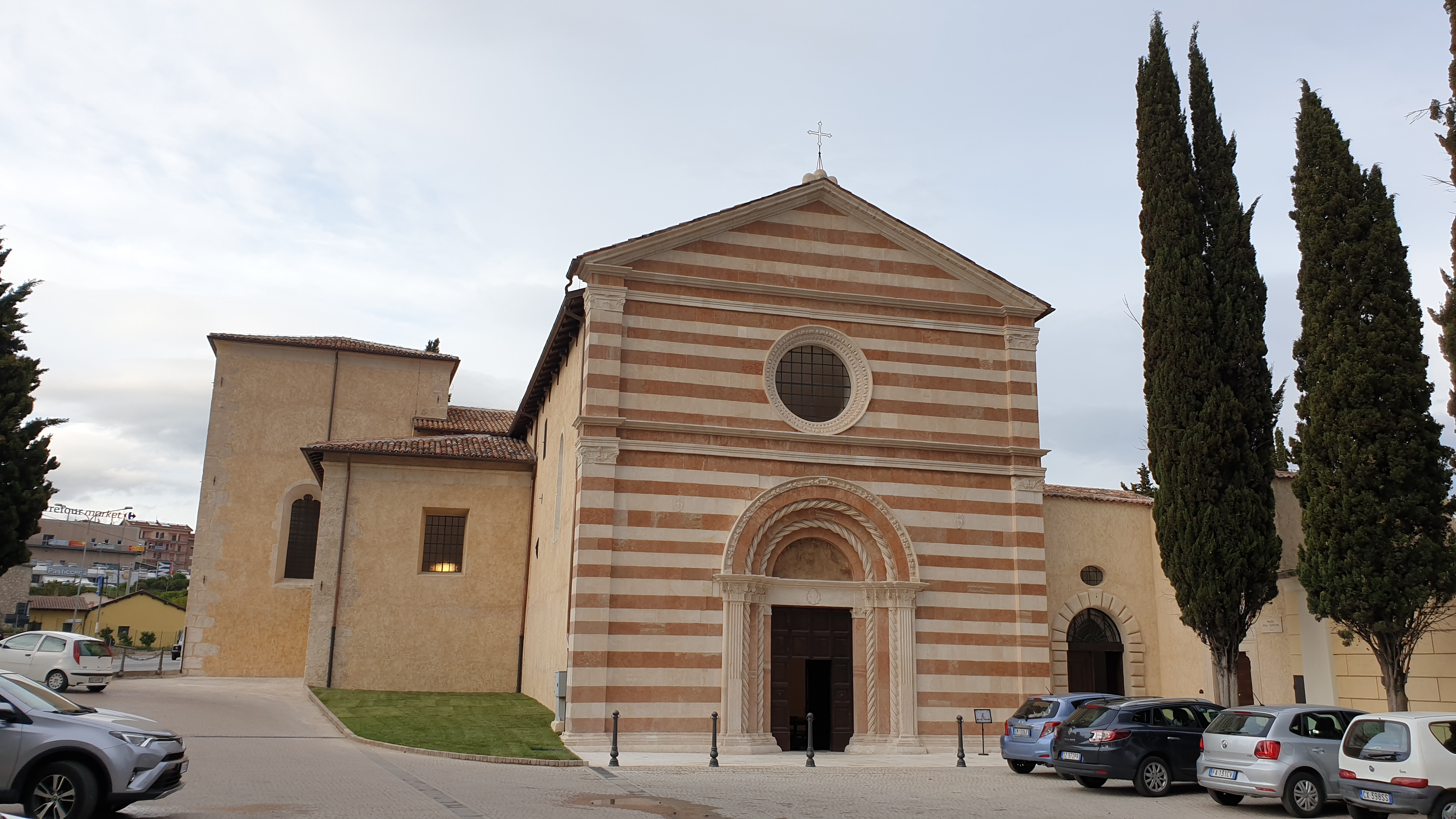
Prospetto della chiesa di Santa Maria del Soccorso all'Aquila

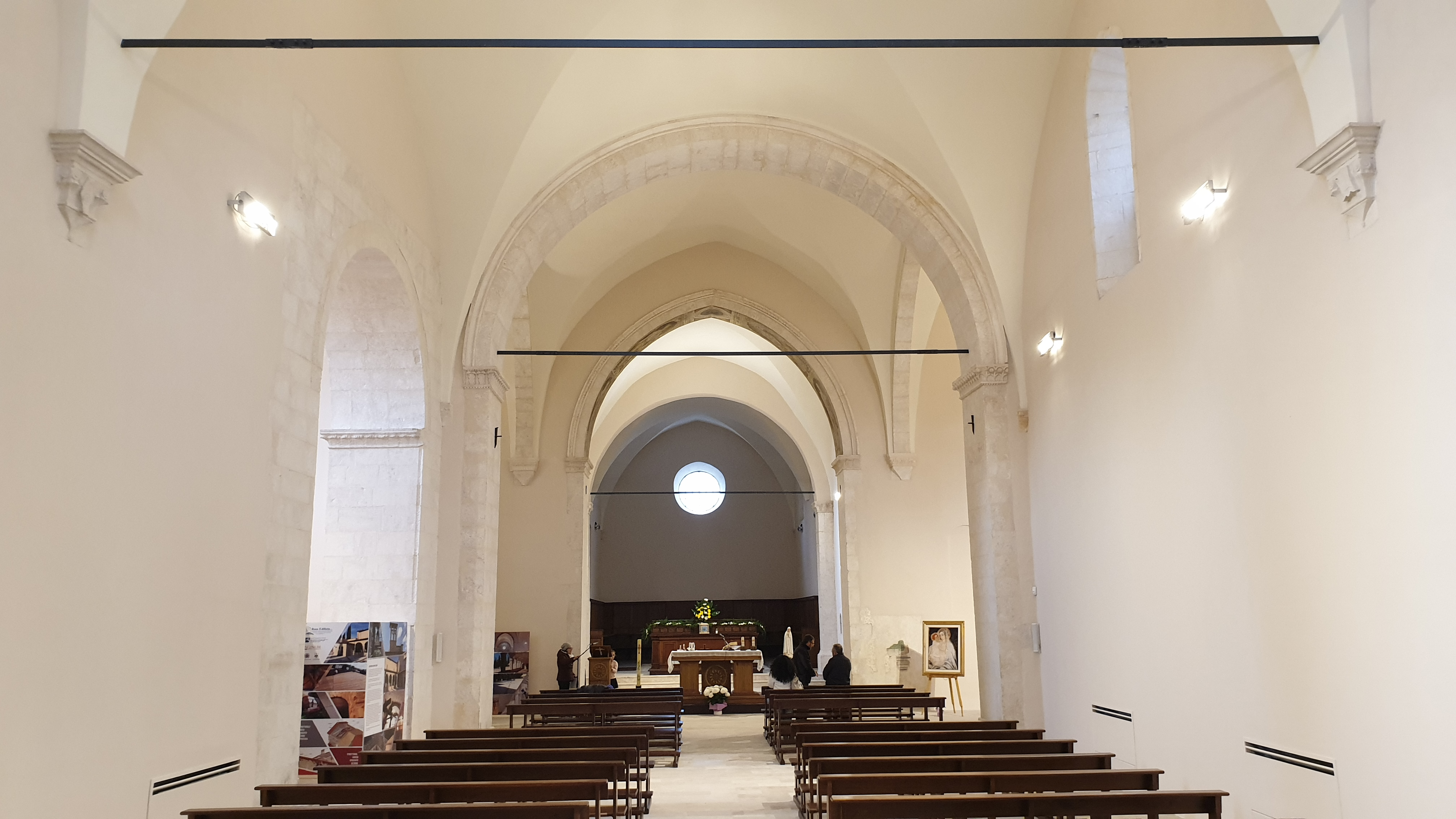
Interno a croce greca di Santa Maria del Soccorso

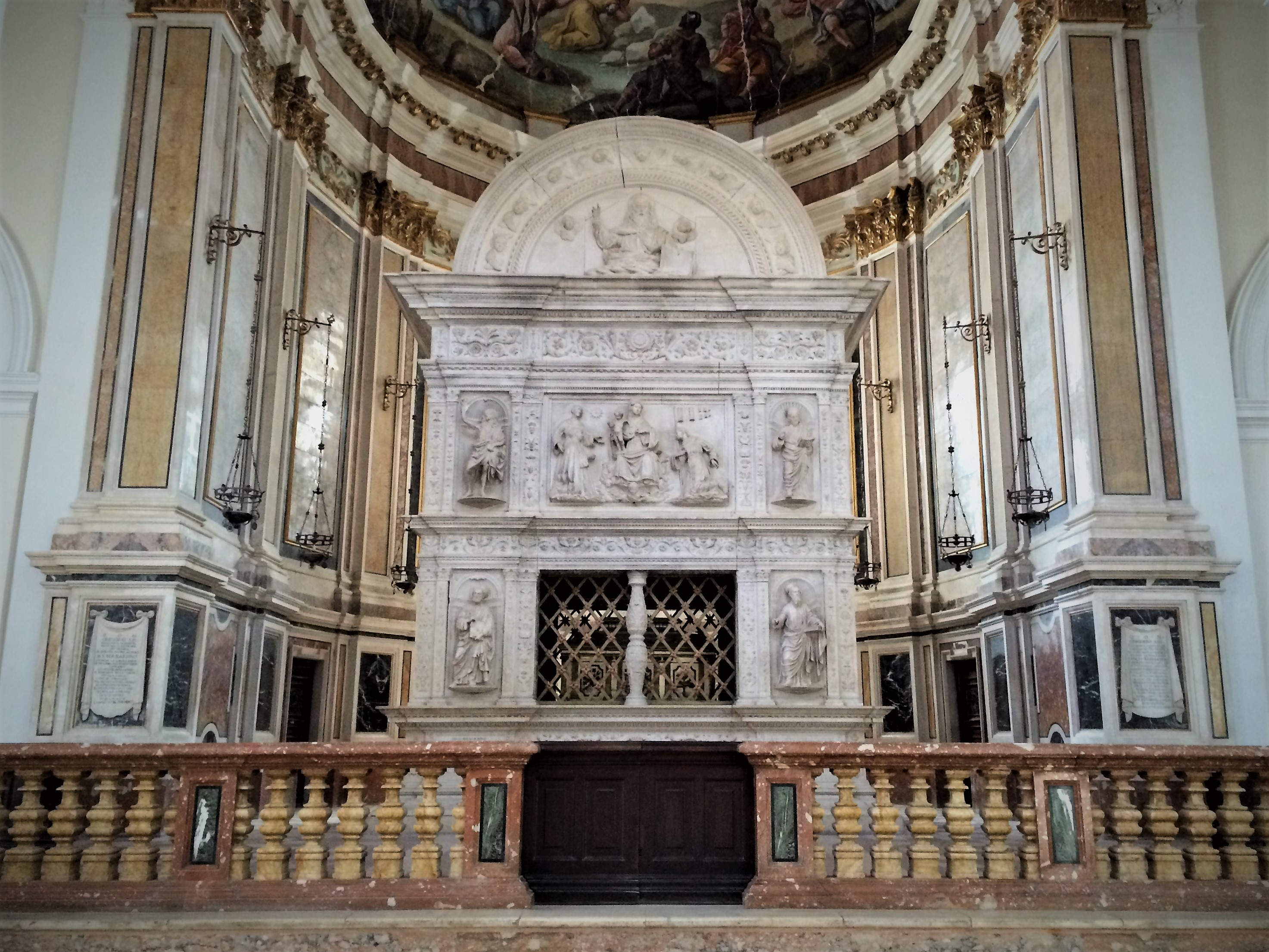
Il mausoleo di San Bernardino all'Aquila

Per i cantieri aquilani, in primis la Basilica di San Bernardino, abbiamo in prima linea Cola dell'Amatrice (Nicola Filotesio) e Silvestro dell'Aquila (Silvestro di Giacomo da Sulmona), che tra la seconda metà del Quattrocento e la prima del Cinquecento furono attivi nella città aquilana. Filotesio nel 1524 progettò la facciata di San Bernardino ispirandosi da un lato alla classica facciata romanica aquilana con tre rosoni (all'epoca si ricordano le facciate a tre oculi di San Domenico e del Duomo di San Massimo) e tre portali, dall'altro secondo alcuni riprendendo il progetto di Michelangelo Buonarroti della facciata incompiuta di San Lorenzo a Firenze Ugualmente Silvestro di Giacomo, più conosciuto per la scultura lignea e in pietra, che per l'architettura, si formò presso ambienti fiorentini, e non dovettero essergli ignoti i progetti di Leonardo da Vinci, Leon Battista Alberti, e Filippo Brunelleschi e Donatello per i suoi mausolei che realizzò presso San Bernardino, il mausoleo di San Bernardino (inizi 1500), e il mausoleo di Maria Pereyra Camponeschi, insieme al mausoleo di Amico Agnifili per il Duomo. Un altro architetto, la cui figura è piuttosto sfuggente, lavorò nella città, un tal Andrea dell'Aquila, attivo anche nella realizzazione del portale monumentale del Castel Nuovo a Napoli; in Abruzzo avrebbe partecipato al cantiere della chiesa di Santa Maria del Soccorso, presso l'attuale cimitero.
Santa Maria del Soccorso, con San Bernardino e i cortili principeschi dei palazzi aquilani, testimoniano la lezione fiorentina accettata dai maestri aquilani. Ossia la scelta di un impianto prospettico longitudinali, che si allarga con un ottagono centrale (San Bernardino) salvo poi restringersi al presbiterio, con cappelle laterali, oppure un impianto a croce greca longitudinale, a blocco, con cappelle laterali e bracci del transetto sporgenti (Santa Maria del Soccorso). Per i cortili dei palazzi si ricorda la lezione del Brunelleschi dell'ospedale degli Innocenti, con la pietra serena, le colonne esili cilindriche, il capitello ionico, le campate voltate a crociera, a doppio o triplo ordine. Cortili che sono sopravvissuti al terremoto del 1703, che si conservano ancora nello stile tardo quattrocentesco, cono quello del palazzo Franchi Fiore (via Sassa), palazzo Alfieri accanto alla chiesa della Madonna degli Angeli (via Fortebraccio), del palazzo Pica Alfieri (in parte, lato corso Umberto I da piazza del Palazzo), il cortile del palazzo Margherita.

### Teramo e dintorni

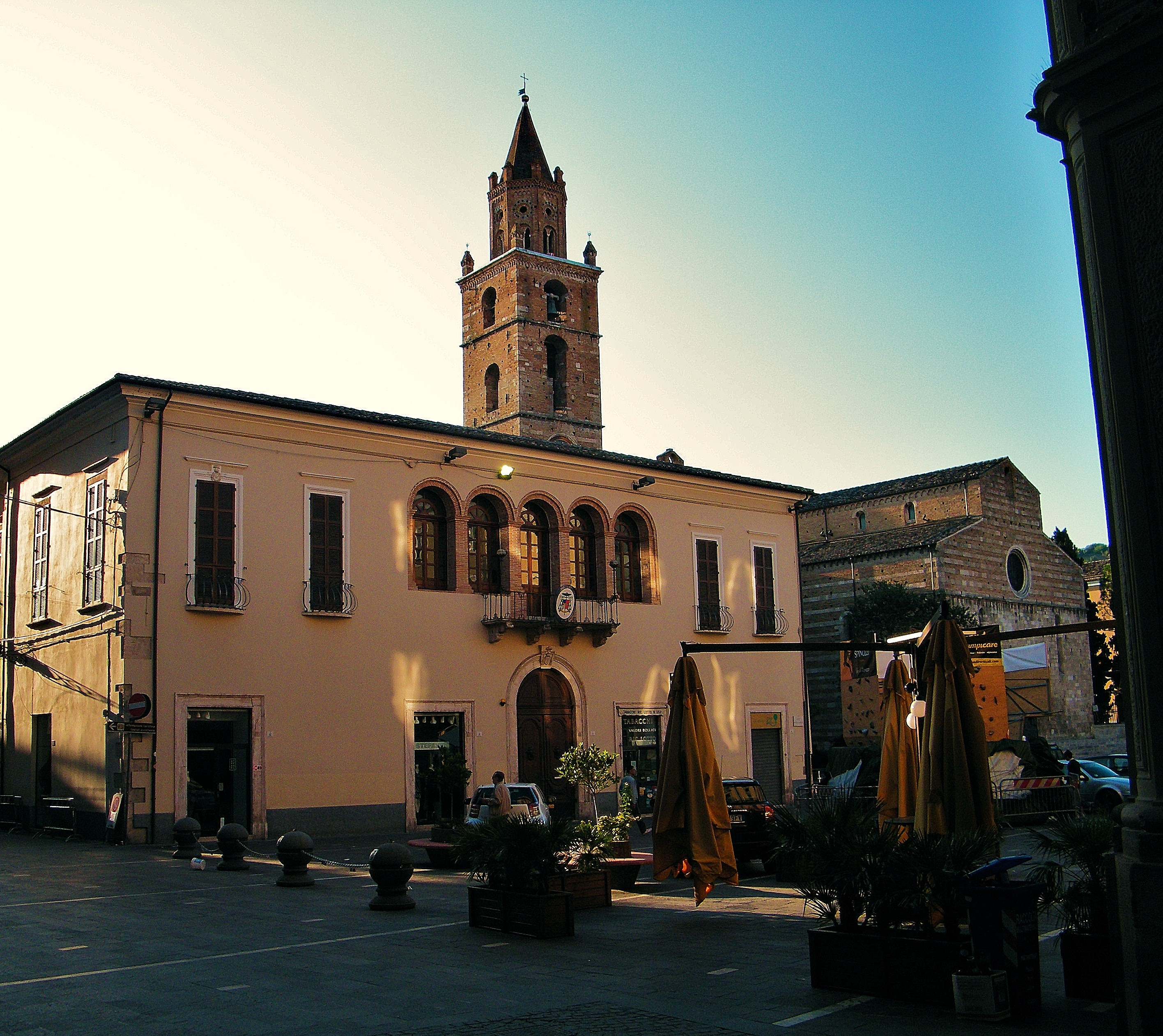
Palazzo vescovile di Teramo

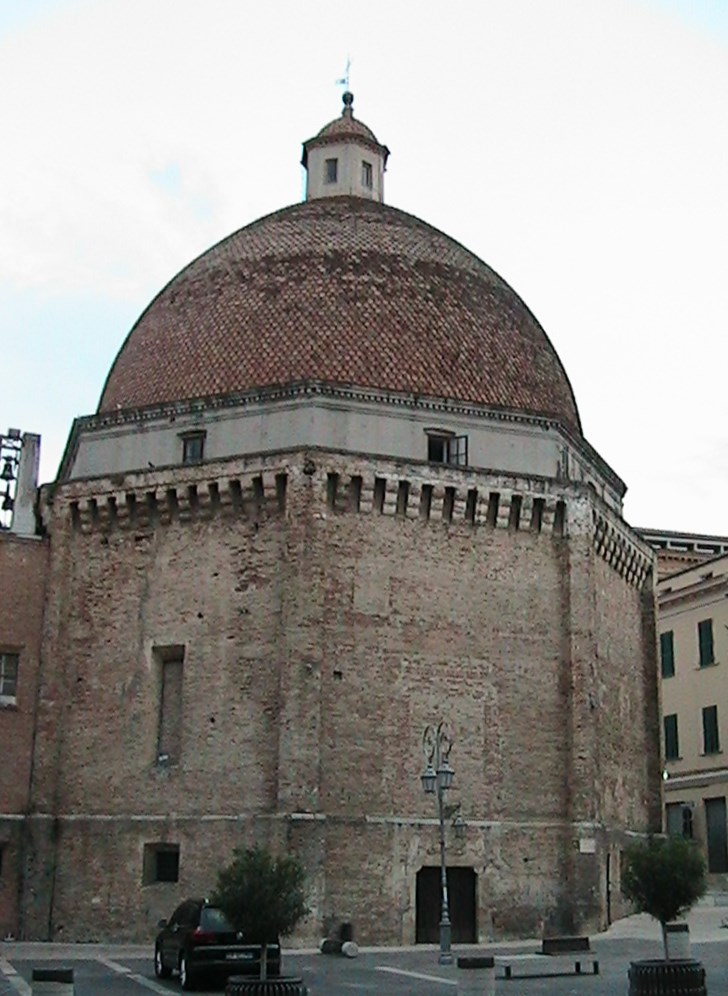
Il duomo di San Flaviano di Giulianova, punto baricentrico della nuova città "ideale" voluta da Giulio Antonio Acquaviva nel 1478

Poco rimane di architettura rinascimentale a Teramo, che si era risolto per lo più in restauri di chiese già esistenti, tanto che oggi l'elemento di maggior spicco delle costruzioni della città aprutina sono la torre della Cattedrale del primo Quattrocento, i portici dell'ex piazza di Sopra e piazza dell'Olmo (piazza Orsini e piazza Vittorio Emanuele, poi Martiri della Libertà) che collegavano il palazzo vescovile al palazzo comunale. Teramo dunque per l'impostazione dei portici, molti dei quali demoliti nel XVIII-XIX secolo, era molto simile alle città del centro-nord Italia, data la presenza anche dei portici dell'ex casa Bonolis sul corso De Michetti, e presso la casa Melatino.
Il rinascimento nel teramano si concretizzò principalmente nel ducato di Atri governato dalla dinastia degli Acquaviva. L'esempio più felice dell'architettura rinascimentale sotto questi signori fu la ricostruzione della città di Giulianova nel 1478 per volere di Giulio Antonio Acquaviva, il cui simbolo è il duomo di San Flaviano, a pianta ottagonale e circolare all'interno, con la cupola a calotta, che ricorda le immagini dei quadri dello Sposalizio della Vergine di Perugino e Raffaello.

## Altri cantieri aquilani e abruzzesi

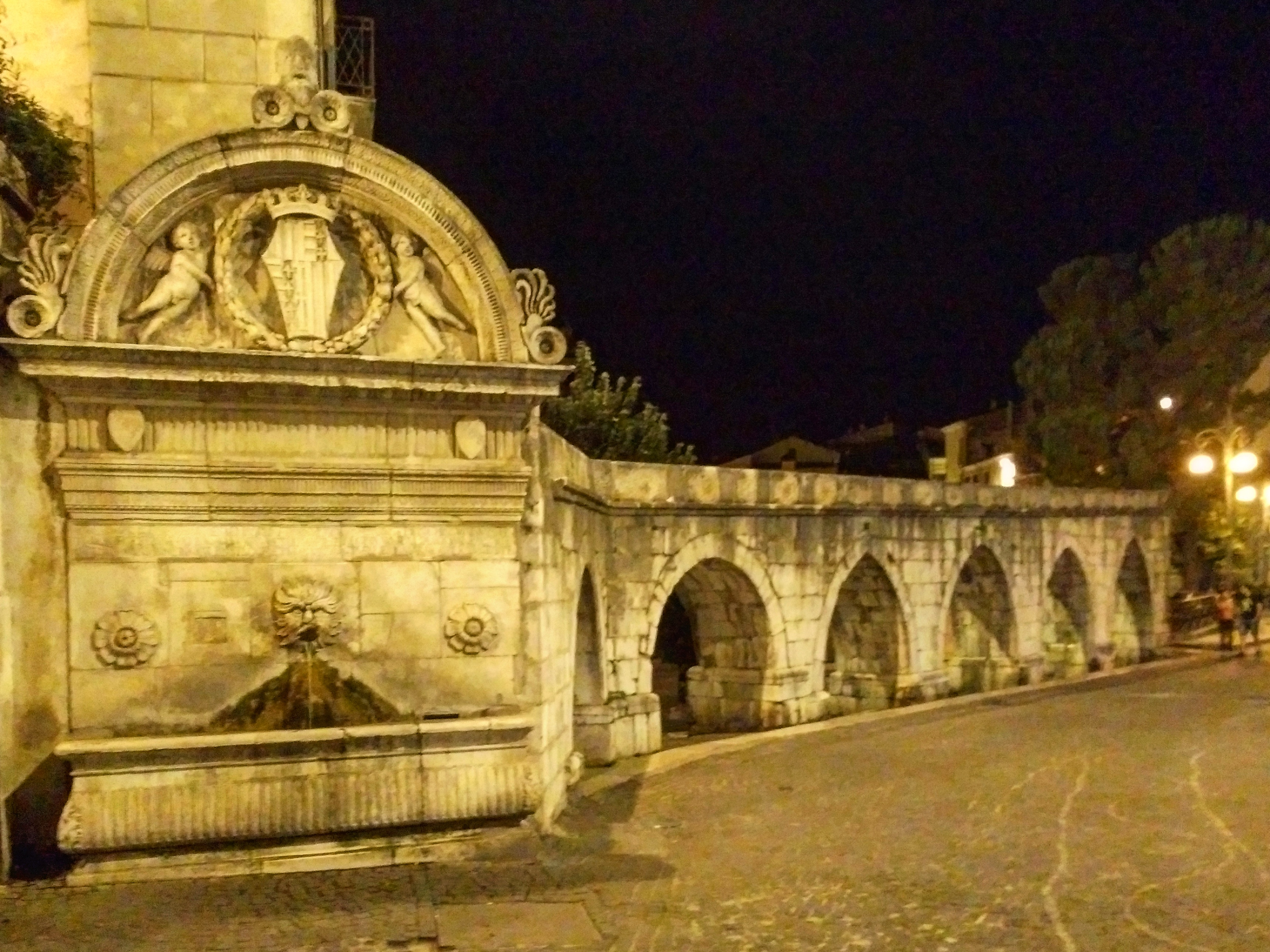
La Fontana del Vecchio a Sulmona, con lo stemma aragonese (1474)

Nel 1466 fu ricostruita Basilica di Santa Maria del Colle a Pescocostanzo nell'altopiano delle Cinquemiglia, nel 1469 venne costruita la chiesa di Santa Maria del Soccorso all'Aquila (zona cimitero), con la munificenza di Jacopo di Notar Nanni, che si fece erigere il proprio mausoleo dallo scultore locale Silvestro di Giacomo dell'Aquila, autore anche del mausoleo di San Bernardino e di varie opere lignee scultoree a carattere sacro. Nel 1470 Giulio Antonio Acquaviva rifondò l'antico castello romano-bizantino di Castrum Novum, chiamandolo Giulianova, trasferendovi tutti i cittadini di San Flaviano, dal nome della chiesa dove era venerato il santo, all'epoca chiamata "Terravecchia";  nello stesso anno furono fondati i monasteri del santuario di Santa Maria dei Lumi a Civitella del Tronto, e del convento di Santa Maria del Paradiso a Tocco da Casauria, dove già esisteva un monastero dei Francescani, poi di San Domenico. Contemporaneamente a Chieti il vescovo Costantino Valignano restaurò il palazzo vescovile, dotato di una torre di guardia del 1470, eretta da Monsignor Colantonio Valignano.
Nel 1472 venne traslato nella basilica di San Bernardino il corpo santo, che nel frattempo si trovava nella cella dell'ex convento di San Francesco a Palazzo, dove oggi sorge il Palazzo del Convitto Nazionale "Domenico Cotugno", benché la cella di morte sia stata preservata. La città di Sulmona alla fine della costruzione dell'acquedotto svevo, edificò la Fontana del Vecchio che si affaccia sul Corso Ovidio, dalle eleganti forme rinascimentali con lo stemma aragonese e datazione 1474, ed una dei pochi esempi del rinascimento sulmontino, visti i danni del grave terremoto del 1706 che ci sarà.
La città di Pescocostanzo chiese in quei tempi alla regina Giovanna I d'Aragona la concessione per gli abitanti di alcuni pascoli selezionati per il Tavoliere, a dimostrazione dello stato d'immunità della città, anziché sottostare a un feudatario; nel contempo Ferrante donò alla regina sua cugina la città di Sulmona. Nel 1480 morì Renato d'Angiò e gli successe Carlo IV d'Angiò, nello stesso anno all'Aquila congiurarono contro Ferdinando le potenti famiglie della città, dato che avevano sempre in odio la casa d'Aragona dal momento della sua installazione al trono, nonostante le numerose concessioni ricevute e le esenzioni dai pesi fiscali.

## Il cantiere di San Bernardino, il simbolo del rinascimento abruzzese

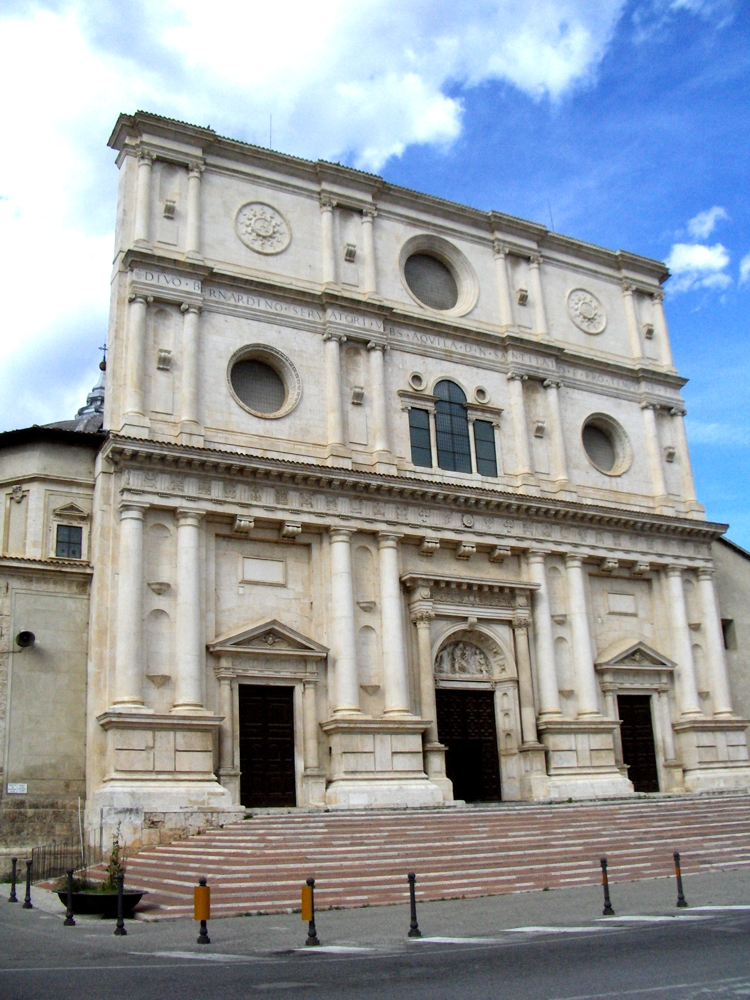
Facciata di San Bernardino

Fu realizzata nella parte ovest del quarto, verso Porta Leoni. La costruzione di una chiesa che conservasse le spoglie di San Bernardino da Siena, morto nel 1444, e proclamato santo nel 1450, fu voluta dal monaco San Giovanni da Capestrano, con finanziamento del banchiere di Jacopo di Notar Nanni, intimo del santo senese. I lavori furono avviati e terminati tra il 1454 e il 1472, con la bella facciata realizzata in stile rinascimentale da Cola dell'Amatrice (1525), di cui resta l'unico elemento originario insieme al campanile, mozzato dal sisma del 1703, che distrusse anche l'interno. Il terremoto dunque danneggiò seriamente la chiesa, che venne ricostruita insieme all'annesso convento. Nel 1946 Papa Pio XII la elevò a basilica minore, e divenne sede definitiva della confraternita che organizza la processione del Cristo morto. Il terremoto del 2009 danneggiò nuovamente la chiesa e distrusse il campanile, che però è stato mirabilmente ricostruito, insieme al restauro della chiesa, terminato nel 2015.
La facciata è divisa in tre ordini per mezzo di cornici marcapiano, mentre quattro coppie di paraste dividono verticalmente il piano. In cima si trovano tre oculi, due dei quali mostrano il trigramma PHS di San Bernardino circondato da sole con raggi, mentre al livello inferiore si trovano solo due oculi laterali, e lo spazio centrale è occupato da tre grandi finestre. Al termine del grande cornicione riccamente decorato, si trovano alla base tre portali architravati, dei quali quello centrale è più grande, con una decorazione molto festosa della Vergine col Bambino tra San Giovanni di Capestrano e San Bernardino. La chiesa ha una cupola presso il transetto, un campanile laterale a torre, un'abside semicircolare, mentre a destra il complesso è attaccato al grande edificio dei frati, con chiostro abbellito da pozzo e doppia fila di arcate ogivali. L'interno è composto da tre navate e da un grande vano ottagonale dove si trova la cupola, più l'altare. Lungo la navata destra la seconda cappella custodisce la pala d'altare smaltata di Andrea della Robbia della Vergine Incoronata - Resurrezione e Vita di Gesù

## Architetture rinascimentali abruzzesi

### L'Aquila e provincia
- Basilica di San Bernardino
- Casa di Jacopo di Notar Nanni
- Chiesa di Santa Maria del Soccorso

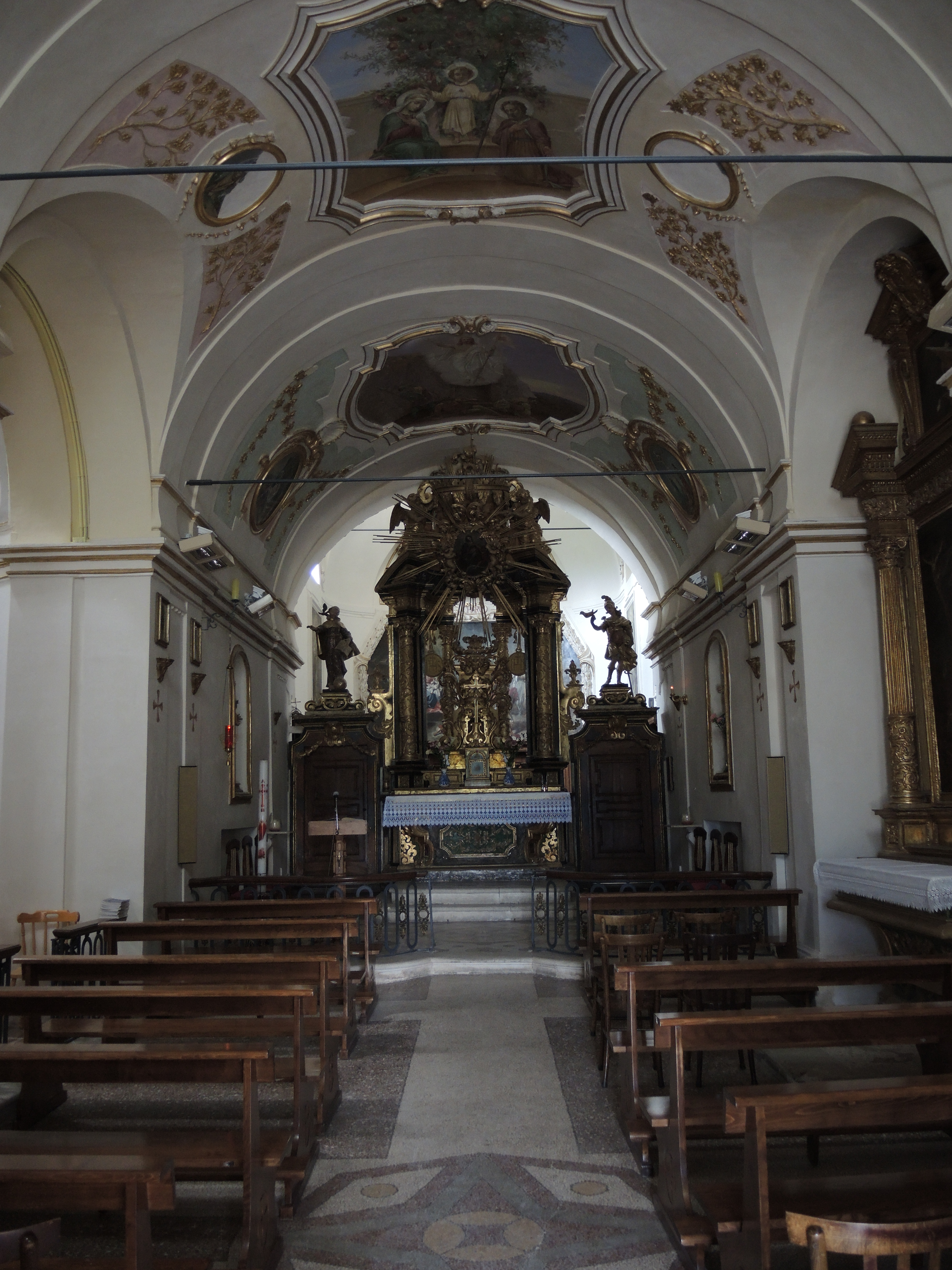
Interno della chiesa di San Giuliano, L'Aquila

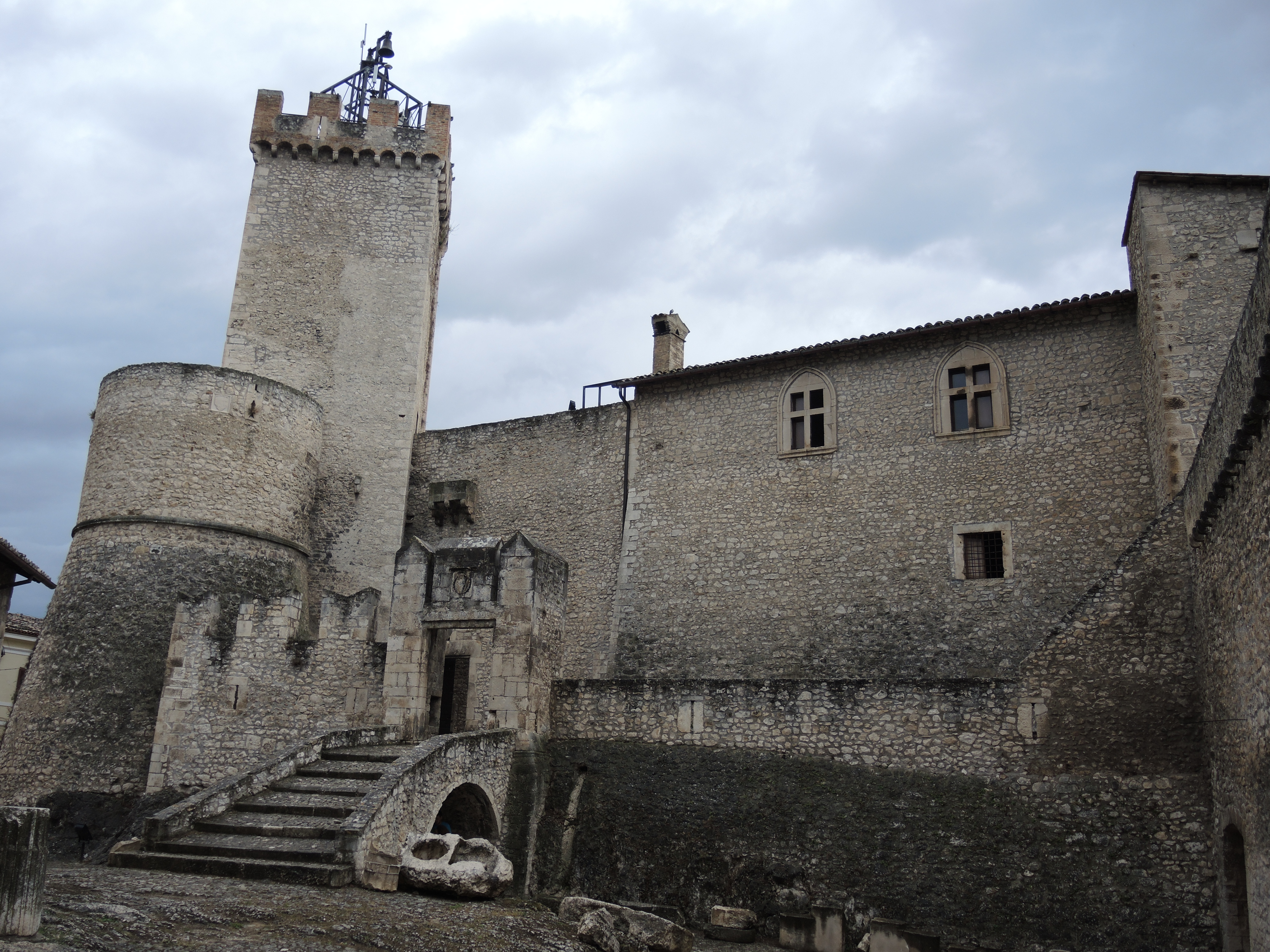
Corte del castello Piccolomini di Capestrano

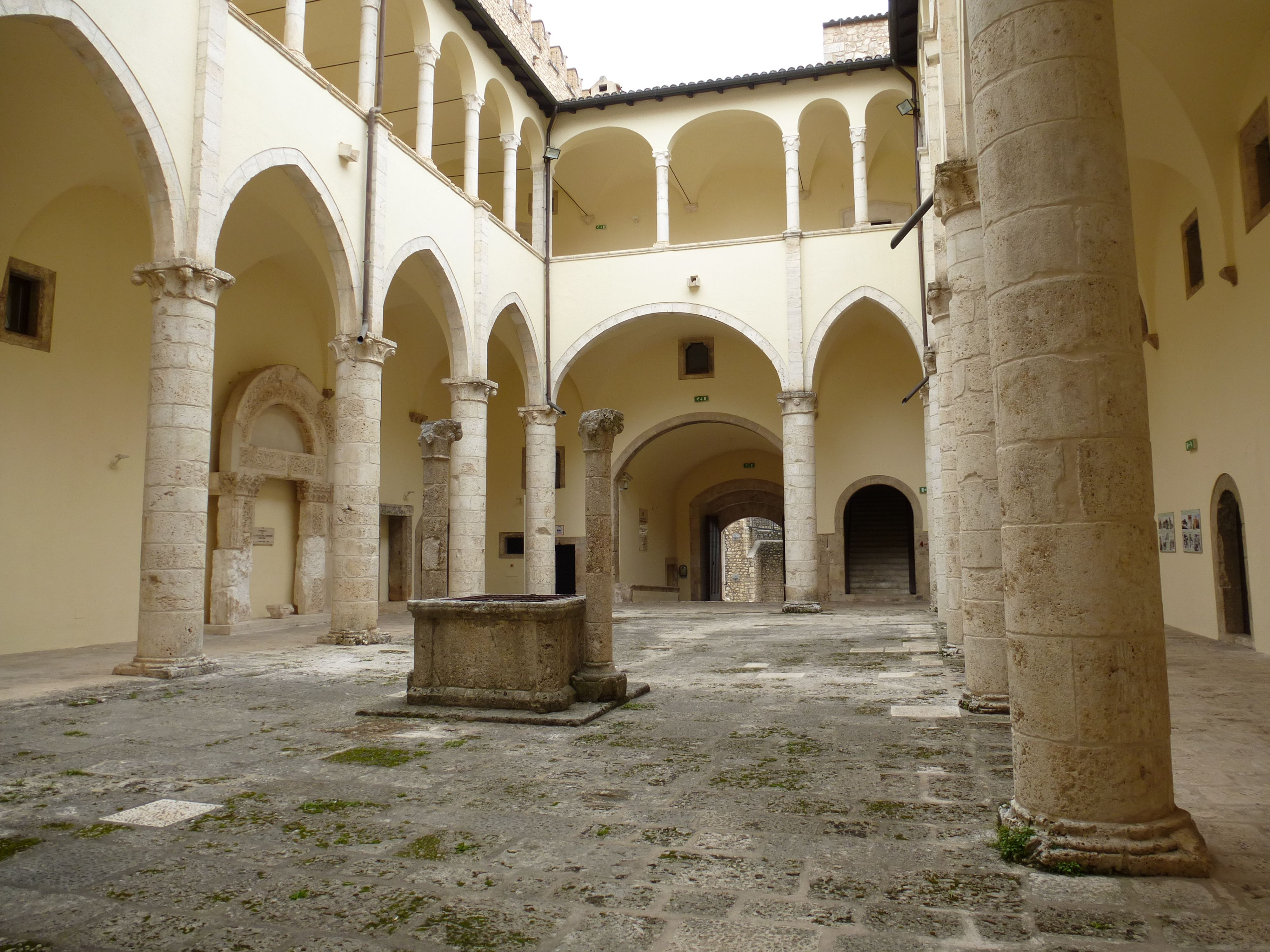
Corte del Castello Piccolomini di Celano

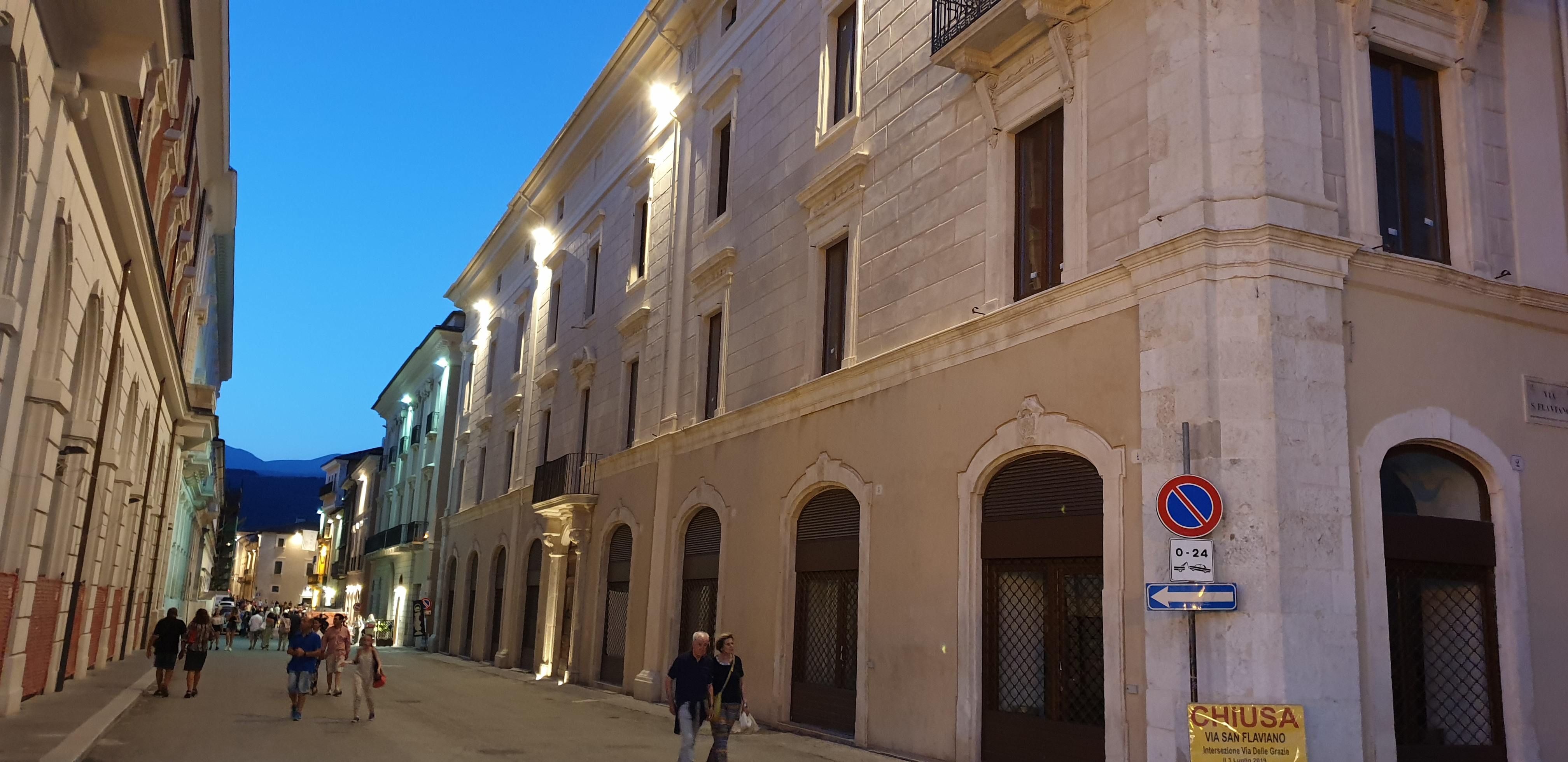
Palazzo Cipolloni Cannella, L'Aquila

- Chiesa della Beata Antonia e monastero del Corpo di Cristo
- Cattedrale di San Massimo - rifacimenti della facciata di Girolamo Pico Fonticulano, distrutti dal terremoto del 1703
- Chiesa di San Silvestro - cappella Branconio
- Chiesa della Misericordia - interno manierista
- Convento di San Giuliano
- Palazzo Cipolloni Cannella
- Palazzo Franchi Fiore - cortile di Silvestro di Giacomo da Sulmona
- Basilica di Santa Maria di Collemaggio - cappella di Celestino V (manierista)
- Chiostro dell'abbazia di San Giovanni Battista (Lucoli)
- Cappella del Beato Placido da Roio del monastero di Santo Spirito d'Ocre
- Cappellone della chiesa di Santa Maria Assunta a Fossa
- Chiesa di San Panfilo - Tornimparte
- Palazzo Carli Benedetti - cortile
- Cortile di Villa Alfieri del monastero di Santa Maria degli Angeli (via Fortebraccio) - L'Aquila
- Palazzo Farinosi Branconi - cortile e stanza di Clemente I - L'Aquila
- Nicchia d'altare con affresco della chiesa di San Biagio d'Amiterno - L'Aquila
- Cappella di San Franco della chiesa di Santa Maria Assunta (Assergi), prima dei restauri di Mario Moretti
- Palazzo Branconio - L'Aquila
- Palazzo Cappa Camponeschi - L'Aquila, piazza Santa Maria Paganica
- Chiesa di Santa Maria della Pirtà (Rocca Calascio) stile manierista
- Chiesa del Beato Andrea - Montereale
- Parrocchia di Santa Maria Assunta - esterni (Montereale)
- Chiostro del convento di San Colombo - Barisciano
- Chiostro del convento di Sant'Angelo in Ocre
- Chiostro della chiesa di Santa Chiara d'Assisi - Sulmona
- Chiostro dell'ex convento dei Cappuccini di San Giovanni - Sulmona
- Chiostro del convento di Santa Maria ad Nives - Bugnara
- Chiostro del convento dei Frati Osservanti della Santissima Concezione - Pacentro
- Chiostro dell'ex convento di Gesù e Maria - Pescocostanzo
- Chiostro del convento di San Francesco a Tagliacozzo
- Palazzo Ducale Orsini di Tagliacozzo - stanza degli affreschi
- Chiesa della Misericordia - Tagliacozzo
- Chiostro dell'ex convento dei Domenicani della Santissima Annunziata - Tagliacozzo (piazza Duca degli Abruzzi)
- Chiostro dell'ex convento di San Domenico - Magliano de' Marsi
- Chiostro dell'ex abbazia e basilica dei Santi Cesidio e Rufino - Trasacco
- Chiostro dell'ex convento di Santa Maria Valleverde - Celano
- Palazzo Serafini Cancarelli - Scanno
- Chiostro dell'ex convento di Sant'Antonio di Padova - Scanno
- Chiostro dell'ex convento della Maddalena - Castel di Sangro
- Santuario della Madonna della Portella - nei pressi di Rivisondoli
- Chiesa di Sant'Eustachio - Campo di Giove
- Palazzo delle Logge - Campo di Giove (piazza Duval)
- Chiesa collegiata di Santa Maria del Ponte (interni) - Tione degli Abruzzi
- Palazzo baronale di San Demetrio ne' Vestini
- Chiostro del castello Piccolomini di Capestrano
- Chiostro dell'ex convento di San Francesco e San Giovanni - Capestrano
- Cripta della basilica di Sant'Eusanio martire - Sant'Eusanio Forconese - tracce
- Cappella di San Martino - chiesa madre di San Martino a Tussio
- Chiostro della chiesa di San Giorgio - Goriano Valli di Tione (tracce)
- Chiostro della chiesa di Sant'Antonio - Pescina - tracce
- Casa patrizia del Cardinale Giulio Mazzarino (prima del 1915) - Pescina

### Chieti e provincia

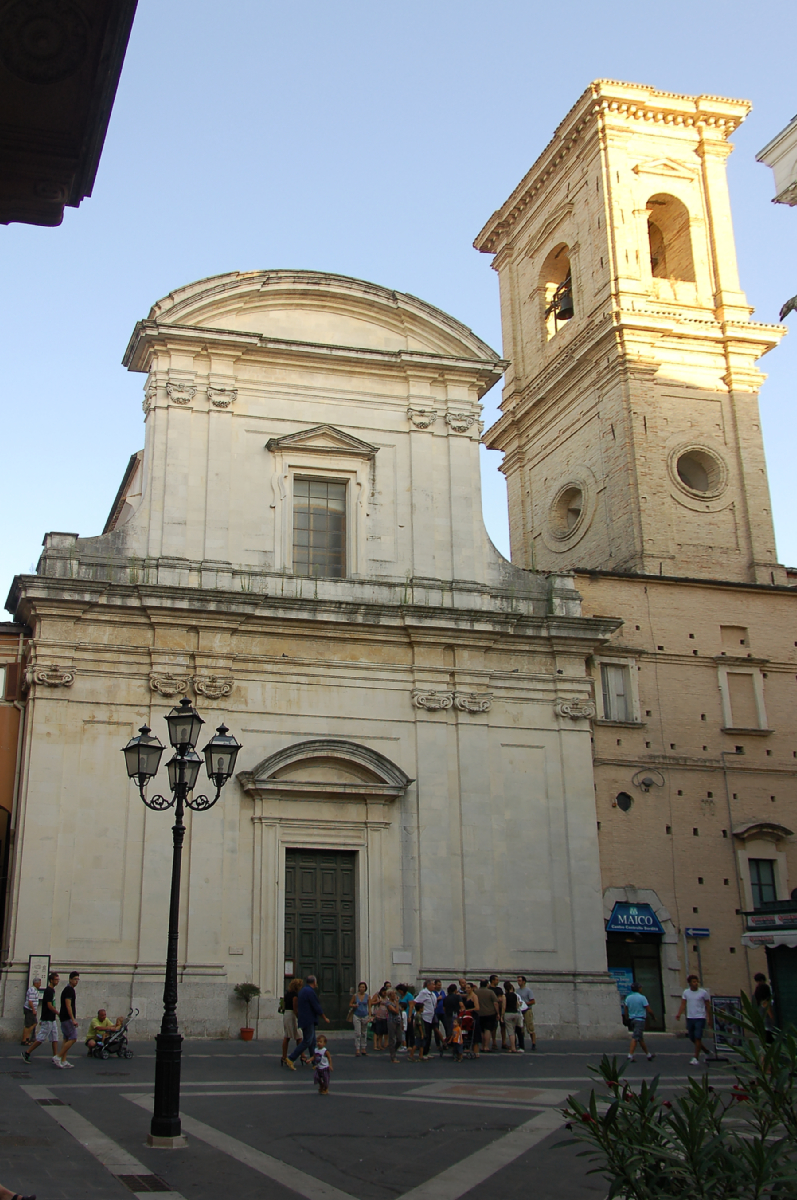
Chiesa di San Domenico al corso, Chieti
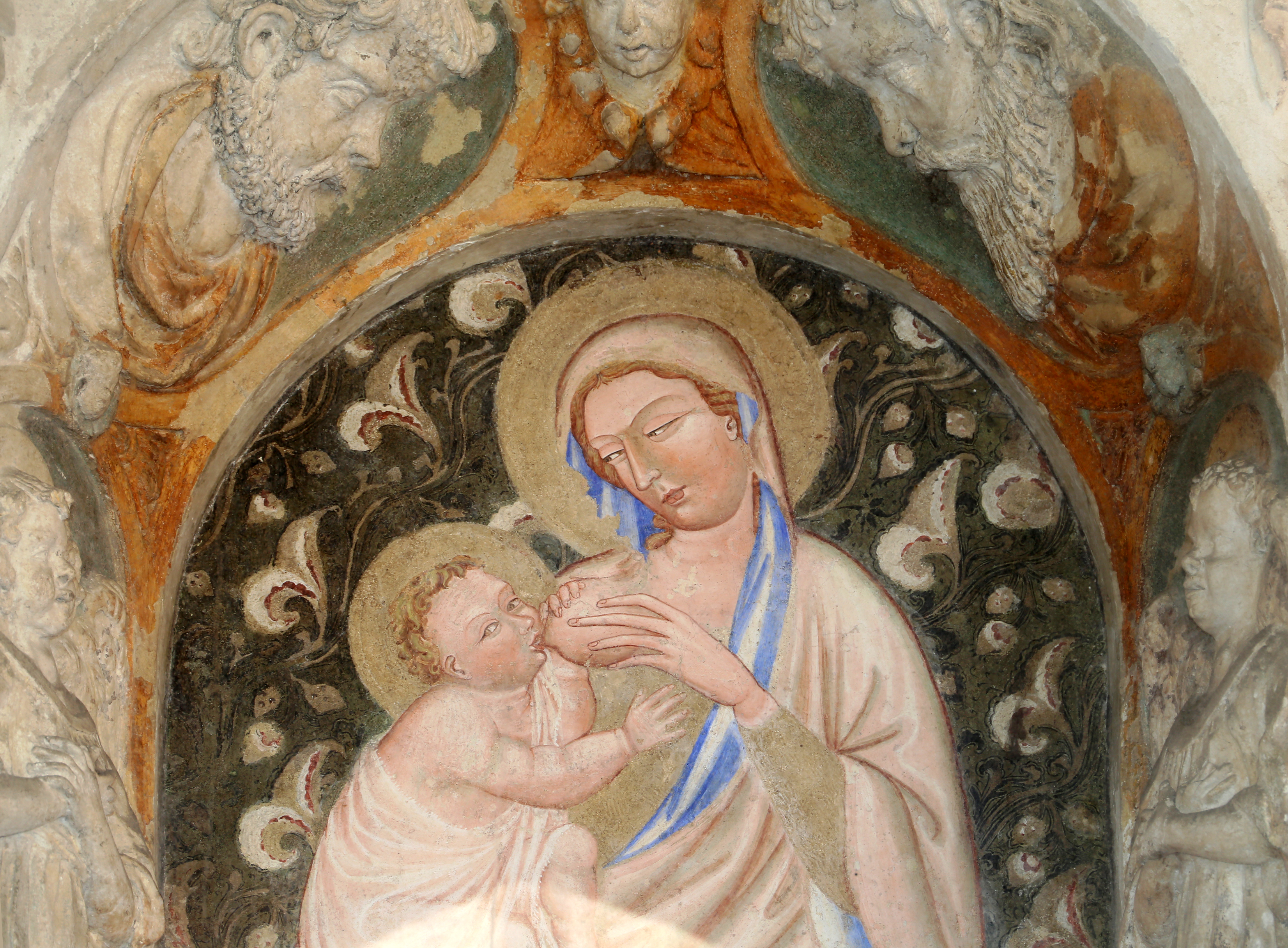
Particolare del portico settentrionale del duomo di Guardiagrele, la Madonna del Latte
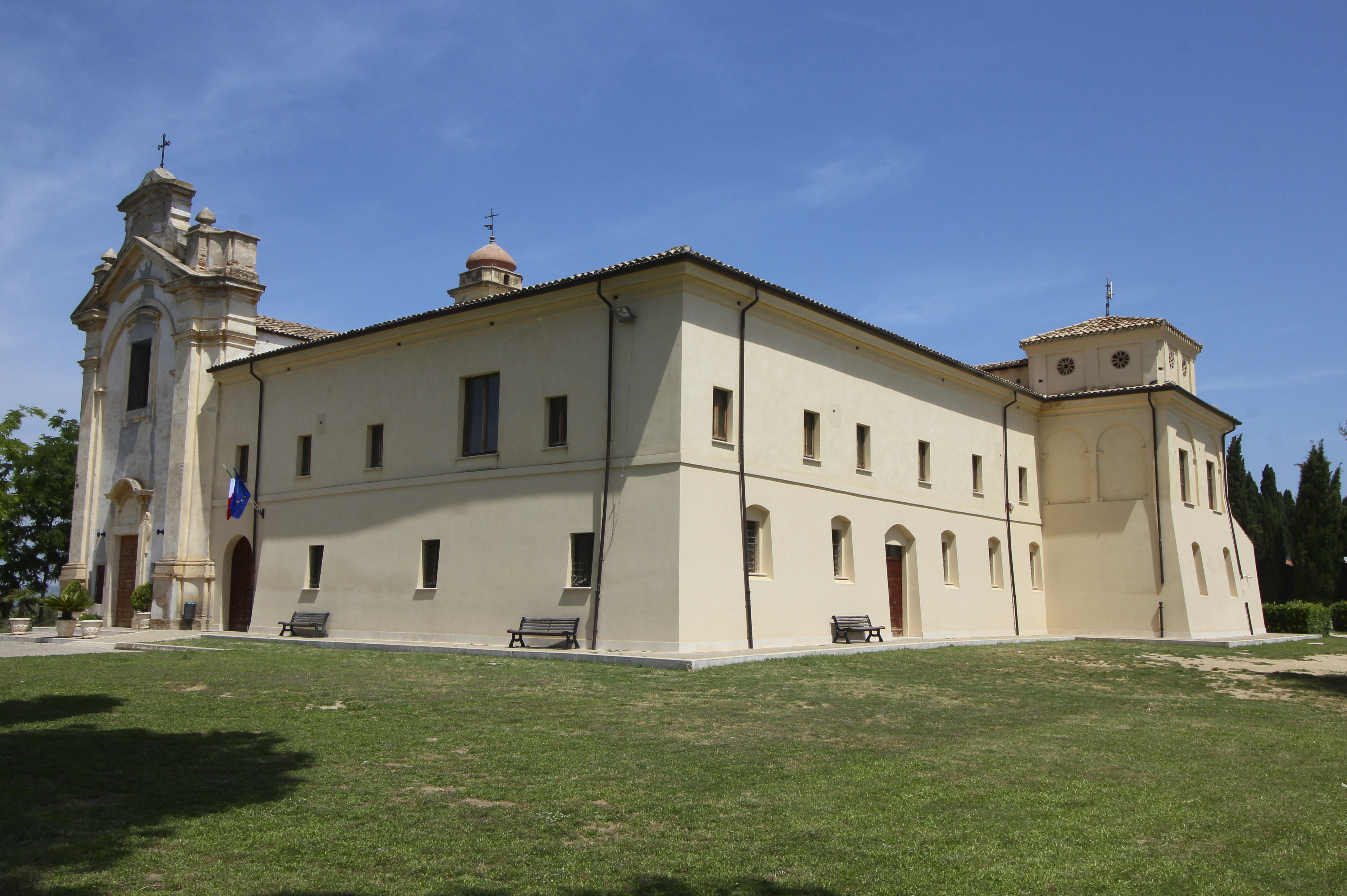
Convento di San Patrignano, Collecorvino
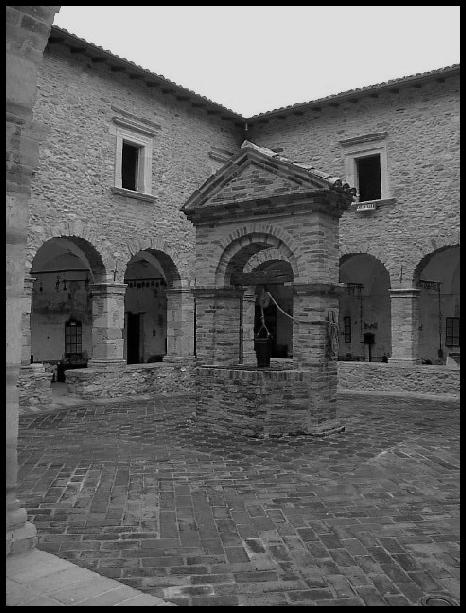
Chiostro del convento degli Zoccolanti, Montorio al Vomano

- Chiostro dell'ex convento di San Giovanni Battista - Chieti
- Chiostro dell'ex convento degli Scolopi - Convitto Nazionale - a cavallo tra rinascimento e manierismo
- Chiostro dell'ex convento degli Zoccolanti di Sant'Andrea (ex caserma Bucciante) - Chieti
- Chiostro dell'ex convento di Santa Maria (ex caserma Pierantoni) - Chieti
- Chiostro dell'ex convento degli Agostiniani - Chieti
- Cortile del palazzo arcivescovile di Chieti
- Cortile del convento di San Francesco - Lanciano
- Chiostro dell'ex convento di Sant'Agostino (tracce) - Lanciano
- Chiostro della chiesa di Sant'Antonio di Padova - Lanciano
- Altare maggiore della chiesa di Santa Maria dell'Iconicella - Lanciano
- Cappella della Madonna col Bambino (la "Mamma mia") della chiesa di San Nicola - Lanciano
- Chiostro di palazzo Fella - Lanciano
- Chiostro di Palazzo Berenga - Lanciano
- Chiostro del convento di Sant'Antonio - Francavilla al Mare
- Chiostro del convento delle Clarisse - Bucchianico
- Chiostro della parrocchia di Santa Maria Maggiore - Villamagna
- Chiostro del palazzo Ramignani-Nolli con cappella - Ari
- Cappella del santuario della Madonna delle Grazie - Ari
- Fianco nord del Duomo di Guardiagrele, in parte ricostruito dopo il 1945
- Cortile dell'ex casa natale di Francesco Paolo Ranieri (via Roma) - Guardiagrele
- Chiostro dell'ex convento delle Clarisse (via Roma) - Guardiagrele, sede del Museo della Mostra dell'Artigianato artistico abruzzese, rifacimenti negli anni '70
- Cortile di palazzo Elisii - Guardiagrele
- Chiostro del convento degli Osservanti della Santissima Annunziata - Orsogna (1447)
- Lato chiostro della parrocchia di San Nicola - Pretoro
- Chiostro del convento di San Francesco Caracciolo (ante restauri anni '70) - Roccamontepiano
- Precedente santuario di Roccamontepiano, alla ricostruzione degli anni '60
- Ex convento di Sant'Antonio - chiostro - Rapino
- Chiesa di Santa Reparata - Casoli - ante restauri del 1949
- Chiostro dell'ex convento della Misericordia e Sant'Antonio degli Osservanti - Lama dei Peligni
- Cappella maggiore della chiesa dei Santi Nicola e Clemente - Lama dei Peligni
- Portale maggiore dell'ex chiesa di San Biagio - Taranta Peligna
- Chiostro dell'ex convento di Sant'Antonio - Palena - sede del Museo dell'orso marsicano
- Chiostro dell'ex convento di San Francesco - Palena
- Chiostro dell'ex convento dei Cappuccini della SS. Trinità - Ortona
- Chiostro dell'ex convento di Sant'Anna delle Benedettine - Ortona (sede del Museo della Battaglia)
- Chiostro dell'ex convento degli Osservanti di Santa Maria - Ortona (ante guerra e battaglia del 1943), piazza San Francesco
- Chiostro dell'ex convento di Santa Chiara - Ripa Teatina
- Antica cappella maggiore di San Leucio nel duomo di San Leucio - Atessa nel restauro del 2004, affreschi riprodotti nella nicchia del busto reliquiario
- Chiostro dell'ex convento di San Giacinto delle Clarisse - Atessa (via Sant'Antonio)
- Chiostro del convento di San Pasquale - Atessa, località Vallaspra
- Chiostro dell'ex convento dei Cappuccini della Madonna Incoronata - ante restauri anni '60 - Vasto
- Cappella della Madonna di Costantinopoli - Vasto, palazzo Aragona
- Chiesa dell'Addolorata o di San Francesco di Paola - impianto manierista - Vasto
- Convento di Sant'Antonio - San Buono
- Chiesa madre di Sant'Egidio - Borrello - tracce, impianto distrutto dalla guerra e ricostruito
- Prima "Cona" votiva della Madonna dei Miracoli di Casalbordino (oggi altare maggiore) del santuario della Madonna dei Miracoli

### Provincia di Pescara

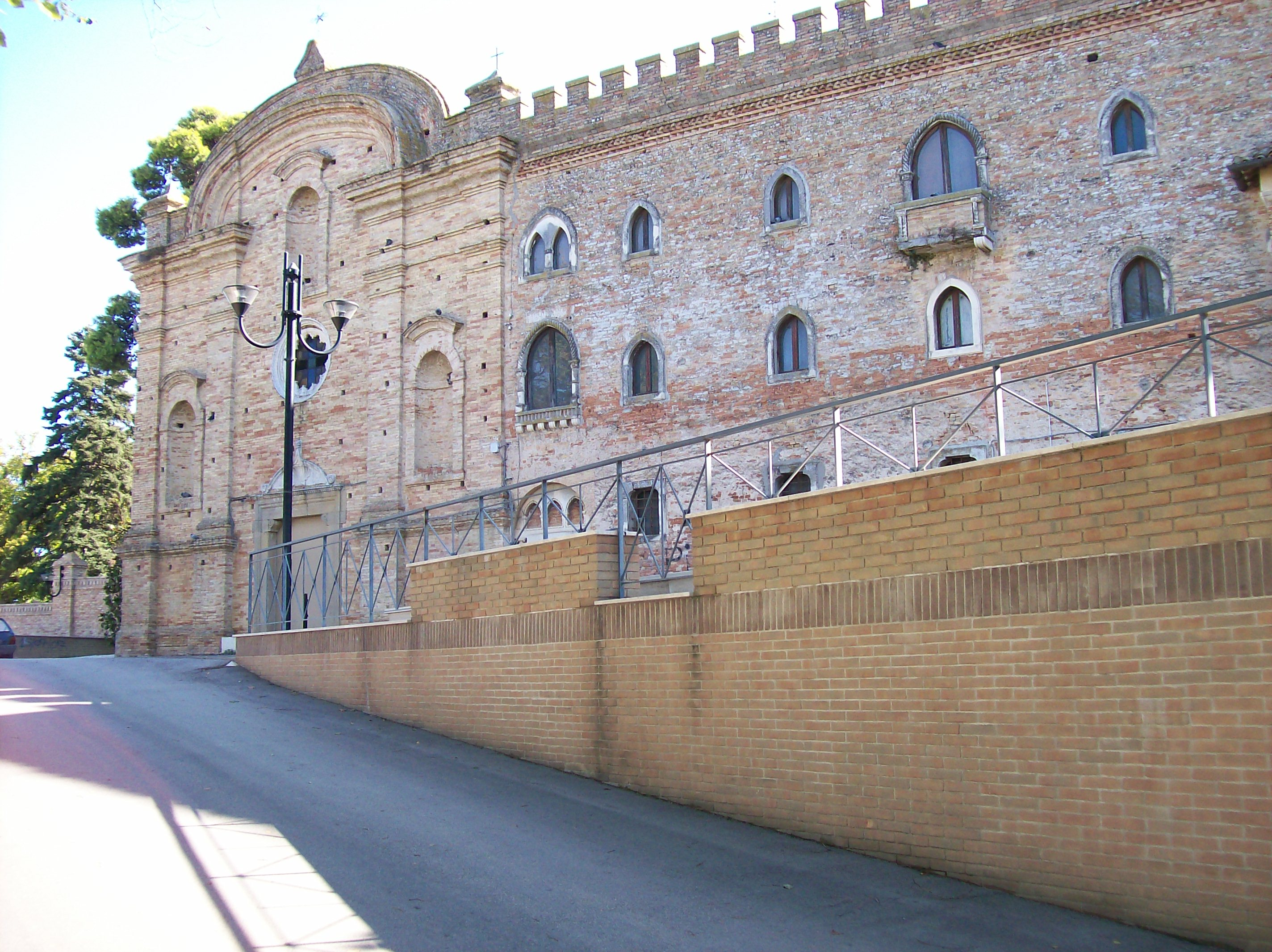
Convento di San Panfilo, Spoltore
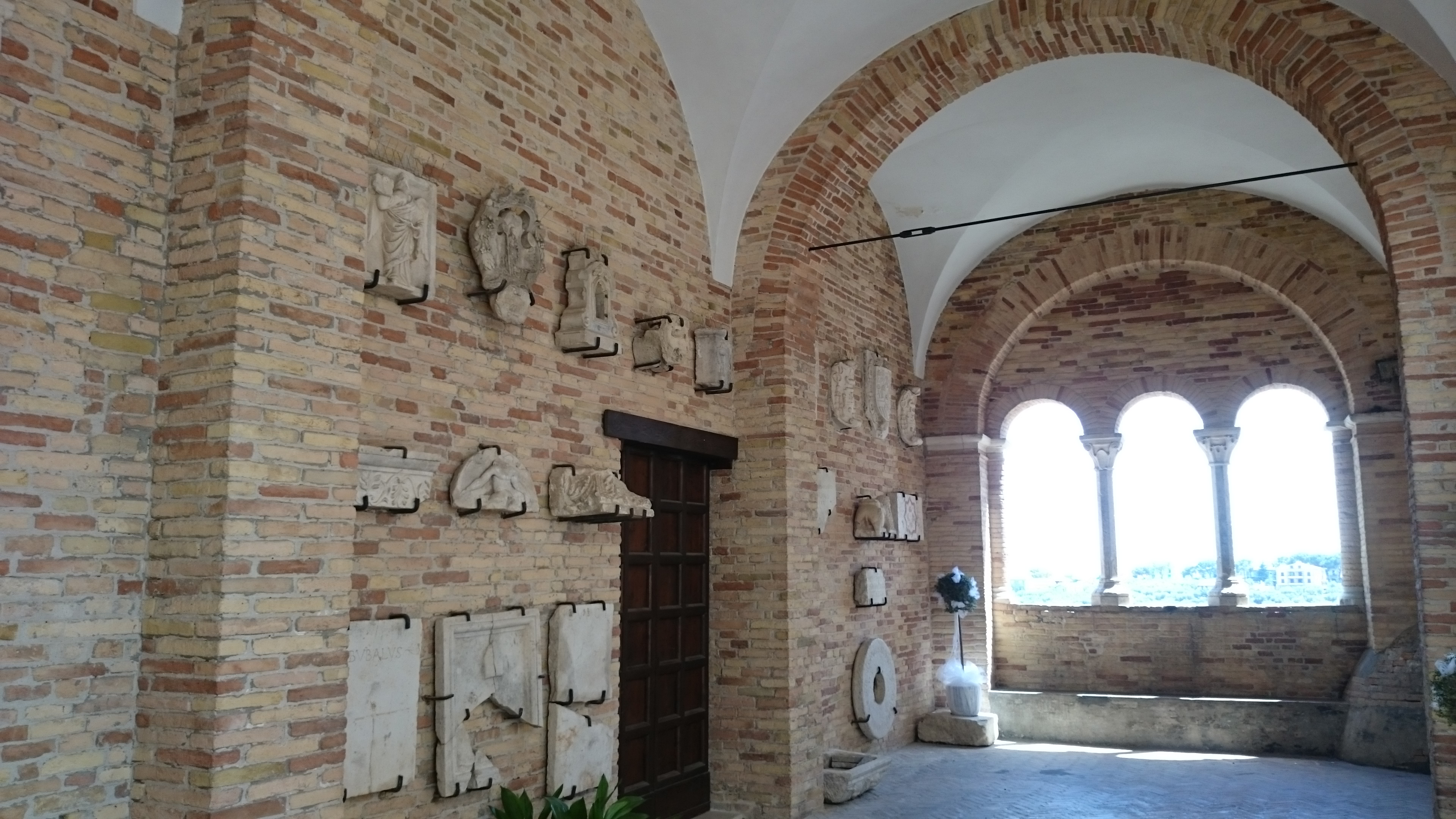
Cortile della chiesa collegiata di San Pietro, Loreto Aprutino
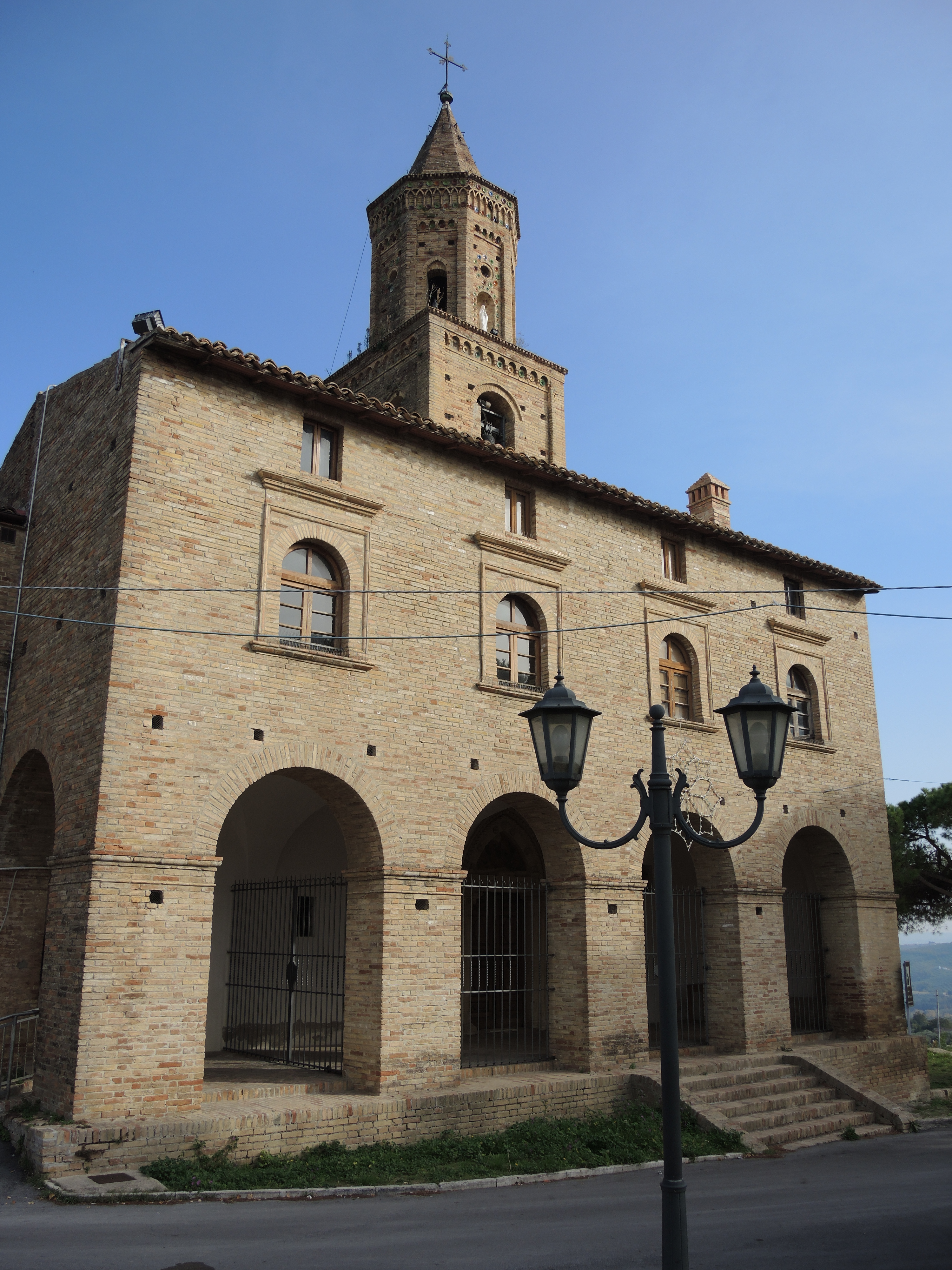
Prospetto della chiesa di Santa Maria in Piano, Loreto Aprutino
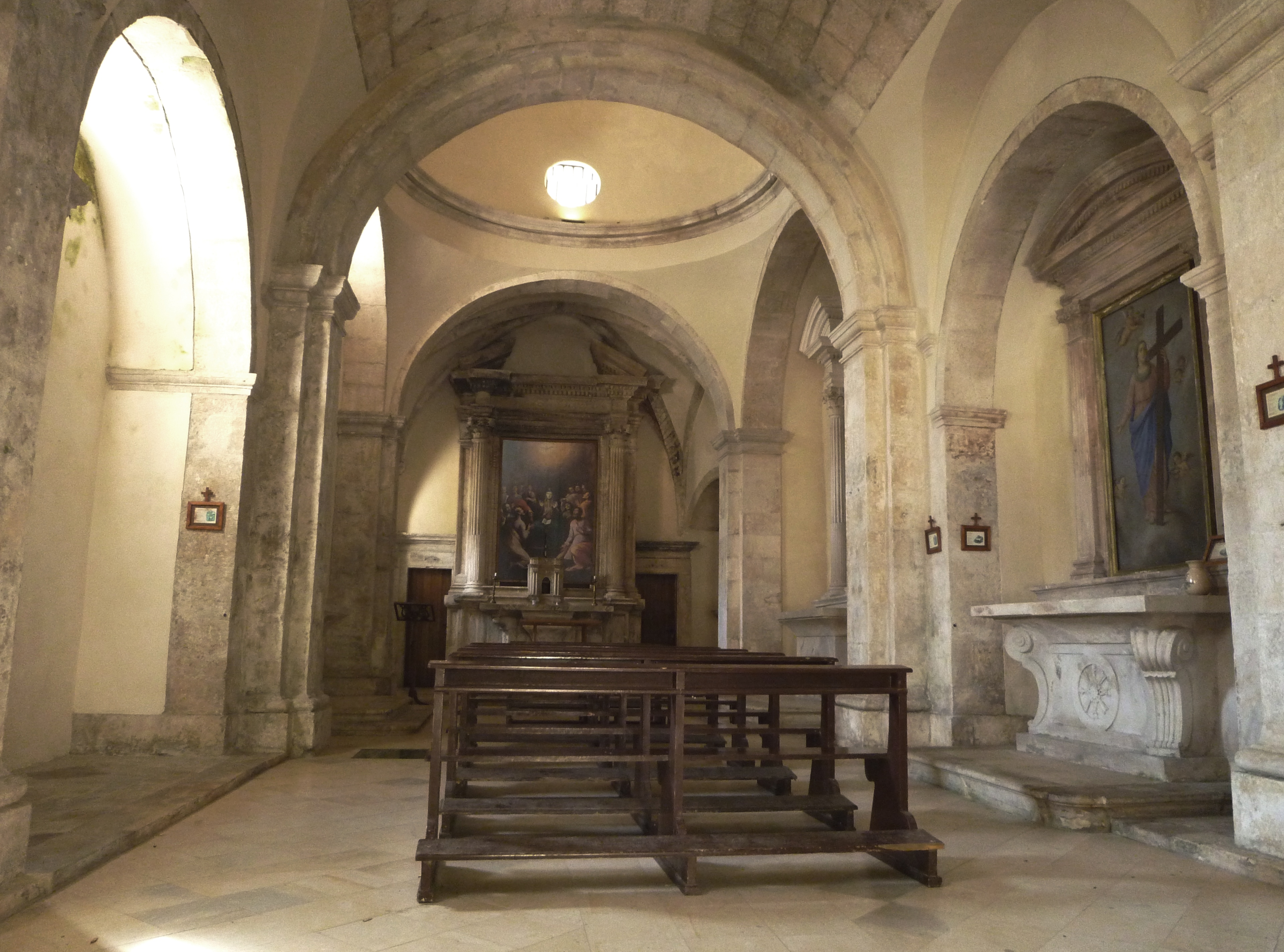
Interno dell'eremo di Santo Spirito alla Maiella

- Chiostro del convento di San Panfilo extra moenia - Spoltore
- Chiostro del convento di Santa Irene degli Osservanti - Catignano
- Chiostro del convento di San Patrignano - Collecorvino
- Chiostro dell'ex convento di San Francesco - Città Sant'Angelo
- Chiesetta della Madonna della Pace - Città Sant'Angelo (loc. omonima)
- Cripta del santo del Duomo di Penne, ante restauri anni '60
- Chiostro del convento di San Domenico - Penne
- Chiostro dell'ex chiesa di San Giovanni di Malta - Penne
- Chiostro dell'ex convento di Sant'Agostino - Penne
- Chiostro dell'ex convento di Santa Chiara (ospedale "San Massimo") - Penne
- Chiostro dell'ex convento dei Cappuccini - Penne (restauri anni '60)
- Chiostro dell'ex convento di San Francesco - Loreto Aprutino
- Cortile del palazzo Casamarte - Loreto Aprutino
- Chiostro laterale della collegiata di San Pietro - Loreto Aprutino
- Facciata dell'ex chiesa di San Giuseppe - Loreto Aprutino (via Cesare Battisti, angolo via delle Monache)
- Chiostro dell'ex convento del Carmine - Loreto Aprutino
- Chiesa abbazia di Santa Maria in Piano - Loreto Aprutino - interno e impianto
- Ex convento dei Cappuccini - Tocco da Casauria
- Chiesa madre di San Francesco - Popoli Terme, interno, impianto
- Cortile del palazzo ducale Cantelmi - Popoli Terme - via Castello
- Chiostro dell'ex convento di San Domenico - parrocchia San Lorenzo (via Mazzini) - Popoli Terme
- Cappellone della chiesa collegiata di Santa Maria Assunta - Caramanico Terme
- Chiesa di San Domenico (interni, impianto) - Caramanico Terme
- Chiostro del convento di San Lorenzo dei Cappuccini (Ante restauri anni '70) - Caramanico Terme
- Eremo di Santo Spirito a Maiella - Roccamorice (interno)
- Eremo di San Bartolomeo in Legio - Roccamorice - interno
- Chiesa di Santa Maria del Balzo - Musellaro di Bolognano - interni

### Teramo e provincia

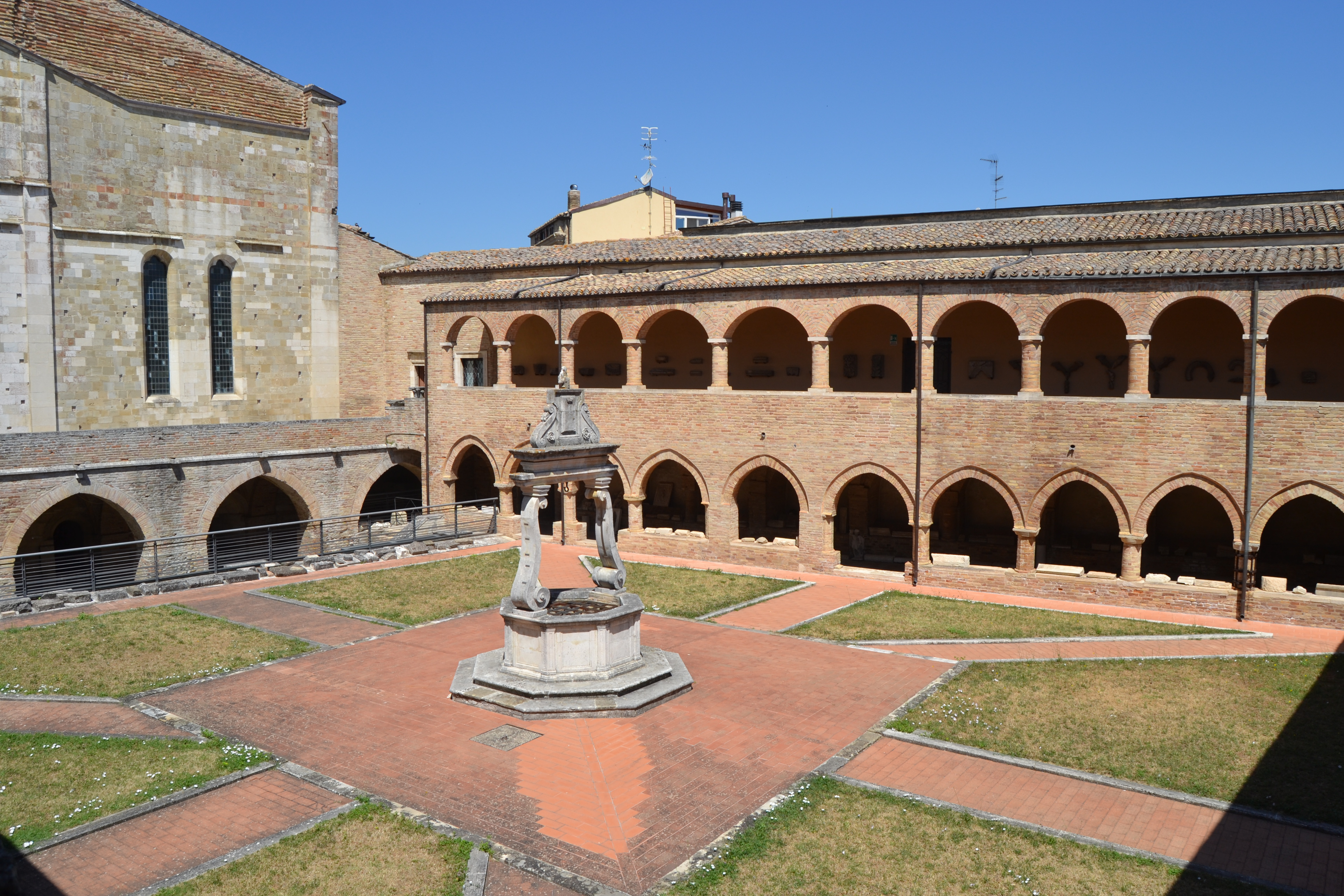
Cortile all'interno della Cattedrale di Atri

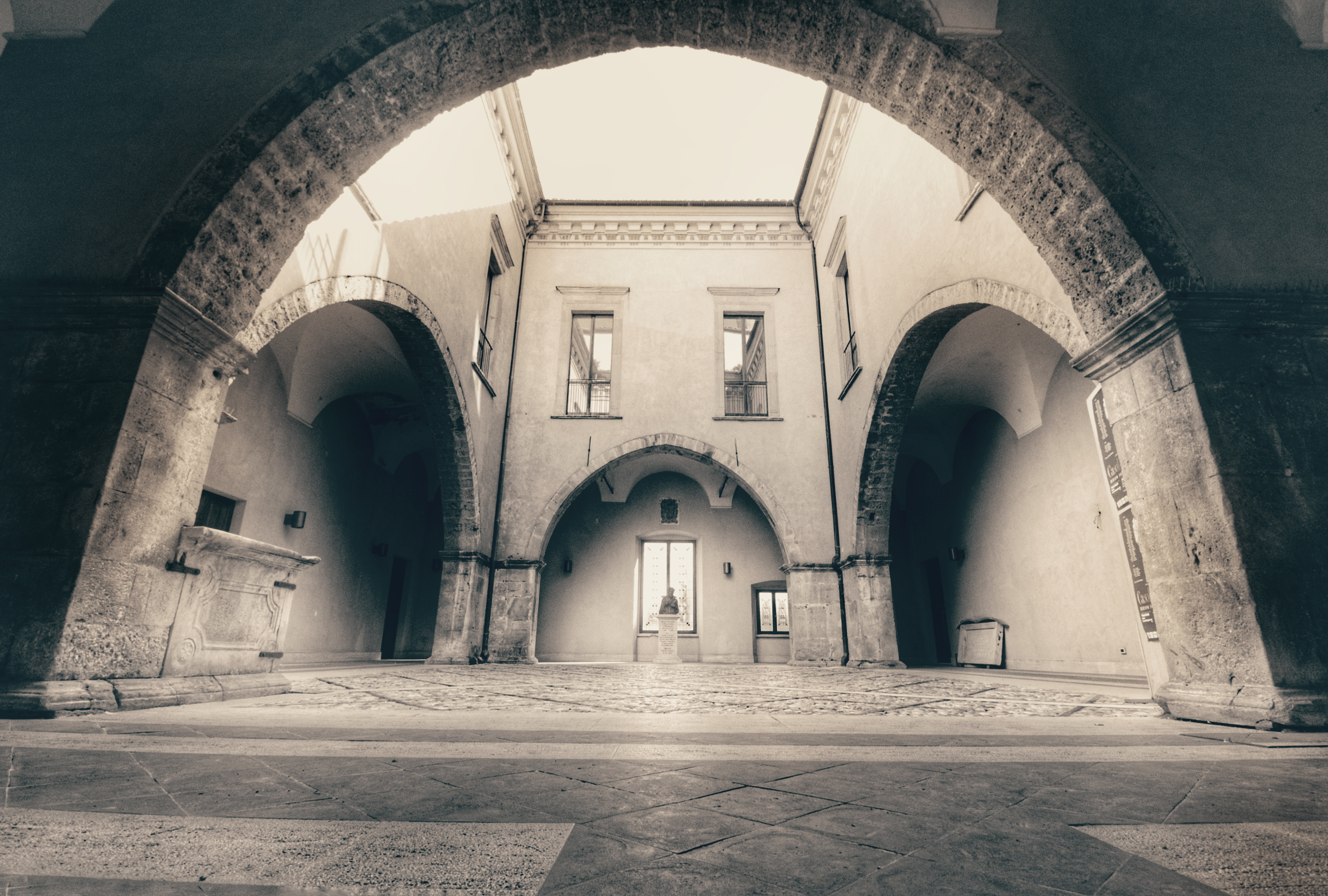
Cortile del palazzo ducale degli Acquaviva, Atri

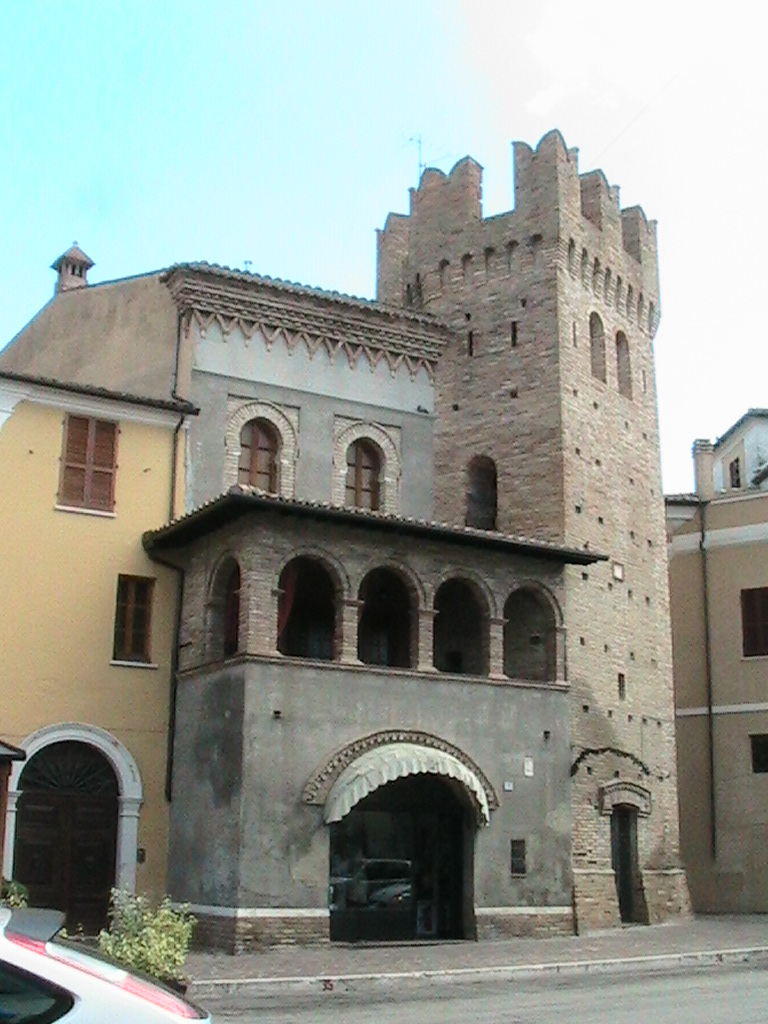
Palazzo e Torre Marini, Mosciano Sant'Angelo

- Chiostro del Duomo di Santa Maria Assunta e tabernacolo
- Chiostro dell'ex convento di Sant'Agostino - Teramo
- Chiostro dell'ex chiesa di San Giovanni a Scorzone (Liceo musicale "Gaetano Braga") - Teramo
- Chiostro dell'ex convento di Sant'Antonio dei Francescani - Teramo
- Chiostro dell'ex convento di Santa Maria delle Grazie - Teramo
- Chiostro del Duomo di Atri
- Cortile del Palazzo ducale Acquaviva - Atri
- Chiostro dell'ex convento delle Clarisse - Atri
- Duomo di Giulianova - esempio di architettura ideale rinascimentale abruzzese
- Chiesa della Misericordia - Giulianova alta (impianto)
- Chiostro del convento dei Santi Sette Fratelli - Mosciano Sant'Angelo
- Chiesa del Santissimo Rosario  (impianto) - Mosciano Sant'Angelo
- Torrione Acquaviva - via Pompizi - Mosciano Sant'Angelo, e torrione Marini, via Marconi
- Chiesa della Misericordia - Tortoreto alto - chiesa di San Nicola (impianto)
- Chiesa di Santa Maria Assunta (Montone di Mosciano Sant'Angelo)
- I due conventi degli Osservanti e dei Padri Zoccolanti - Montorio al Vomano
- Parrocchia di San Rocco - Montorio al Vomano
- Santuario di Santa Maria dei Lumi - chiostro Civitella del Tronto
- Chiesa di Santa Sinforosa - Tossicia
- Chiostro del convento dei Francescani - Castelli (sede del museo della ceramica)
- Chiesa di San Donato - Castelli (impianto)

## Le torri campanarie rinascimentali

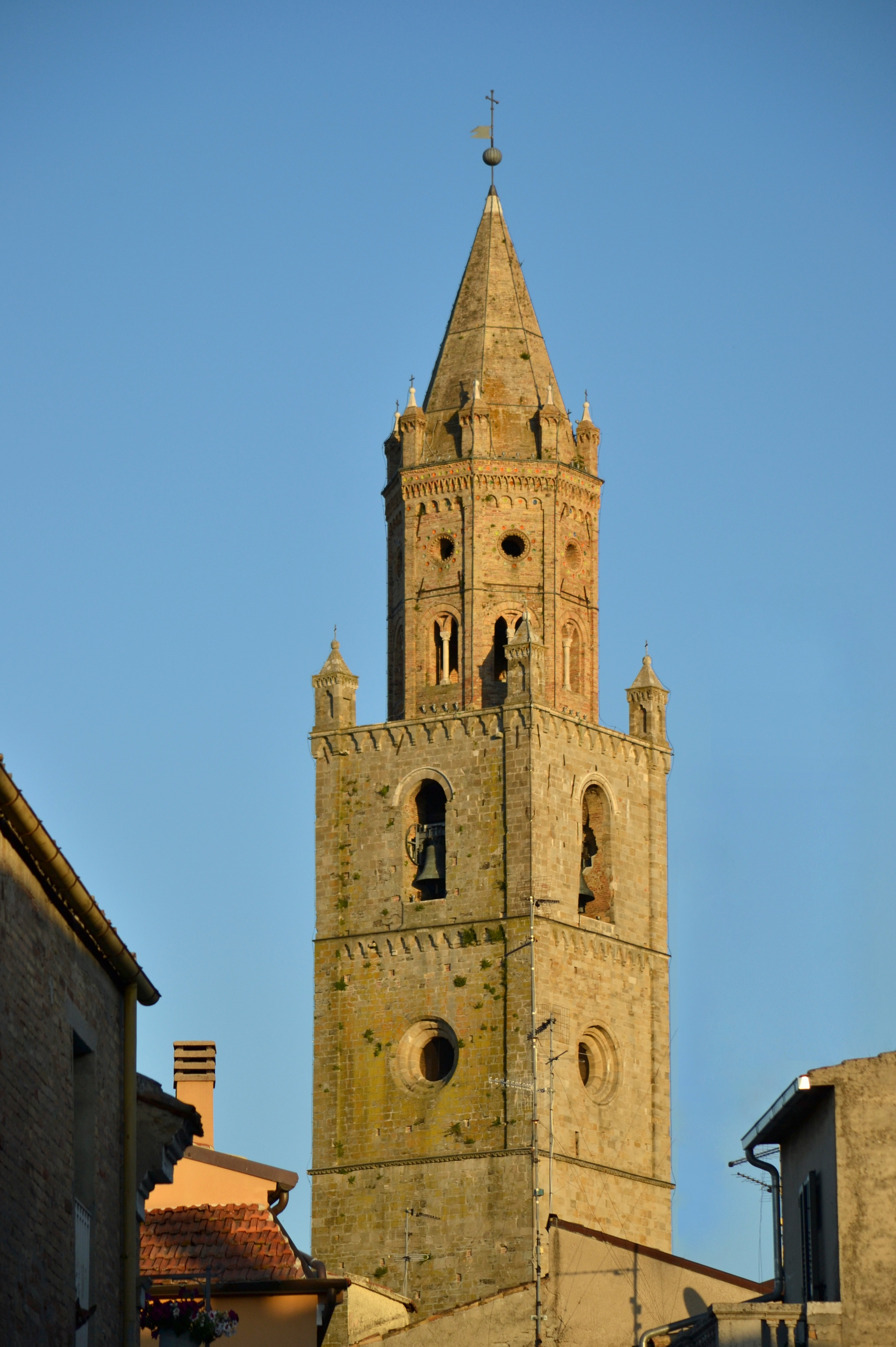
Torre della Basilica di Atri
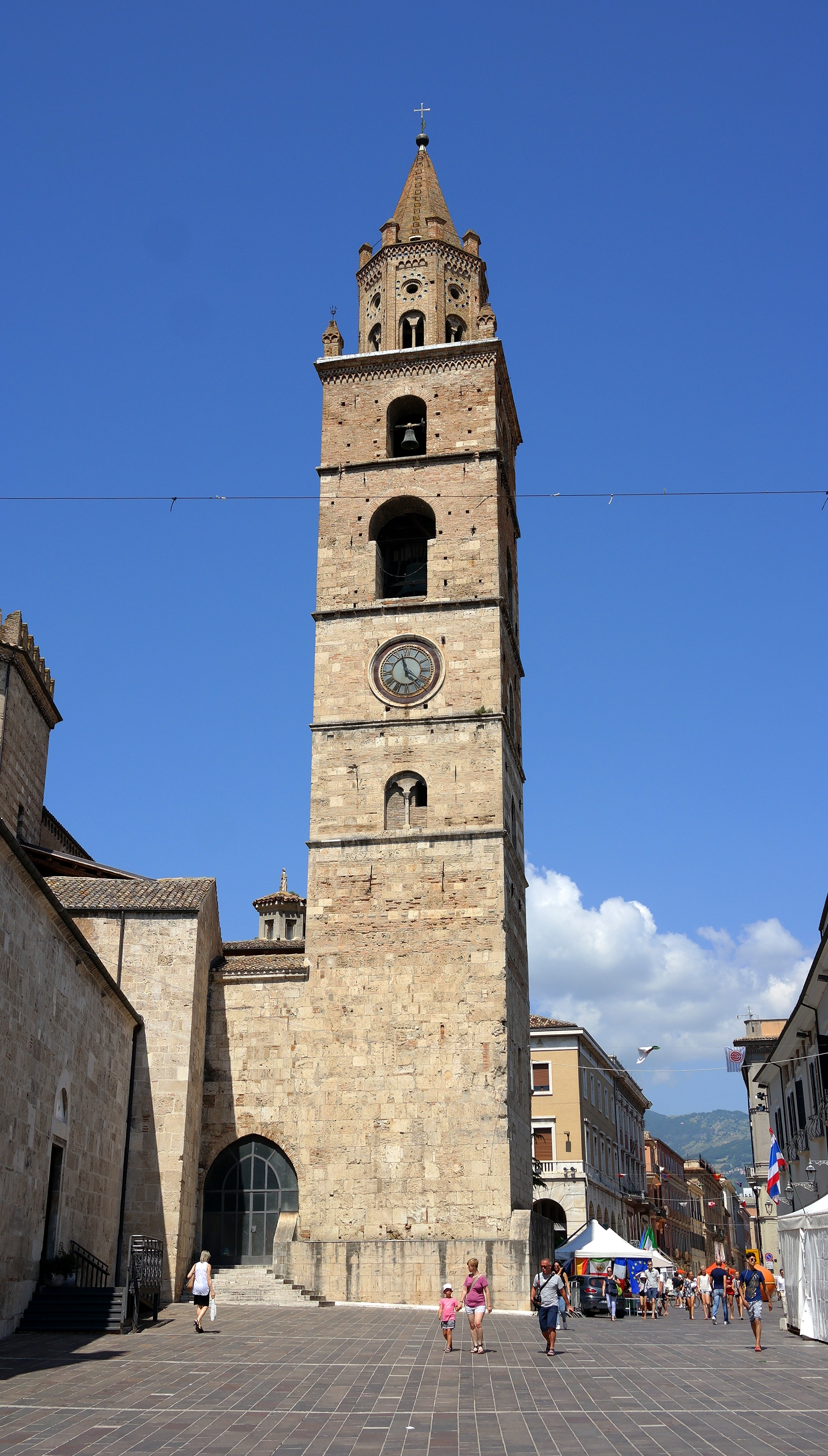
Campanile della Cattedrale di Teramo
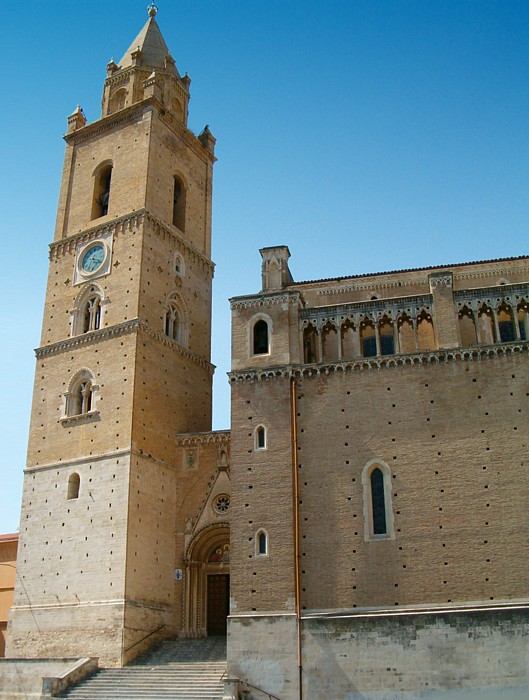
Campanile della Cattedrale di San Giustino a Chieti
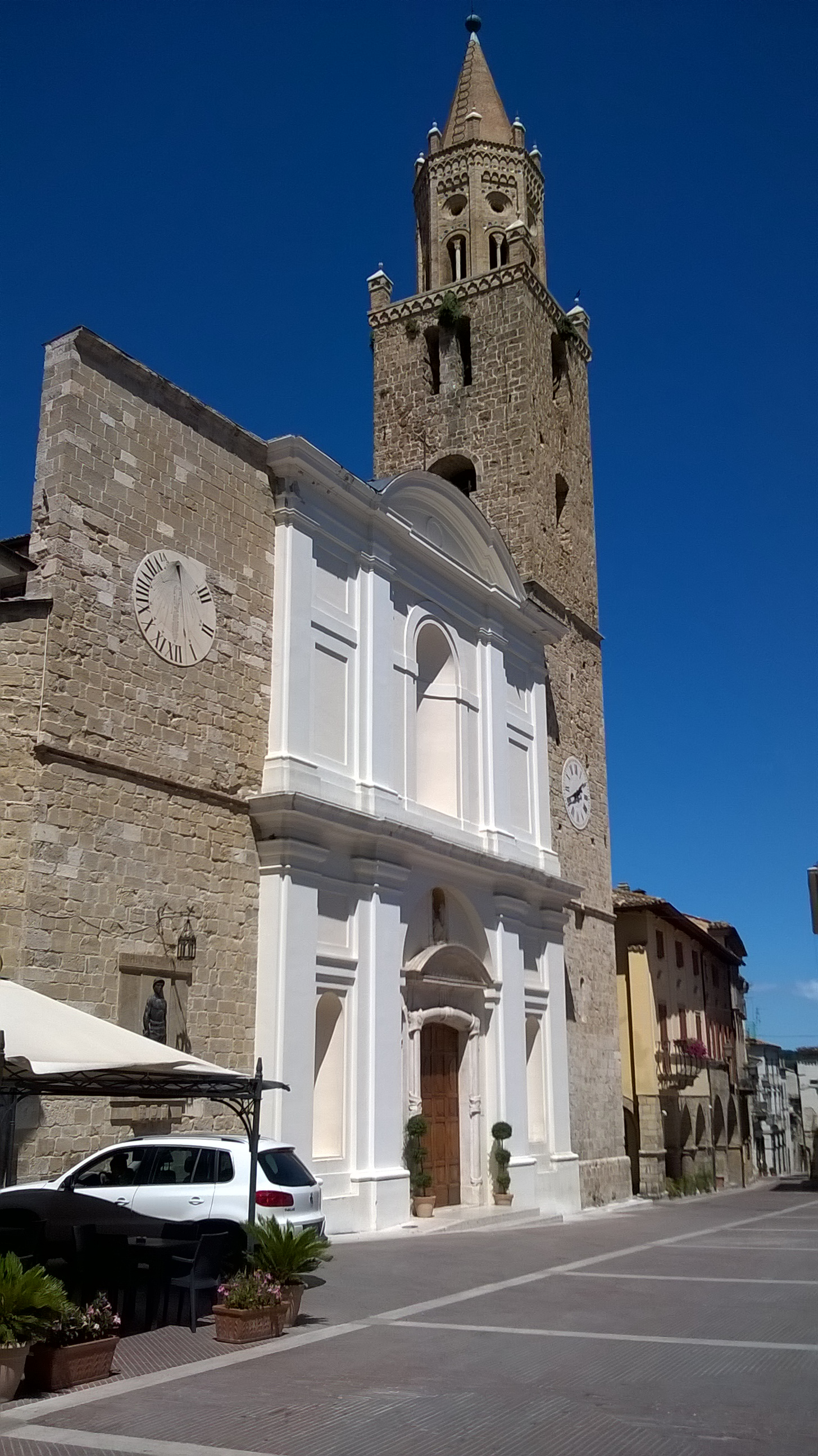
Campanile della Collegiata di Santa Maria a Campli
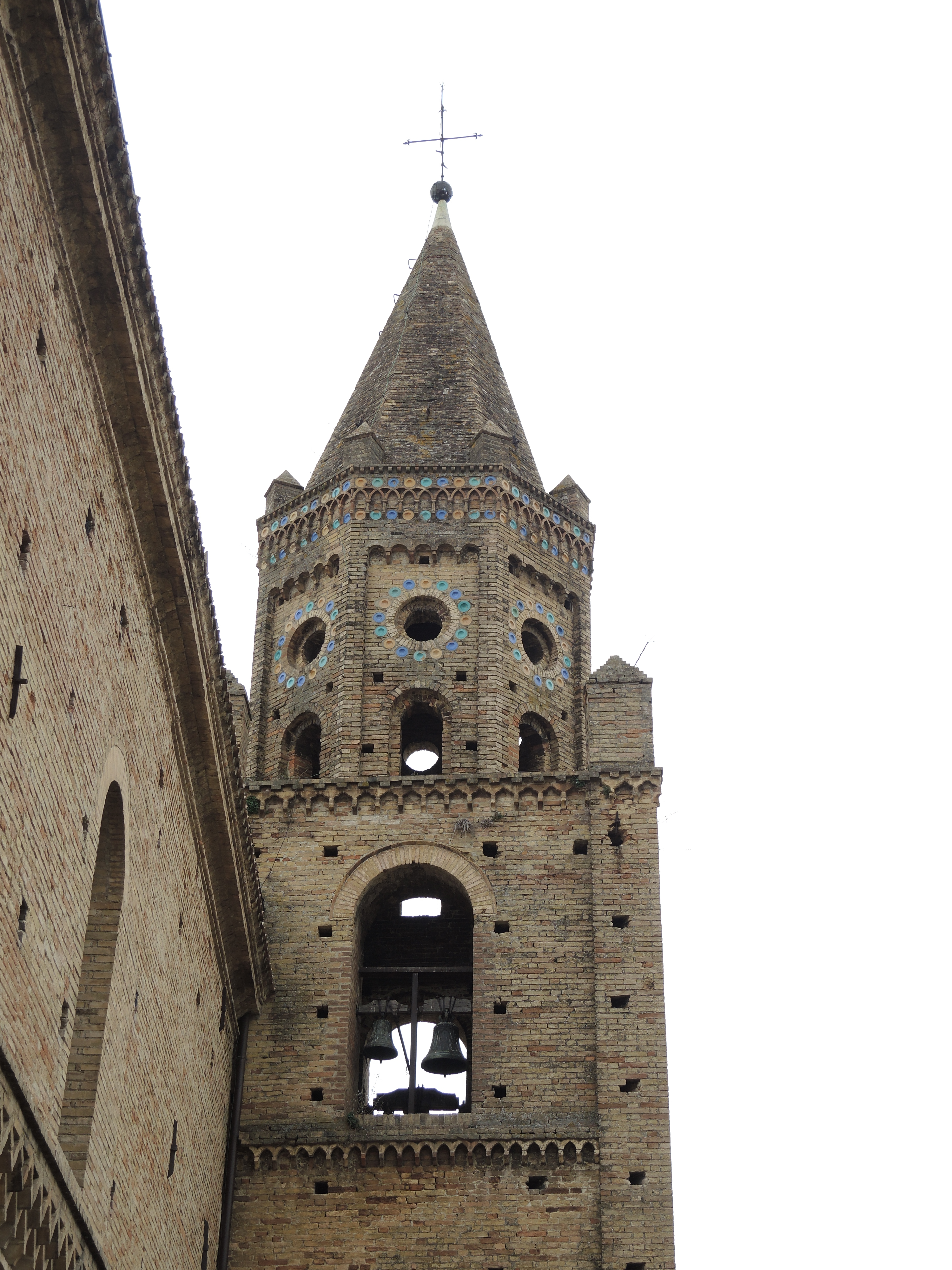
Campanile della chiesa di Sant'Agostino a Penne
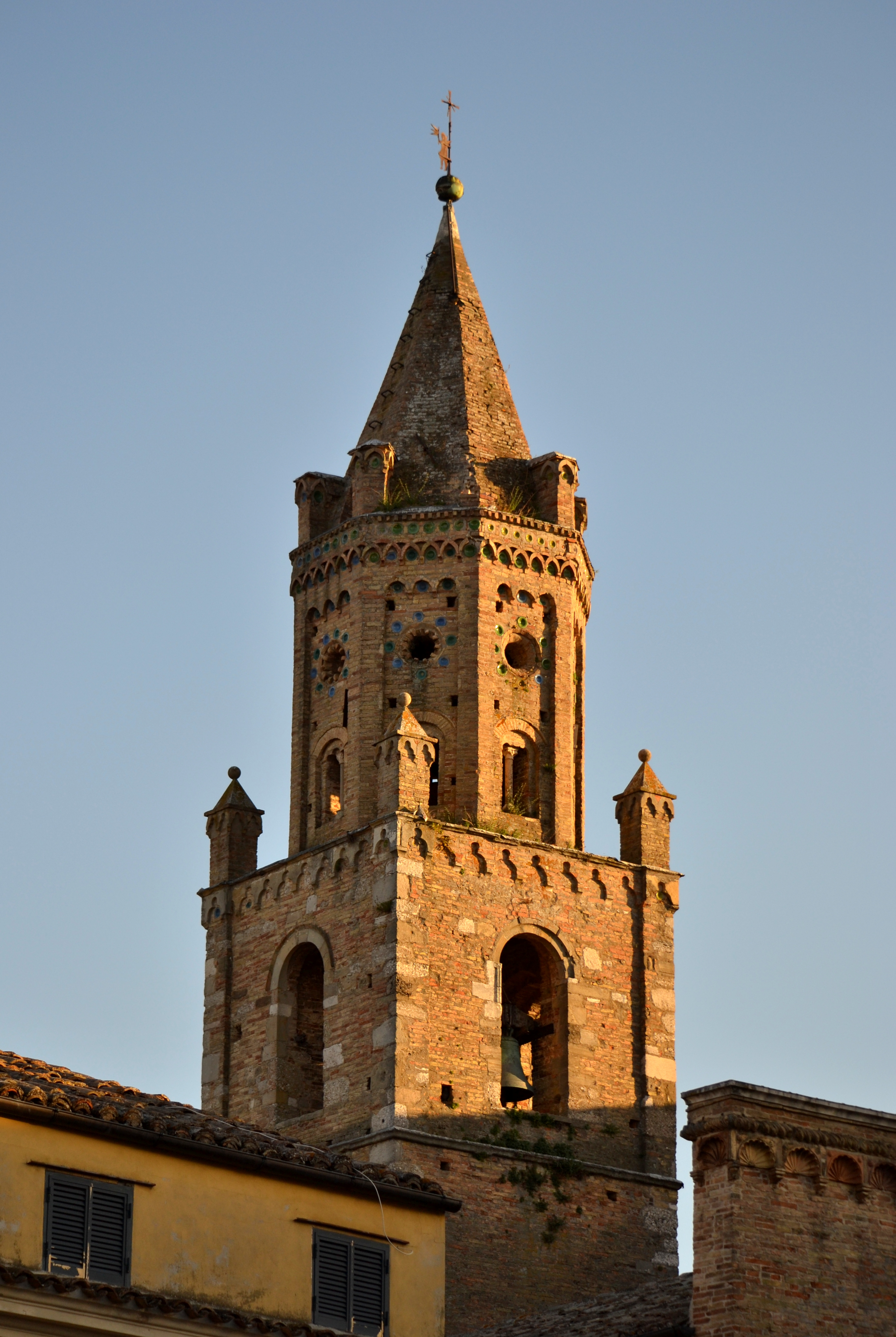
Torre campanaria dell'ex chiesa di Sant'Agostino ad Atri

La fascia territoriale di Teramo e Atri beneficiò molto, grazie alla politica dei Melatino e specialmente degli Acquaviva, della nuova corrente artistica rinascimentale, specialmente nel settore architettonico. Non a caso le città, benché molto antiche e risalenti all'epoca romana, si presentano insieme ai borghi circostanti con un tessuto edilizio il cui materiale è il mattone cotto e la pietra tufacea e arenaria. Poche sono le strutture medievali sopravvissute per via dei rifacimenti, come nell'esempio di Teramo dove restano Palazzo Melatino, Casa Franchi, Casa Catenacci, la chiesa di Santa Caterina e quella di San Luca.
Il programma di rinnovamento, nella direttrice separata dalla ristrutturazione di chiese e palazzi, che si estese poi in giù nell'Abruzzo Citeriore di Chieti, riguardò la rifortificazione degli antichi presidi da una parte, e il carattere prettamente ornamentale e monumentale dall'altra, rappresentato da Antonio da Lodi. La presenza lombarda in Abruzzo nel XV secolo dette vita alla "scuola Atriana" per quanto riguarda la ricostruzione monumentale dei campanili delle grandi cattedrali e collegiate. Antonio fu attivo a Teramo nel 1493, a Chieti nel 1498, e in questo lustro si dedicò al rifacimento delle torri di Santa Maria La Nova di Cellino Attanasio, di Santa Maria in Platea a Campli, di San Michele a Città Sant'Angelo e così via. Ovviamente Antonio fu capo di una bottega, data la differenza di questi "campanili fratelli", alcuni più decorati, altri di modesta fattura, come quelli di Sant'Antimo a Montepagano, della Madonna delle Vergini a Torricella Sicura.

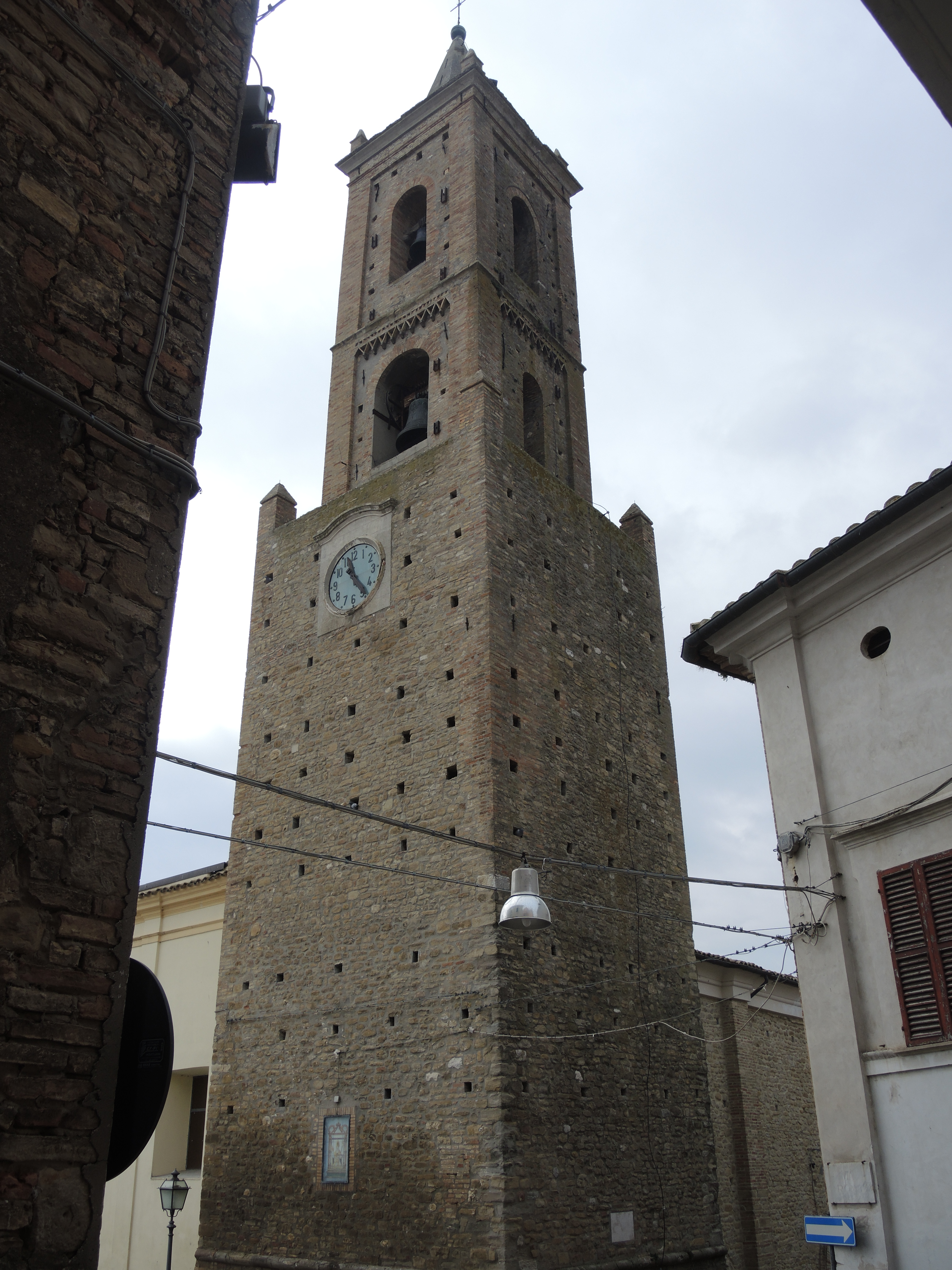
Torre campanaria della chiesa di Santa Maria Nova a Cellino Attanasio

### Il modello del Duomo di Teramo
I modelli primari sono le torri della Cattedrale di San Berardo a Teramo e della Basilica della Beata Vergine Maria Assunta ad Atri. Quest'ultimo alto 57 metri, risaliva al XII secolo, avente forma prismatica quadrangolare, terminato nel 1305 da Rainaldo d'Atri e Raimondo del Poggio, che lavorarono alla fabbrica della basilica trasformandola in stile gotico. Il prisma ottagonale superiore è stato realizzato da Antonio, che ha decorato il resto della torre con cammei, losanghe e cornici marcapiano. Quattro grandi occhialoni con cornice smussata compaiono sulle facce del terzo ordine mentre il quarto è destinato alla cella campanaria. Il prisma ottagonale è scandito da lesene angolari collegate in alto da archetti pensili a tutto sesto, con sottostante scodella, mentre orizzontalmente è diviso in due ordini da fascia rilevata. Nell'ordine inferiore sono poste otto bifore ad arco con sottile colonnina centrale, base e capitello.

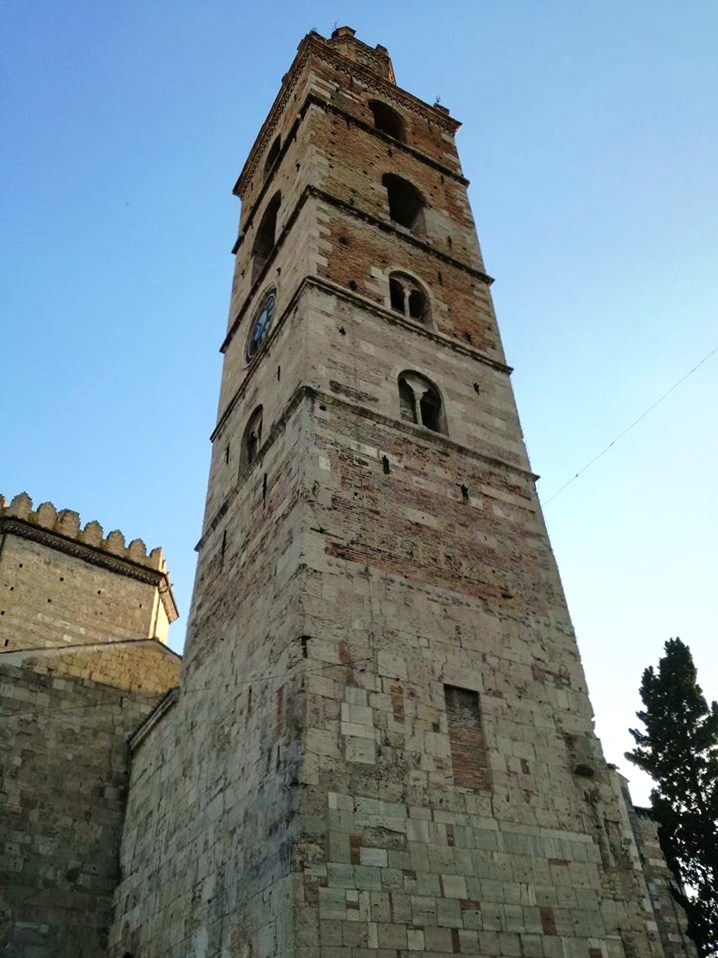
Torre del Duomo di Teramo

L'ordine superiore mostra otto oculi incorniciate a fasce a rilievo, bordate con scodelline invetriate policrome, che si trovano sia sotto le arcatelle accavallate, che lungo le fasce di coronamento. Infine otto pinnacoli concludono in alto il prisma, circondato da cuspide piramidale che culmina con globo metallico a croce.
Insomma il campanile di Atri costituisce l'archetipo e modello dei campanili fratelli dell'Abruzzo rinascimentale, e molto simile ad esso è la torre del Duomo di Teramo, esistente già dal XII secolo, ma completata nella parte superiore (1493) da Antonio. Sopra il prisma del Duomo di elevano quattro pinnacoli, la torre non presenta lesene angolari, presenti invece nel prisma.
Il campanile di Santa Maria in Platea a Campli è del 1395, fu decorato da Antonio, e restaurato nel 1893 da Norbero Rozzi, che ricostruì la cuspide abbattuta da un fulmine nel 1780, e lo stile del prisma è coevo a quello di Atri e Teramo. Un restauro abbastanza corposo, ma fedele al progetto originale, si ebbe nei primi anni del Novecento anche nel campanile di San Giustino a Chieti, poiché il terremoto del 1703 aveva abbattuto la cuspide.

## Rinnovamento del castello abruzzese nel XV-XVI secolo

### I castelli precedenti (XII-XIII secolo)
In epoca normanna e sveva, numerose sono le torri isolate nei boschi e nelle montagne abruzzesi, quasi tutte di origine medievale (Torre della Fara, Torre di Goriano Valle, Torre di Beffi Vecchio, la Torre di Sperone Vecchio, Torre di Forca di Penne), dall'impianto quadrangolare, circolare o poligonale (come la torre del Castello Piccolomini di Pescina, o del Castello Mediceo di Capestrano), usate come punti di avvistamento. Con il sopraggiungere di nuove esigenze tattiche, le torri dapprima isolate, sono divenute elementi di più ampie e articolate fortificazioni. Si parla del sistema di fortificazione militare delle coste del Regno di Napoli voluto da Carlo V d'Asburgo, e poi dal successore Duca D'Alba, che a intervalli regolari e in base alla caratteristica orografica del territorio (alture, punti aspri e difficilmente conquistabili dal mare), eresse varie torri di guardia per prevenire attacchi via mare (tipo da Venezia) da pirati turchi.

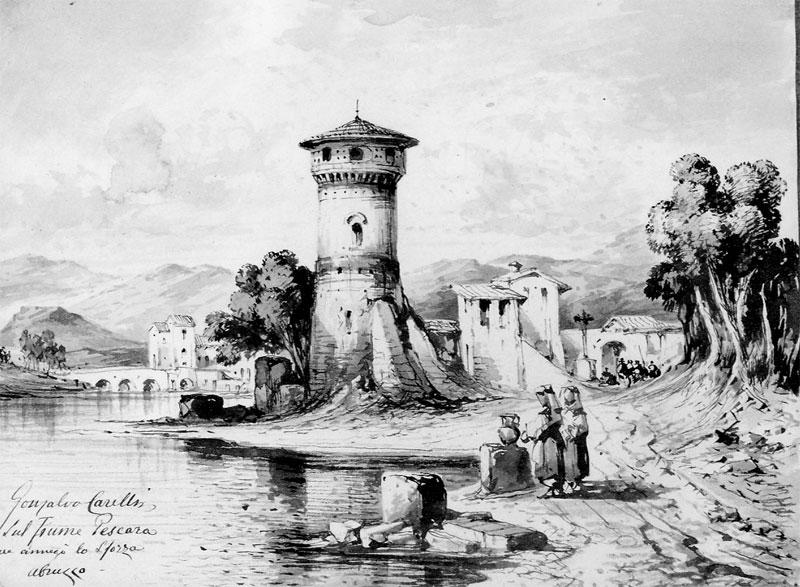
Disegno di fantasia della rocca di Pescara nel 1424 (vista dal porto), prima della fortezza, opera di Consalvo Carelli

In Abruzzo soprattutto nella costa teramana si hanno le torri meglio conservate (Torre della Vibrata, del Vomano, la torre Carolina di Martinsicuro); il punto divisorio dei "due Abruzzi" costituito dalla foce della Pescara, presso l'antica città romana di Aternum rifatta nel XIII secolo attorno a un sistema fortificato bizantino-normanno, che cingeva le attuali aree di piazza Unione (con al torre di guardia), via delle Caserme, via dei Bastioni, fu ampiamente fortificato dal 1510 al 1563 ca. dal Duca D'Alba sotto il progetto di Gian Tommaso Scala, e venne così edificato il mastodontico fortino del Pescara, a pianta trapezoidale irregolare.

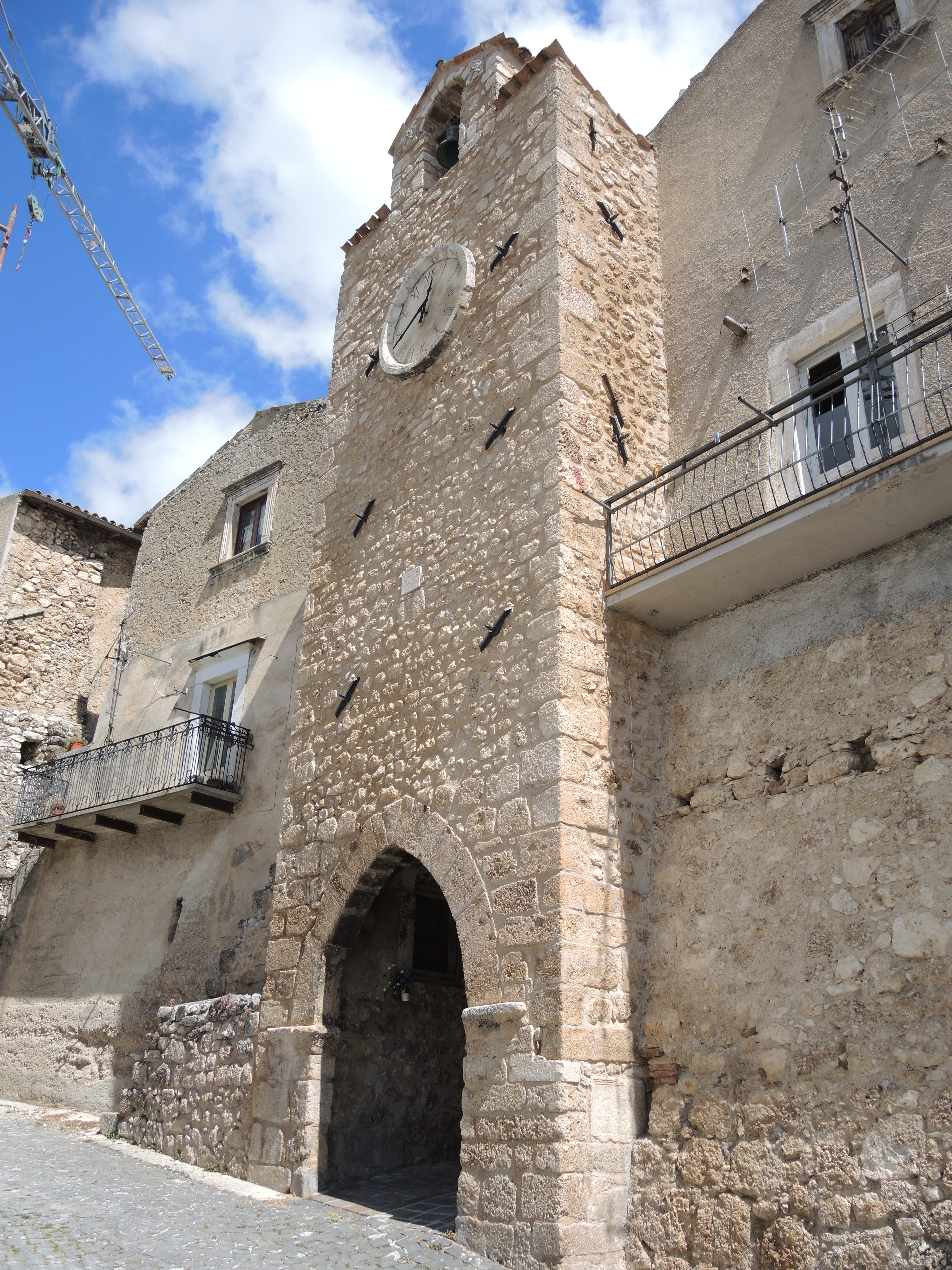
Porta San Martino, Castelvecchio Calvisio

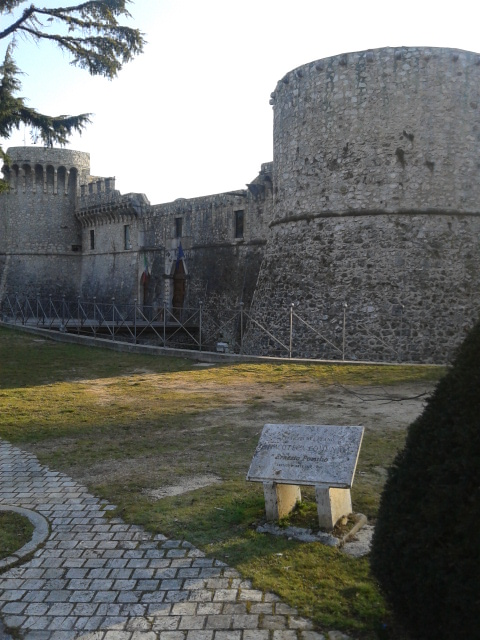
Prospetto del Castello Orsini di Avezzano

### I dongioni longobardi
Tra le torri più antiche dell'Abruzzo c'è quella del paese di Castel di Ieri (AQ), mentre uno degli esempi più tardi di torri di guardia, anche se in questo caso a carattere monumentale e di sorveglianza del passaggio dei pastori sul tratturo, è la torre Medicea di Santo Stefano di Sessanio, eretta nel XV secolo. Più rare sono gli esempi di torri cintate, ossia "dongioni" collegati alla cerchia muraria del paese, erette per la propria estrema difesa, di cui l'esempio migliore è la Torre di Introdacqua (AQ) o il torrione Orsini di Guardiagrele (CH).
La torre unita al castello-recinto invece, come si è detto, ha origini molto antiche: tale torre puntone, a pianta quadrata, irregolare o pentagonale, era posta a monte del recinto fortificato, quasi sempre a forma triangolare, benché esistano eccezioni quali il castello recinto di Fagnano, il castello di Barisciano, il castello di Ocre. L'esempio più felice, ancora in piedi benché gravemente danneggiato nel marzo 1424 dalle truppe di Braccio da Montone durante l'assedio dell'Aquila è il castello di San Pio delle Camere, a pianta triangolare, con le torri laterale, ancora in parte riconoscibili, e la grande torre puntone parallelepipeda; il castello è completamente staccato dal paese risorto nel XV secolo, quasi a pelo col terreno della piana di Navelli, e del tratturo Centurelle-Montesecco.

### La rocca quattrocentesca

#### Castelli marsicani
La classica rocca quattrocentesca abruzzese adottò generalmente la pianta quadrilatera con le cortine sempre più spesse lungo i lati, e più bassi torrioni cilindrici agli angoli, tecniche innovative portate appunto dagli Orsini da una parte, e dagli Aragonesi dall'altra, che anticiparono il loro arrivo. Gli esempi migliori di questo passaggio architettonico sono il castello Piccolomini di Celano, eretto sopra l'antico fortilizio dei Conto dei Marsi, e il castello Piccolomini di Ortucchio. Una gran parte delle antiche rocche dei Conti Berardi andarono in possesso nel 1463 ad Antonio Maria Piccolomini, seguace di Ferrante d'Aragona.
Il Piccolomini adottò delle nuove tecniche difensive, facendo scavare ad esempio il fossato sia a Celano sia a Ortucchio, cingendolo di ulteriori mura di cinta e di un passaggio secondario a Ortucchio, poiché prima del 1875 sorgeva sopra un isolotto separato dalla terraferma per la presenza del lago Fucino, che sarebbe divenuto il posto principale per la gabella della pesca. Oltre ai fossati, il Piccolomini cinse il castello di Celano con una cerchia muraria di torrette alternate, livellò il piano della torre maestra, e creò un impianto quadrangolare con quattro torri angolari identiche l'una all'altra, decorate da merlatura ghibellina bertesche, mentre all'interno fu creato un chiostro quadrato con delle arcate sovrapposte. Per Ortucchio invece il Piccolomini inglobò la torre maestra, trasformandola a pianta quadrata, con merlature superiore e beccatelli, e trasformando a scarpa le quattro torri angolari.

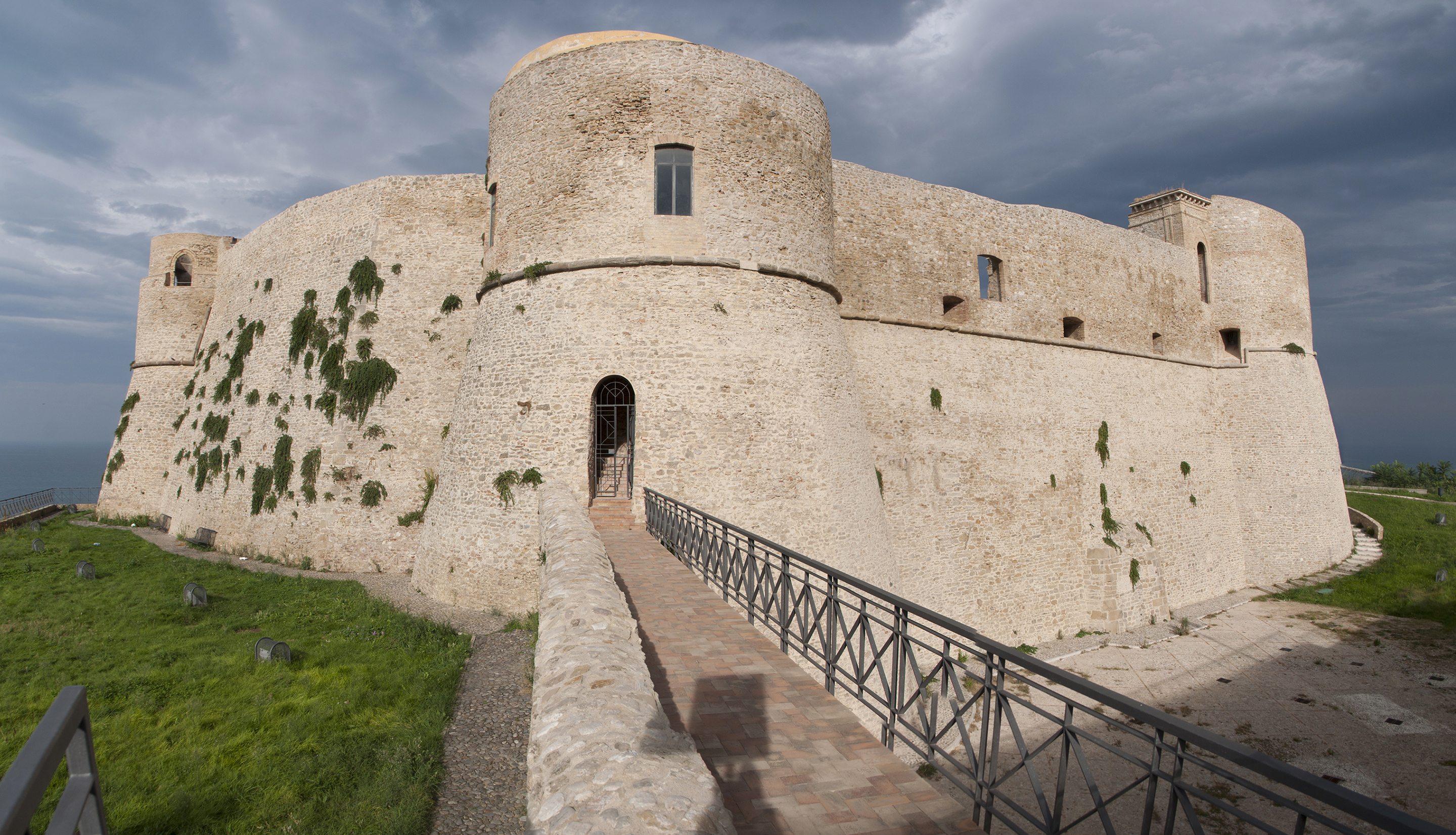
Il castello aragonese di Ortona

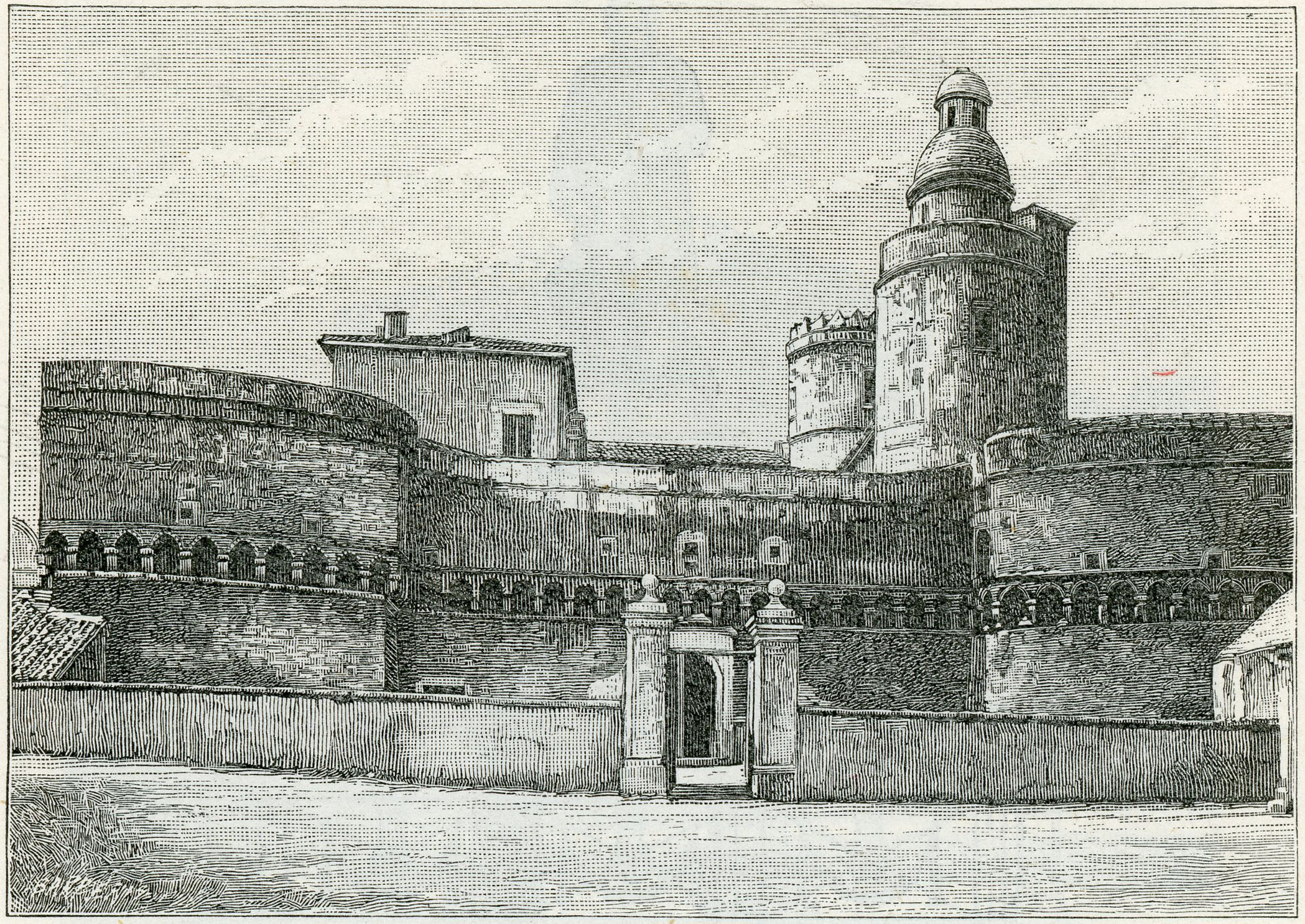
Incisione storica del Castello Caldora del Vasto

#### Castelli caldoreschi-aragonesi
Altro caso interessante è la Rocca Orsini di Scurcola Marsicana, che ha l'impianto semi-ellittico poiché dal maschio poligonale dei Berardi, rifatto poi nel XV secolo da Francesco di Giorgio Martini da Siena, partiva la doppia cinta muraria che terminava con due torri angolari, formando una sorta di triangolo isoscele. Il forte è dotato di possenti bastioni angolari con pianta a scarpa, che sostituirono le torri poligonali, e presto la rocca di Scurcola divenne uno degli avamposti di Gentile Virginio Orsini meglio fortificati dell'Abruzzo. Stessa cosa può dirsi per il castello Caldoresco di Vasto fatto edificare intorno al 1439 da Giacomo Caldora sopra un fortino preesistente, e fortificato con i quattro bastioni lanceolati intorno al 1450 dal figlio Antonio Caldora.
Di complessa lettura perché modificato a più riprese, e ancor di più dal XVIII secolo in poi, quando una parte rivolta verso Piazza Rossetti fu occupata da una costruzione, il castello Caldora del Vasto fu progettato dall'ingegnere Mariano di Jacopo detto "Taccola": una successione di beccatelli in pietra e archi ogivali faceva da cornice all'intera costruzione a pianta quadrangolare, con quattro grandi bastioni lanceolati a mandorla, anch'essi ornati da successione di arcatelle cieche. Dotato di fossato, quando il castello divenne inservibile nel Settecento, fu privata di una torre a bastione che sorgeva insieme alle altre che ancora oggi sono visibili al centro dell'impianto. La costruzione fu rimaneggiata ancora nel 1499 da Innico I d'Avalos, quando a questa famiglia Vasto venne donata da Ferrante d'Aragona.
Con Alfonso V d'Aragona (Alfonso I di Napoli), nella metà del Quattrocento furono apportate notevoli modifiche alla costruzione fortificata, infatti all'epoca di Caldora si usavano costruire ancora torri quadrangolare o pentagonali, che rovinavano giù o venivano seriamente danneggiati dai colpi della moderna artiglieria, come le bombarde, sicché le antiche caditoie non servivano più, e si cercò di ridurre gli spigoli arrotondando il perimetro delle torri di controllo, facendole divenire delle vere e proprie circonferenze, in modo da divenire anche meno difficilmente prendibili dagli arpioni dei nemici. Fu così che durante Alfonso d'Aragona, furono restaurati pesantemente il castello di Ortona, le mura di Lanciano nella parte del convento delle Clarisse (il torrione delle Monache), la fortezza di Civitella del Tronto, il castello ducale di Crecchio (solo una torre).

### Dagli aragonesi al Forte spagnolo
Il capitano di ventura di partito angioino Giacomo Caldora nel 1413-21 ottenne vari feudi in Molise e Abruzzo, tra cui Civitaluparella, Ortona, Pacentro, Canzano, e infine Vasto, dopo la vittoria contro il capitano Braccio da Montone all'Aquila (2 giugno 1424). Prima di Alfonso I d'Aragona, il Caldora apportò, insieme anche alla famiglia Cantelmo con sede del potere a Popoli, varie modifiche alle fortificazioni dei borghi, usando la torre a pianta poligonale ottagonale o pentagonale, in certi casi dovendosi adattare all'orografia del territorio, e inserendo alte torri di guardia all'interno della fortezza, come per il caso del castello Caldora di Pacentro. Nel 1422-39 circa, il Caldora rifece le mura di Ortona e di Vasto, rendendole più spesse, e maggiormente difendibili da torri di guardia, poste anche al centro della città, di cui si conservando ad esempio a Ortona la Torre del fortino Caldora, la Torre dei Baglioni in via d'Annunzio, e a Vasto la Torre di Bassano in Piazza Rossetti. Alfonso d'Aragona apportò nuove tecniche nel periodo 1442-52, erigendo sopra una vecchia fortezza angioina il Castello Aragonese di Ortona.

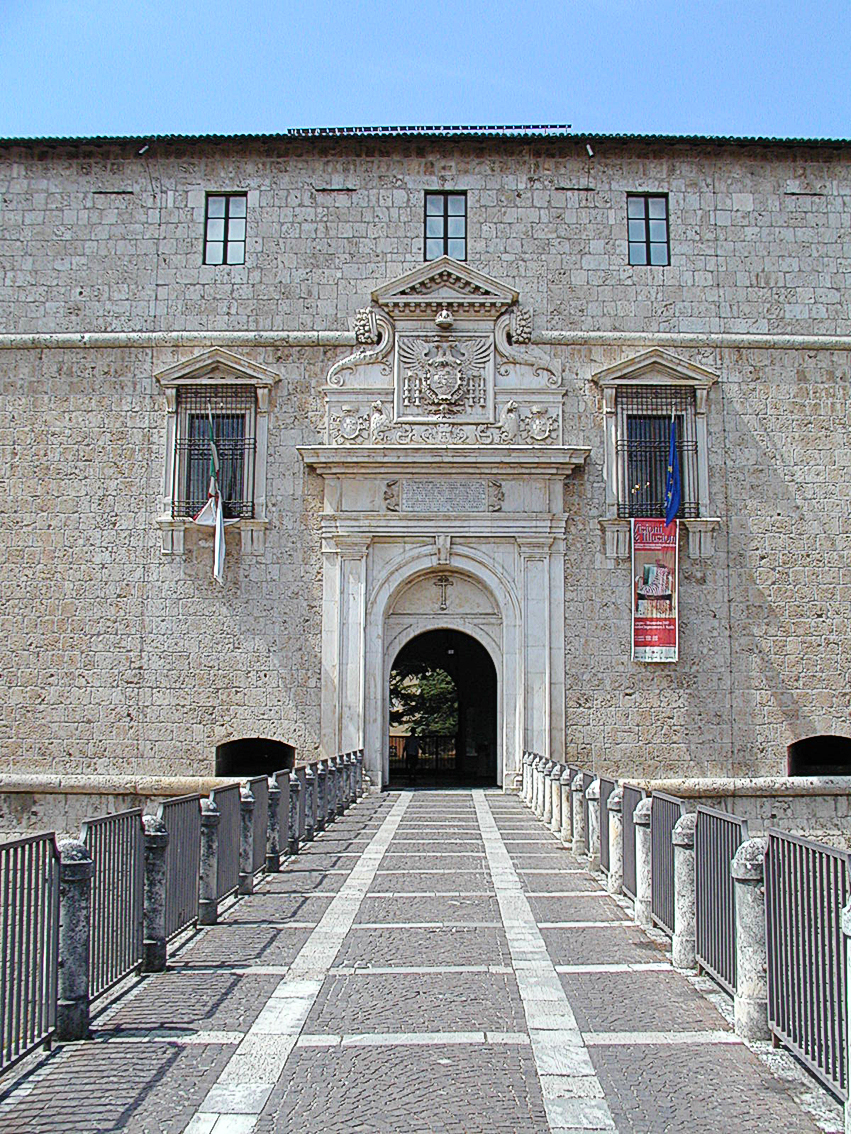
Ingresso asburgico al Forte Cinquecentesco, L'Aquila

Alfonso adottò lo schema diverso, usando un impianto trapezoidale irregolare, oggi non visibile interamente a Ortona, in quanto una porzione del castello è franata nel 1946, e sino al 2009 il castello non ha subito alcun intervento di recupero, dopo gli ulteriori danni bellici del 1943-44. Caratteristiche sono le torri cilindriche a scarpa, quattro agli angoli, le maggiori, e altre due poste a intervallo lungo le mura a doppio piano, mentre all'interno del campo si trovava una palazzina privata del castelliere, oggi scomparsa a causa dei danni del 1943. La tecnica aragonese consiste infatti proprio nell'uso del torrione cilindrico a doppia muratura per contrastare l'impatto delle palle di cannone, assorbendone la forza dell'urto.

## Le fortezze spagnole in Abruzzo

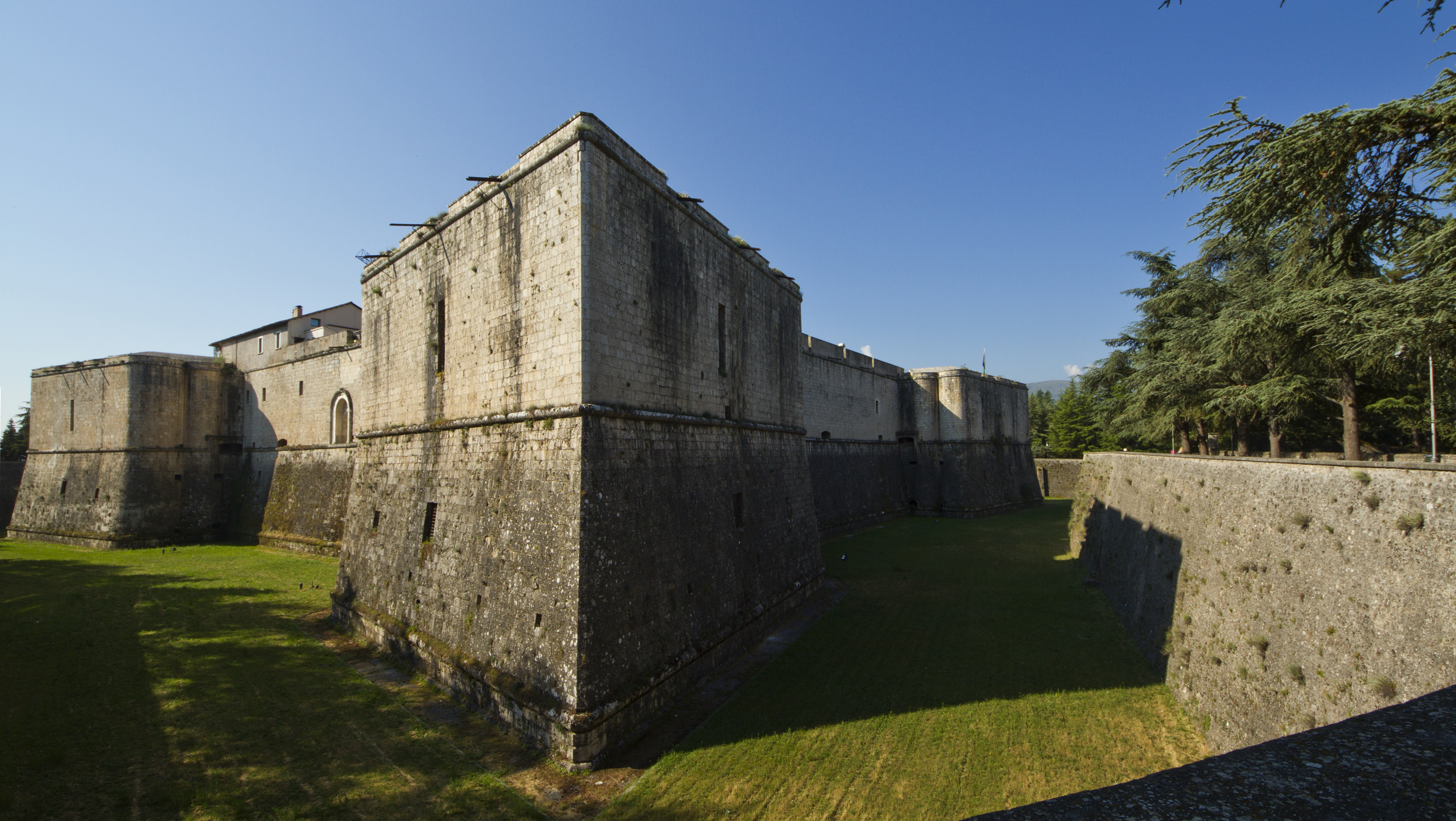
Veduta del Forte spagnolo all'Aquila

Il Forte spagnolo dell'Aquila, detto anche "Castello Cinquecentesco", costituisce un particolarissimo esempio dell'architettura militare rinascimentale, edificato secondo le efficienti e moderne tecniche dell'epoca spagnola. Fu edificato sopra il "Castelletto" nel 1535, quando il viceré don Pedro di Toledo commissionò la progettazione a Pedro Luis Escrivà (o Pirro Aloisio Scrivà), con finanziamento diretto dagli aquilani, per la punizione di essersi ribellati alla corona spagnola. L'edificio presenta una pianta quadrata con cortile interno, circondata da quattro grandi bastioni angolari dai profili affilati, i quali si contraddistinguono per la singolare presenza di doppi lobi di raccordo al corpo quadrato, che avevano la funzione di raddoppiare il numero delle bocche da fuoco.
Il perimetro dell'intera costruzione è contornato da un enorme fossato, non destinato ad essere allagato, dal quale si erge a scarpata il recinto poligonale a bastioni. All'ingresso di sud-est si arriva attraverso un punto in muratura, impostato su piloni a pianta romboidale; è interessante notare come il parallelismo dei lati dei piloni corrisponda a quello delle linee di tiro delle feritoie, situate nei bastioni, così da impedire la presenza di punti morti dove agli aggressori avrebbero potuto trovare riparo.
La facciata principale è molto decorata dal portale in pietra con il fregio centrale dello stemma asburgico di Carlo V con l'aquila bicipite, e di due aperture con timpani triangolari. L'architettura interna è costituita al piano terra da un ampio porticato a robusti pilastri quadrati, dai vari locali del corpo di fabbrica e da una cappella. Una scala conduce al piano superiore dove si trovano grandi sale decorate con soffitti lignei e motivi ornamentali in pietra, destinate ad ospitare il Governatore Militare.

### La fortezza Regia di Pescara

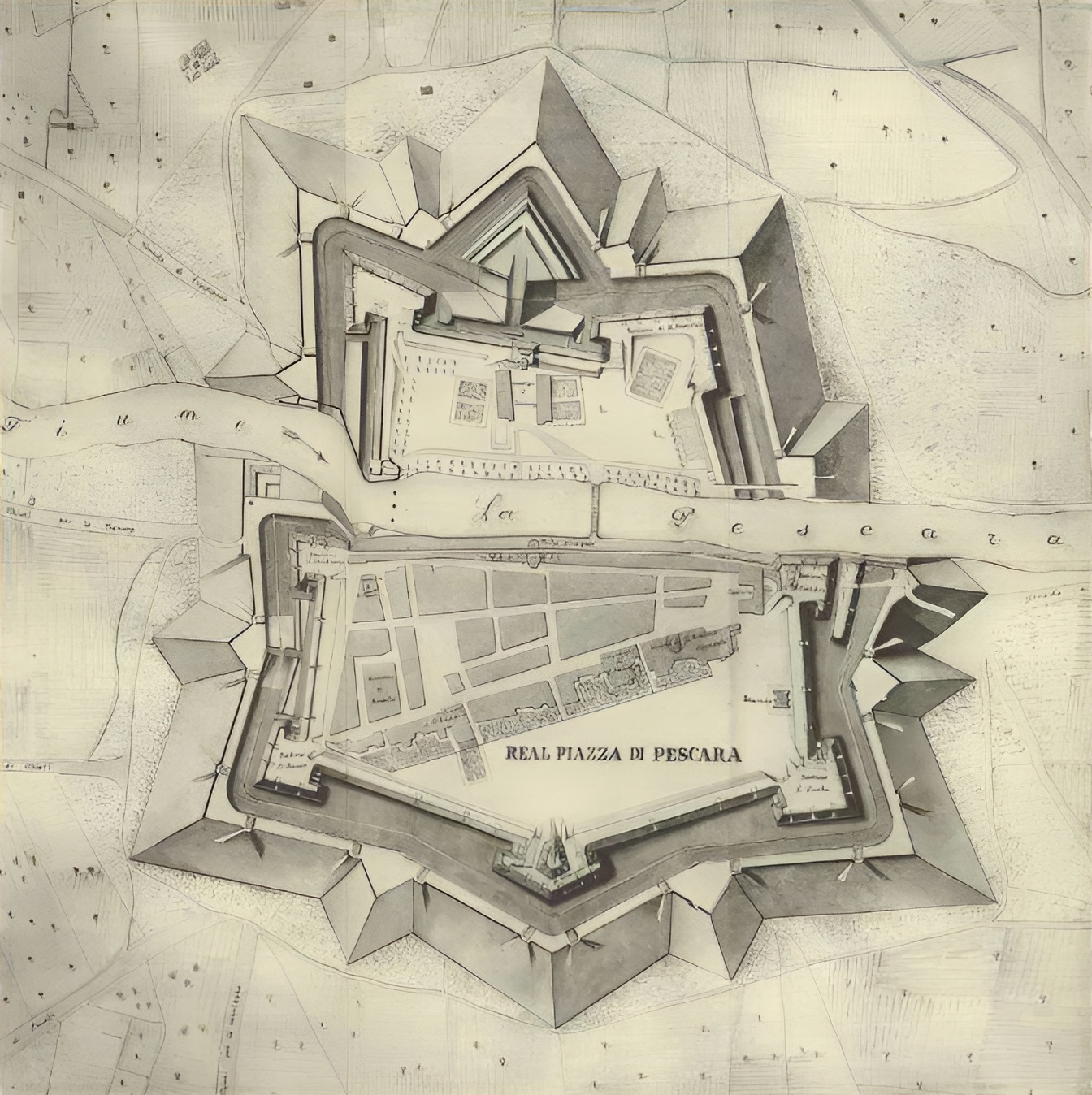
Fortezza Regia di Pescara, disegno ricostruttivo

Monumentale fu, poiché oggi è quasi scomparsa, la fortezza spagnola voluta da Carlo V nel 1510 a Pescara, commissionata all'architetto Erardo Balreduc, benché la fortezza vera e propria verrà costruita circa cinquant'anni dopo con nuovo progetto. La fortezza ricopriva tutta l'area abitata dell'antica Aterno, il nucleo a sud della Pescara (oggi il rione Porta Nuova), e la porzione del quartiere Castellammare Adriatico a nord del fiume. Essa era a pianta trapezoidale irregolare con sette grandi bastioni lanceolati, come quelli del castello dell'Aquila, e ne aveva due a nord, dove si trovava la Caserma di artiglieria (i bastioni San Vitale e San Francesco), e cinque a sud, ossia San Nicola, San Cristoforo, San Rocco, San Giacomo e Sant'Antonio. Si ipotizza che, in vista della presenza della chiesa di San Giacomo, distrutta però nel 1943, questi bastioni fossero dotati di cappelle. Anche se nell'abitato di Aterno esistevano i monasteri di Sant'Agostino, delle benedettine femmine, di San Francesco d'Assisi e di San Giacomo, molte alla chiesa parrocchiale di San Cetteo.
Dopo la perdita della funzione militare, il forte nel XVIII secolo venne lentamente smantellato, soprattutto nel tardo Ottocento, per permettere lo sviluppo della città nuova verso il mare e verso Castellammare. Oggi di quest'antica fortezza resta solo il tratto delle ex-fabbriche penali in via delle Caserme, vicino alla casa natale di Gabriele d'Annunzio, dove è stato allestito il Museo delle Genti d'Abruzzo.

### Il forte San Carlo e la fortezza borbonica di Civitella del Tronto

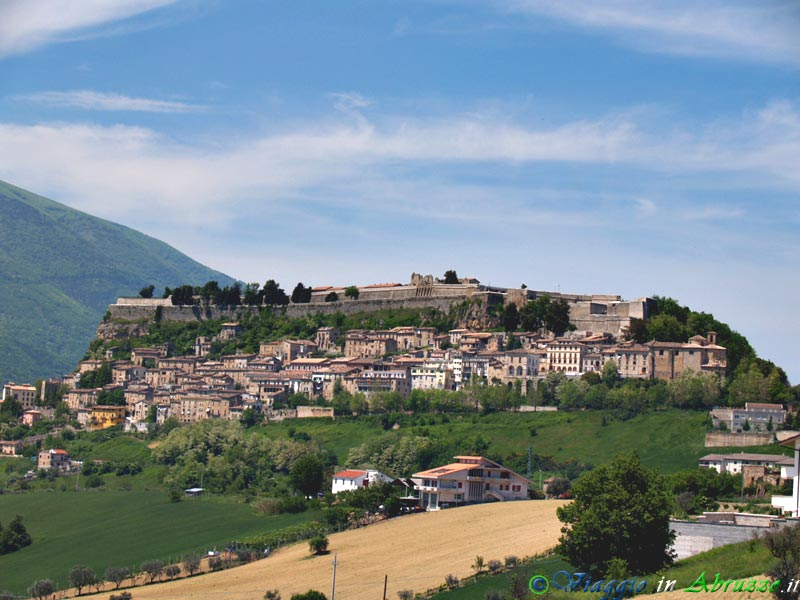
Veduta di Civitella del Tronto e della fortezza

Il forte San Carlo oggi è in rovina, fu eretto nel XVI-XVII secolo sopra l'antico castello degli Angioini e poi degli Aragonesi, appartenuto per secoli alla Contea di Montorio, sotto la giurisdizione dell'Aquila. Il castello fu eretto dopo la guerra del Sale del 1557, e per struttura era coevo della fortezza di Civitella del Tronto. Occupava una cittadella presso la scarpata di colle allungato che sovrasta il paese di Montorio al Vomano, era una fortezza allungata che terminava, come quella di Civitella, con possenti bastioni. Molti di questi nel XVIII-XIX secolo, dopo gli attacchi francesi, furono riutilizzati per costruire le case. Tracce del castello sono visibili in via del Forte, via Colle Superiore, via San Giovanni.
Per quanto riguarda la fortezza di Civitella del Tronto, le modifiche strutturali iniziarono nel 1442, quando il castello angioino passò ad Alfonso I Aragona, che lo potenziò nel 1450, con cinque torri. Nel 1495 i civitellesi per ribellioni distrussero quattro torri. Quando nel 1528, durante la guerra franco-spagnola per il Regno di Napoli, Odet de Foix occupò Civitella, restava una sola torre di guardia presso il castello. Le torri furono ricostruire alla meno peggio, per sostenere l'assedio della guerra del Tronto per il Sale nel 1557, quando la fortezza fu assediata dal duca di Guisa e Antonio Carafa.

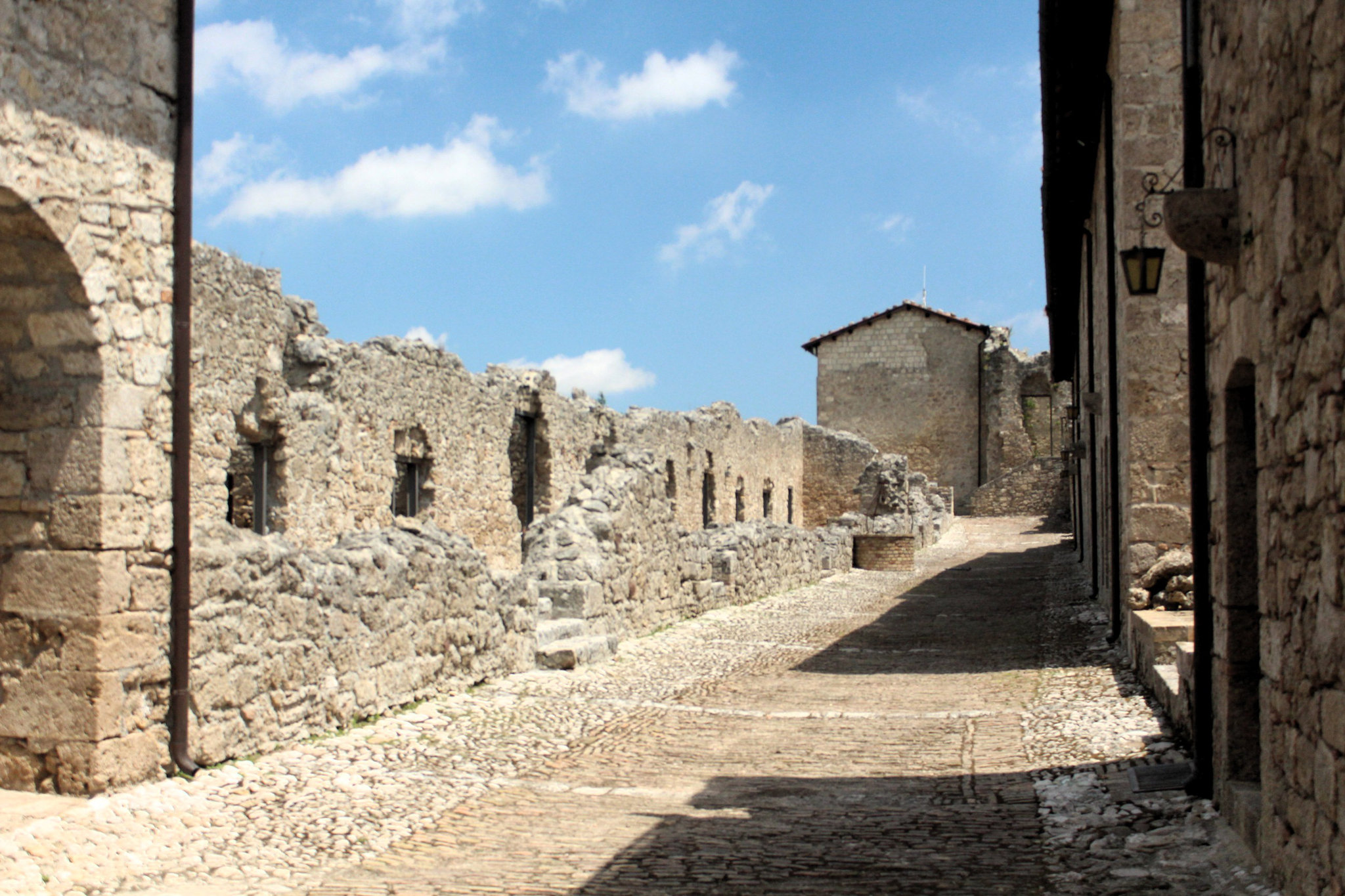
Fortezza di Civitella, le casermette delle sentinelle

La fortezza necessitava di nuovi restauri, sicché sotto gli spagnoli, come la fortezza di Pescara, subì una ricostruzione totale, sotto il regno di Filippo II d'Asburgo. La fortezza presentava delle torri circolari dell'epoca angioina, potenziate durante l'epoca aragonese, le mura erano rettilinee e seguivano l'andamento del colle che sovrasta Civitella, e avevano torri rompitratta sporgenti. Nel 1557 già i bastioni erano stati modificati alla maniera spagnola, con controscarpe, per evitare i danni da armi da fuoco, come i cannoni.
Le varie architetture della fortezza, che si dimostra una delle più longeve e articolate d'Abruzzo per i vari stili architettonici, mostrano un complesso stratificato a più livelli, dalla prima piazza d'armi alla quarta, la più superiore, affiancata dall'ex palazzo pretorio distrutto nella metà dell'800 dopo la presa del 1861. L'impianto è ellittico, con blocchi squadrati di travertino, con le ampie piazze, i cammini di ronda coperti, trinceramenti bastioni (il Sant'Andrea, il San Pietro, il San Lorenzo) la Batteria del Carmine all'estremo ovest, più due grandi torri rompitratta dell'epoca angioina, corrispondenti tra loro a nord e sud, nel punto mediano della pianta ellittica della fortezza.

### Le fortezze degli Acquaviva

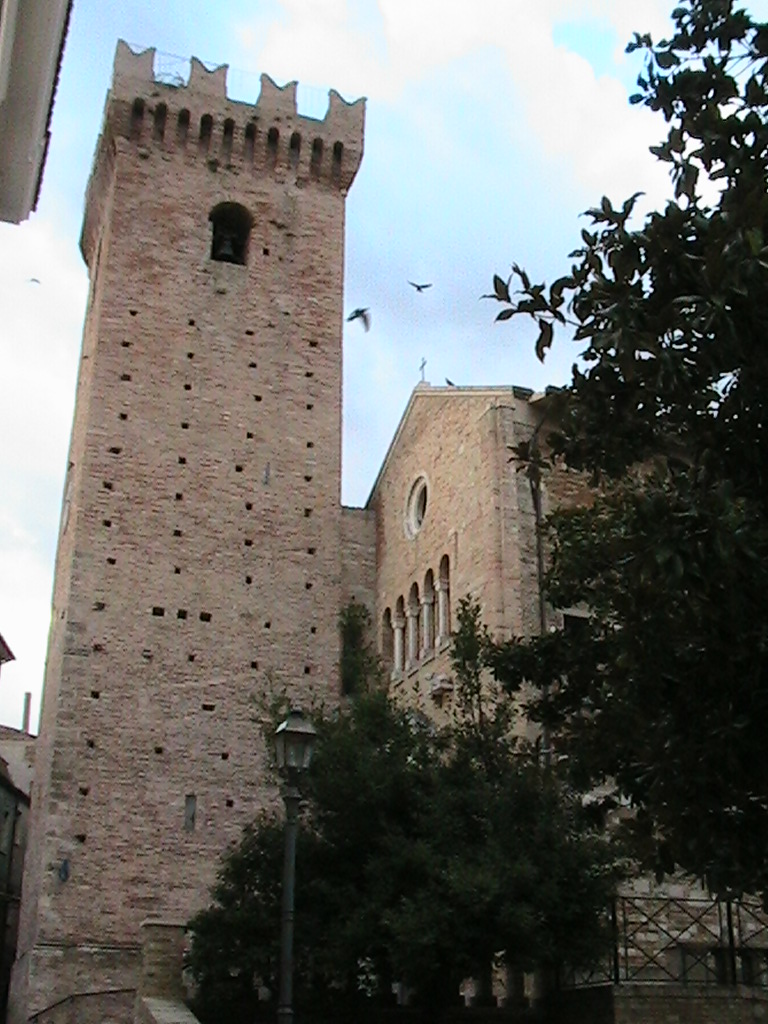
Torre Acquaviva incorporata nella parrocchia di San Michele, Mosciano Sant'Angelo

- Resti della Rocca di Capo d'Atri, demolita dagli atriani dopo una rivolta nel XVI secolo. Resta il bastione occidentale, nel quartiere del monastero di Santo Spirito.
- Torre Acquaviva di Mosciano Sant'Angelo: principale torre di avvistamento del borgo antico, racchiuso tra le vie Marconi, piazza IV Novembre (area del Municipio ricavato dal palazzo ducale, e della chiesa del Rosario), e via Pompizii. La torre nel XVII secolo divenne il campanile della parrocchia di San Michele dentro le mura. Altre torri sono il torrione Marini alla porta di viale Marconi.
- Mura del borgo alto di Giulianova: la città ideale fondata nel 1478 dal duca Giulio Antonio Acquaviva, sopra i resti dell'antico San Flaviano danneggiato dalle scorrerie dei capitani aragonesi, fu il modello principale della città ideale abruzzese. A impianto quadrangolare scandita da assi viari ortogonali, con la piazza principale dominata dal duomo di San Flaviano a pianta ottagonale e cupola circolare, e col palazzo ducale e le relative chiese, le mura erano inframmezzate da torri, ancora oggi in parte visibili. La parte più compromessa è il muraglione meridionale, che coincideva con l'ex convento di San Francesco, demolito per costruire piazza Vittorio Emanuele (oggi piazza Libertà) col monumento al Re d'Italia di Raffaello Pagliaccetti, e la scuola elementare De Amicis, eretta accanto alla chiesa di San Francesco. Le torri, tutte con base cilindrica, eccettuata quella del palazzo ducale, quadrata, sono:

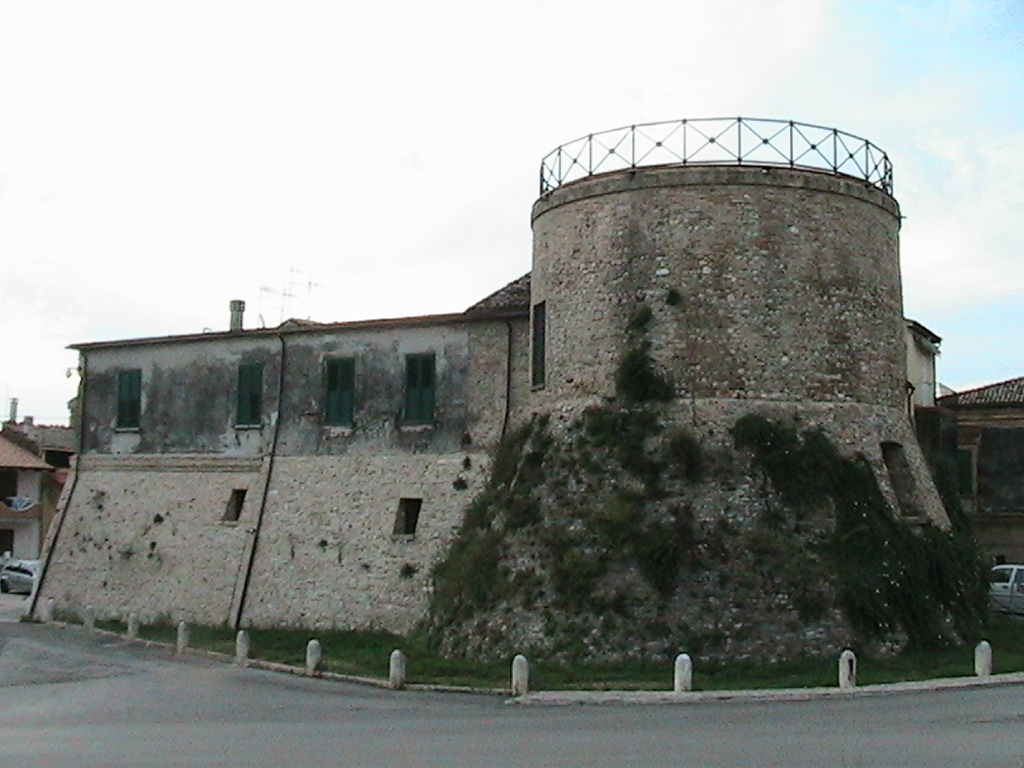
Torrione "La Rocca" a Giulianova

- - Torrione Santa Maria, la più settentrionale, in via Acquaviva, confluenza in via Montello;
  - Torrione La Rocca, a settentrione, lato ovest, sede del museo archeologico di Giulianova;
  - Torrione di Porta Napoli, detto "Il bianco", a sud-ovest, in via del Popolo;
  - Torrione San Francesco (demolito, su piazza Vittorio Emanuele);
  - Torre ducale, dal palazzo ducale, verso il mare.

Il borgo medievale di Castelbasso, con e torri e le porte Nord e Sud, con merlature ghibelline.
- Torre di Montegualtieri
- Torre della regina Giovanna I a Ripattoni
- Mura acquaviviane di Cellino Attanasio (via Duca degli Abruzzi), il palazzo ducale di Giosia Acquaviva (XIV secolo) stava in piazza San Francesco
- Castello Bacucco di Arsita
- Borgo fortificato di Ancarano
- Piazza Pie di Corte - Corropoli
- Palazzo ducale di Controguerra

### Le torri costiere

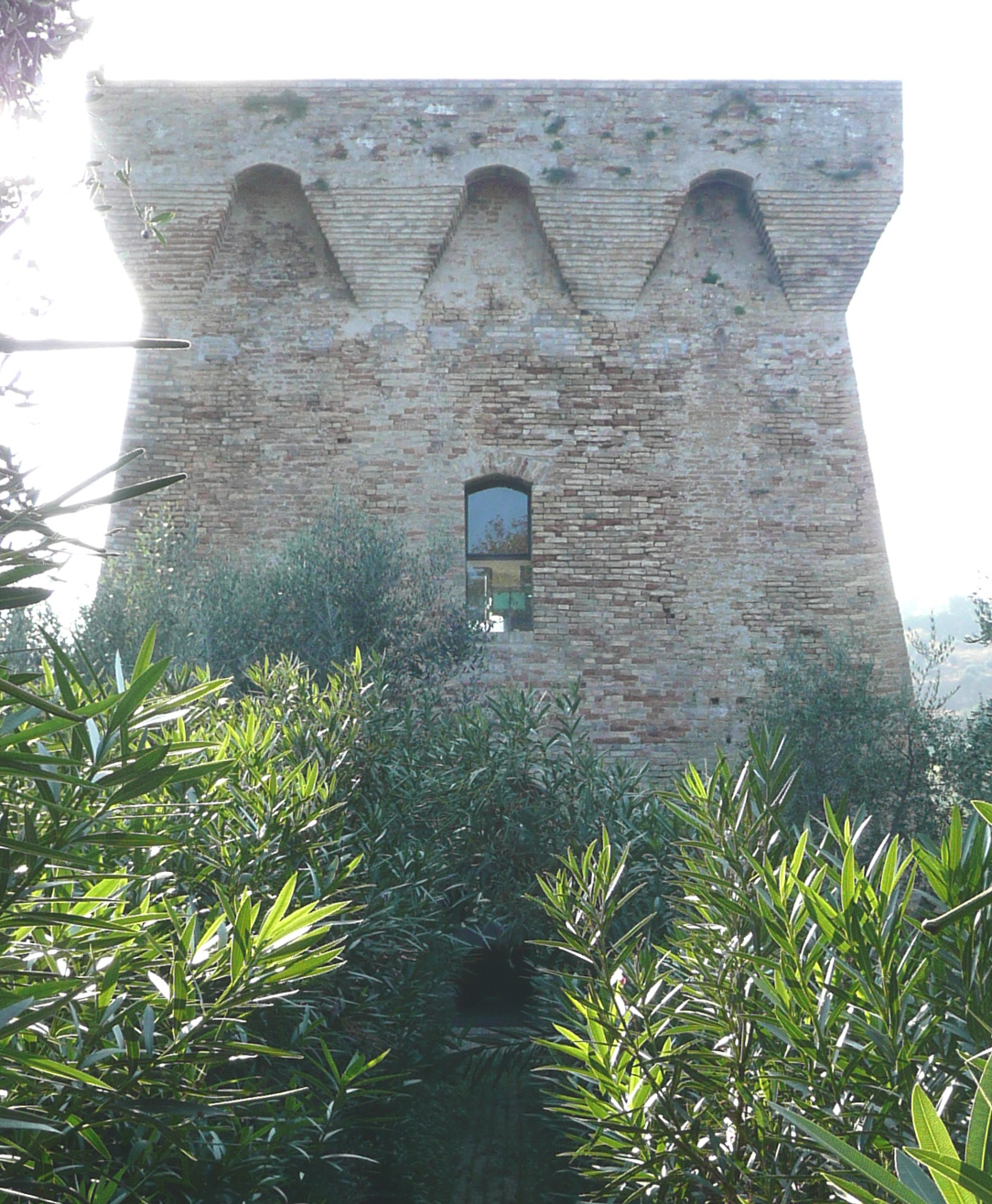
Torre del Salinello, Giulianova

Furono costruire nella metà del XVI secolo sotto il Viceregno spagnolo, alcune delle quali sopra antiche fortezze medievali, per contrastare gli attacchi turchi, in memoria dell'attacco ottomano di Pialì Pascià del 1566. Le torri quasi tutte rispecchiano la tipica architettura spagnola del tardo manierismo, con impianto a scarpa trapezoidale o quadrangolare, con coronamento sommitale di balaustra di guardia, finestre caditoie e beccatelli. Le più importanti, che oggi si conservano, sono da nord a sud:
- Torre della Vibrata - Alba Adriatica
- Torre del Salinello - Giulianova Lido
- Torre dell'Orologio - Tortoreto alta, sopraelevazione di quella medievale
- Torre di Cerrano, con sopraelevazione recente per l'osservatorio - Pineto, prima Mutignano Lido
- Torre Cataldi - Marina di Città Sant'Angelo, confine con Silvi Marina
- Fortezza di Pescara, punto di confine tra i due Abruzzi presso il fiume. La fortezza con i cinque grandi bastioni è stata smantellata alla fine dell'Ottocento, oggi rimane la parte delle caserme militari in via delle Caserme. Bastioni: San Cristoforo o Bandiera (piazza Unione), San Francesco (sotto il Teatro Massimo), San Vitale (sotto il ponte ferroviario in piazza Dalmati e Giuliani)
- Torre Mucchia - Ortona, località San Marco
- Castello aragonese di Ortona
- Torre di Punta Penna - Vasto

## Lista dei principali palazzi rinascimentali
La lista è parziale. Nel territorio aquilano si percepisce molto l'influenza romano-fiorentina, per i cortili rinascimentali sopravvissuti; nel teramano prevale il rinascimento marchigiano ascolano, mentre nell'hinterland della provincia di Chieti c'è un rinascimento misto, per le architetture sopravvissute, in parte di derivazione fiorentina, in parte napoletana, così come nell'hinterland di Sulmona.
- Chiostro del palazzo conventuale della Santissima Eucaristia e chiesa della Beata Antonia - L'Aquila
- Cortile del palazzo Gaglioffi, ex ospedaletto delle monache della Santissima Eucaristia - L'Aquila (via Sassa, via Annunziata)
- Cortile di Silvestro di Giacomo del palazzo Franchi Fiore - L'Aquila (via Sassa)
- Cortile dell'ex convento di Santa Maria dei Raccomandati - L'Aquila (corso Vittorio Emanuele)
- Casa di Jacopo di Notar Nanni - L'Aquila (via Bominaco)
- Cortile di Palazzo Carli Benedetti - L'Aquila (1495, forse di Silvestro di Giacomo?), via Accursio, piazza Santa Maria Paganica
- Palazzo Branconio - L'Aquila
- Palazzo Farinosi Branconi - L'Aquila
- Facciata del palazzo De Nardis - L'Aquila (via Arcivescovado)
- Cortile dell'ex palazzo villa Alfieri, convento di Santa Maria degli Angeli - L'Aquila (via Fortebraccio)
- Villa Agnifili - L'Aquila
- Palazzo castello Dragonetti De Torres - Pizzoli
- Palazzo baronale di San Demetrio ne' Vestini
- Villa La Corte - Acciano, loc. San Lorenzo
- Cortile del palazzo castello di Fontecchio
- Casa Rosati a Ripa di Fagnano Alto
- Porzione del cortile di palazzo Sardi - Sulmona (piazza Angeloni)
- Cortile di palazzo Tabassi - Sulmona (via San Cosimo)
- Cortile di palazzo San Francesco, ex convento dei Francescani - Sulmona (via Mazzara)
- Cortile dell'ex convento delle Clarisse - Sulmona
- Palazzo dei Papi - Bugnara - corso Vittorio Emanuele
- Palazzo ducale dei Cantelmo - Popoli Terme - via Cavour
- Palazzo ducale - Pettorano sul Gizio - piazza Umberto I
- Palazzo delle Logge - Campo di Giove - piazza Duval
- Cortile del castello mediceo di Bussi sul Tirino
- Cortile del palazzo castello di Castelvecchio Subequo
- Cortile del palazzo Santucci - Navelli
- Palazzo ex mediceo di Santo Stefano di Sessanio con le logge
- Ex palazzo baronale di Musellaro di Bolognano
- Castello Gizzi di Torre de' Passeri
- Finestra laterale del palazzo d'Avalos a Vasto
- Parti del chiostro dell'ex convento di Santa Chiara - Lanciano
- Cortile del palazzo arcivescovile di Lanciano
- Casa dello Speziale - Campli
- Palazzo De Caesaris - Spoltore
- Casa dell'ex Capitano di Giustizia - Penne (via Roma)

## Architettura barocca

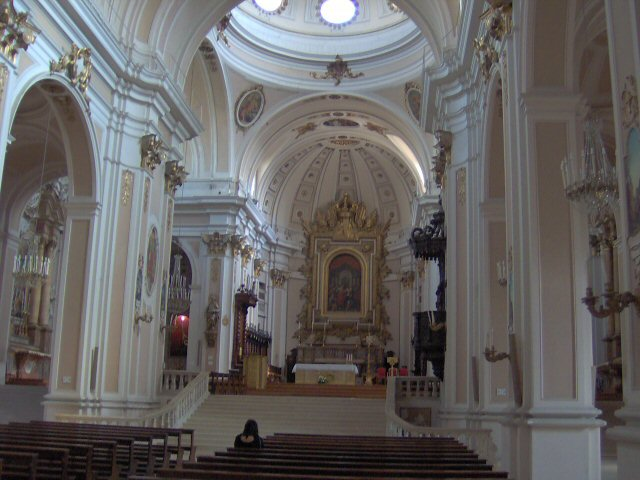
Interno barocco del Duomo di San Giustino a Chieti

Del barocco abruzzese, che iniziò ad essere introdotto già nel XVII secolo, all'Aquila, Teramo, Lanciano e Vasto, rimane molto poco. Un fatto è dovuto alle distruzioni catastrofiche nell'aquilano e nel sulmonese provocate dai terremoti, con l'aggiunta della distruzione di molti centri della Marsica con il terremoto di Avezzano del 1915; il secondo fattore è dovuto al fatto di ricostruzione totale degli impianti di diverse chiese non toccate dai terremoti, per decisioni di arcipreti, vescovi, e altri. E ciò ha riguardato molte chiese di Chieti, Lanciano, che prima erano state soltanto abbellite parzialmente da aggiunte barocche nel XVII secolo, e che nel secolo successivo furono ricostruite quasi daccapo nell'impianto e nell'impaginato architettonico decorativo, con stucchi, pennacchi, fregi, colonnati a capitelli mistilinei e corinzi, e quant'altro.

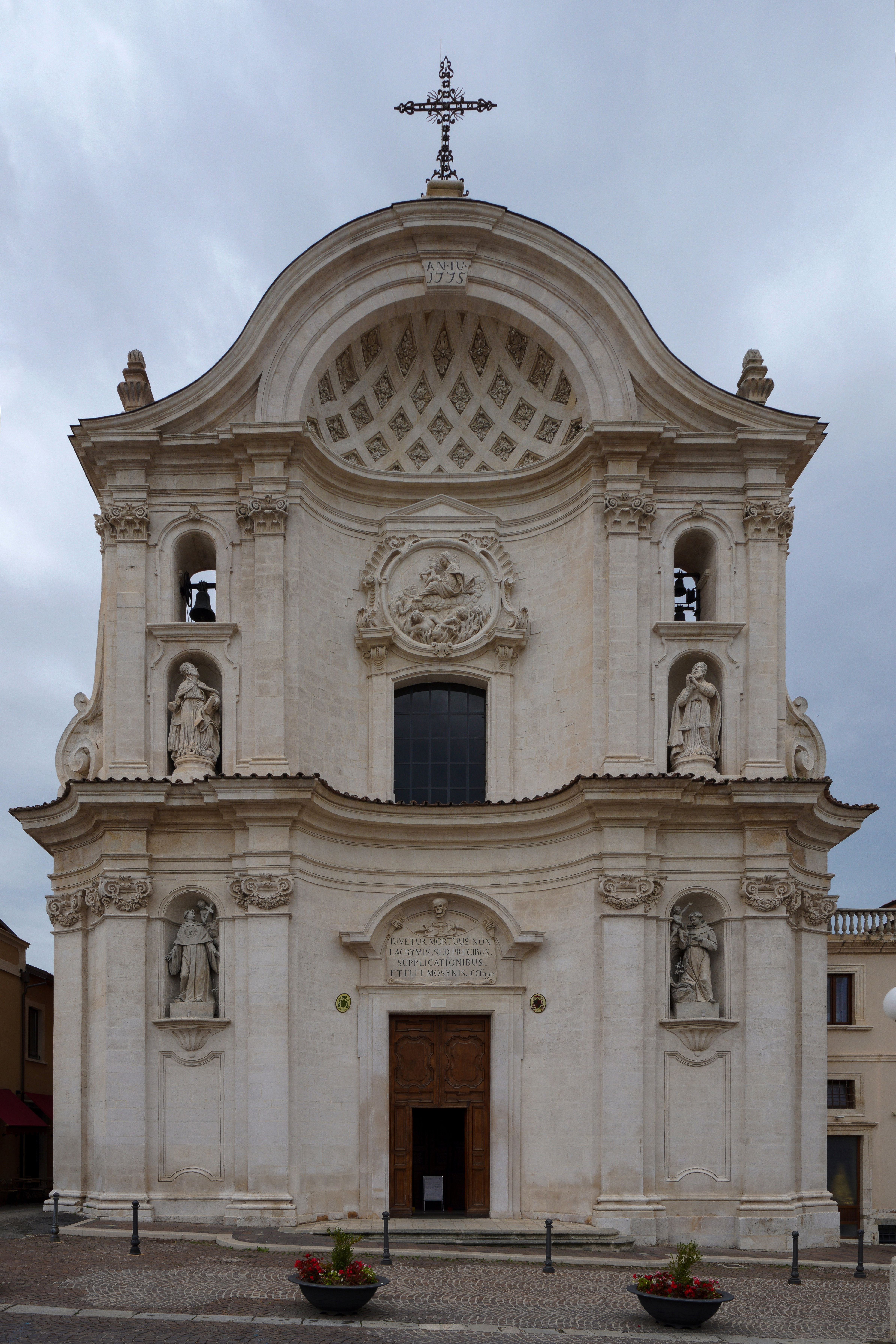
Prospetto della chiesa delle Anime Sante, L'Aquila

L'unico vero esempio di architettura barocca, risalente alla metà del XVII secolo, è la chiesa del Carmine con il relativo palazzo vescovile di Vasto, commissionata dal don Diego I d'Avalos, con l'interessante impianto a croce greca longitudinale, lievemente allungata, seguita dalla chiesa dell'Addolorata in piazza Rossetti.

## Caratteristiche del barocco abruzzese

### I modelli
Massimi esponenti: Giovanni Antonio Fontana, Pietro Fantoni (attivo a Sulmona nei cantieri della Santissima Annunziata e Santa Chiara), Giovan Francesco Leomporri, Carlo Buratti, Giambattista Gamba (stuccatore ticinese di Penne), Giovan Battista Gianni, Carlo Piazzola, Girolamo Rizza, Michele Clerici, Giuseppe Valadier, Sebastiano Cipriani, Eugenio Michitelli (tra barocco e neoclassico).
Modelli: Chiesa del Gesù di Roma per le chiese abruzzesi della Compagnia del Gesù e non, come nel caso della chiesa della Trinità di Popoli Terme (PE); Chiesa di Santa Maria dell'Orazione e Morte per le chiese sulmonesi; Chiesa di Santa Maria all'Aventino di Roma (per le chiese dell'ordine Gerosolimitano, come Penne); Francesco Borromini e scuola, per il maestro della facciata dell'abbazia di Santo Spirito al Morrone; scuola lombardo ticinese per le chiese di Penne (Santa Maria in Colleromano, convento del Carmine, chiesa dell'Annunziata), interni delle chiese della provincia di Chieti (Lanciano, Chieti), interni delle chiese di Città Sant'Angelo (Sant'Agostino, San Bernardo, Santa Chiara).

### Scuola di Giovan Battista Gianni
Giovan Battista Gianni: influenzato alle architetture lombardo-ticinesi e dal barocco milanese, realizza l'impianto del convento di Santa Chiara di Gagliano Aterno (1685); il primo modello rappresenta il programma di architettura di Gianni, la volta a botte lunettata a navata unica, con altari laterali, da impreziosire con decorazione di pennacchi e stucchi preso le eventuali cupole, la trabeazione continua, la scansione in pilastri con capitelli corinzi, altari laterali e nicchie monumentali a cappella.

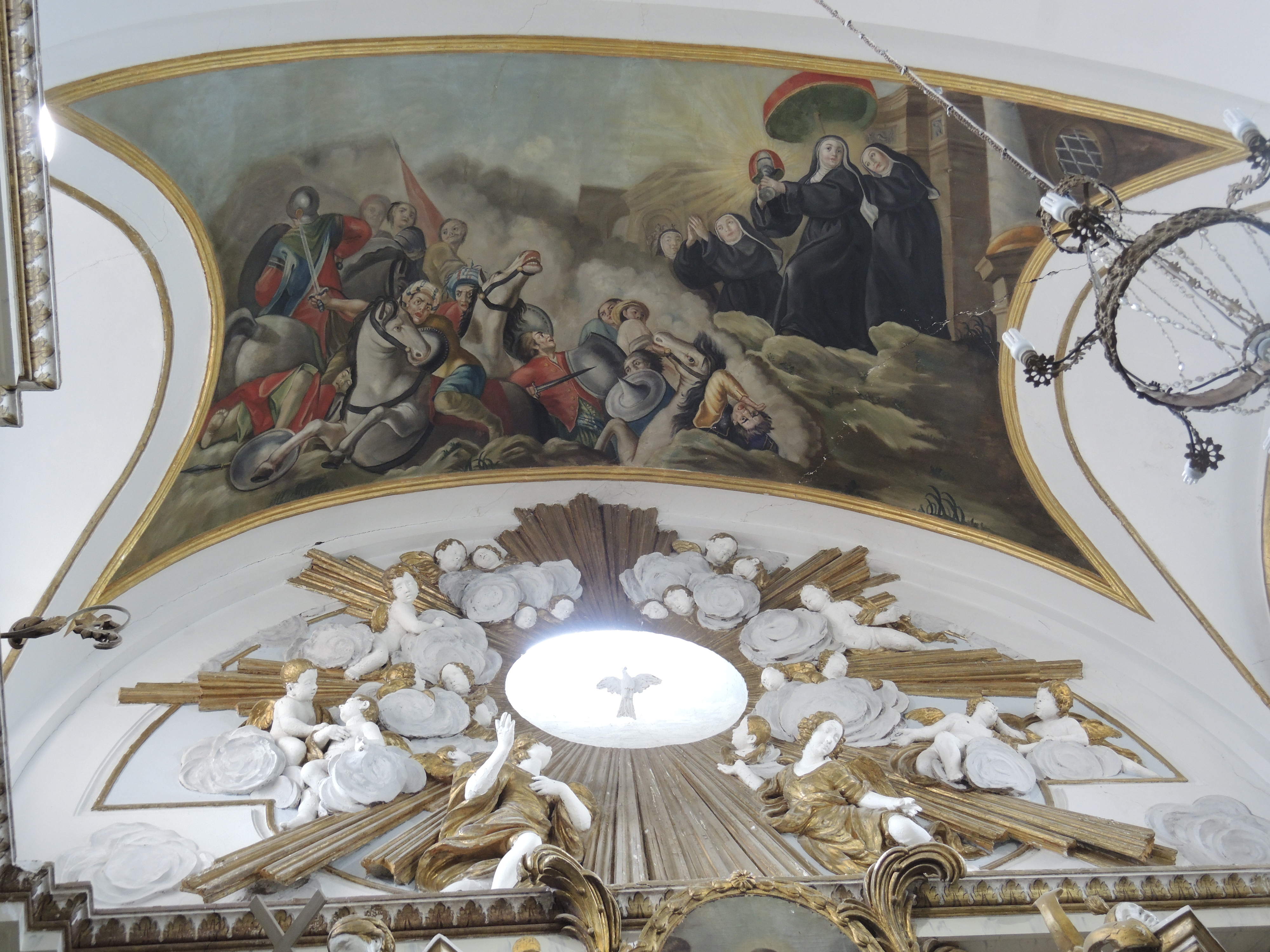
Altare maggiore della chiesa di Santa Chiara, Penne

Altre opere di Gianni: impianto della basilica di Santa Maria del Colle di Pescocostanzo, lasciando le tre navate e aggiungendovene due laterali, più il cappellone monumentale e l'altare di Sant'Antonio (1691-93); uso della doppia colonna, tipica di Gianni, per l'altare di Sant'Antonio, andamenti sinuosi e spezzati del timpano a coronamento mistilineo, uso dei medaglioni a stucco per il cappellone del Sacramento nella basilica di Pescocostanzo. Altre opere a Penne: rifacimento dell'impianto dei monasteri femminili di San Giovanni Gerosolimitano e Santa Chiara, poi chiese di San Domenico, Santa Maria in Colleromano (compresa facciata, poi smantellata nel 1955), San Giovanni Evangelista, in collaborazione con il muratore Francesco Augustone, anche della chiesa dei Celestini andata distrutta nel XIX secolo. A Chieti nel 1695 ca: collegio delle Scuola Pie dei Padri Scolopi, attuale San Domenico Nuovo al corso Marrucino, chiesa di San Gaetano sopra Santa Caterina, oratorio del Sacro Monte dei Morti presso la Cattedrale di San Giustino, cappella di Sant'Antonio da Padova presso la chiesa di San Francesco al Corso.
Rifacimento totale dell'interno della chiesa di San Domenico a Penne (1722-30), con Domenico Poma, con nicchioni, impianto longitudinale con volta a botte, altari laterali e cappellone del Rosario, coro superiore. Probabilmente Gianni lavorò alle cappelle laterali del nuovo interno barocco di Santa Maria di Collemaggio, dopo il terremoto del 1703, che furono smantellati in seguito nel 1968 da Mario Moretti; realizza gli stucchi del cappellone di San Pietro Celestino (1706).
Atri: il Gianni lavora alla chiesa di San Francesco, Santa Reparata accanto al Duomo, Santa Chiara, San Domenico. San Francesco al corso è la prima chiesa ad essere modificata seguendo i modelli della Controriforma, con grande navata centrale voltata a botte e cappelle laterali. Santa Reparata: a croce greca longitudinale.

### Gli epigoni di Gianni
Girolamo Rizza e Carlo Piazzola, che ampliano il concetto del Gianni degli altari monumentali laterali, compreso il capo altare, con fastose decorazioni della macchina a tempietto classico, con colonne binate, capitelli, putti, angeli e santi, e cornici a timpano curvilineo spezzato ad andamento sinuoso e mistilineo:
- Interno della chiesa di Sant'Agostino - Lanciano - metà 700
- Interno della chiesa di Santa Lucia - Lanciano: ex cappella dell'Addolorata, ora della Divina Misericordia
- Interno della chiesa del Purgatorio - Lanciano
- Interno della  chiesa di Santa Chiara. - Città Sant'Angelo
- Interni e stucchi della chiesa di San Giovanni Evangelista - Penne (metà '700)

## I tabernacoli

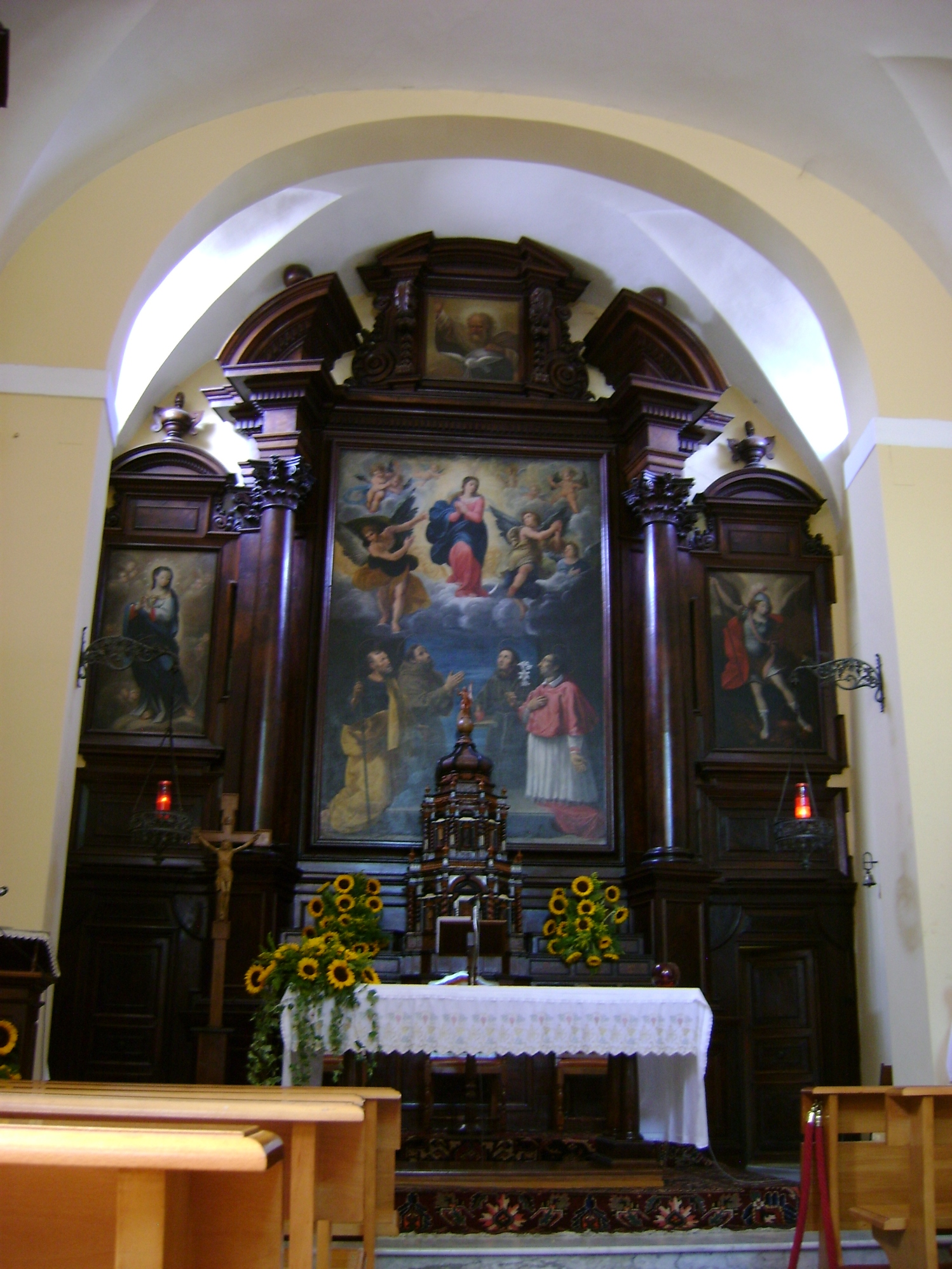
Tabernacolo monumentale dei Marangoni nella chiesa dei Cappuccini a Guardiagrele

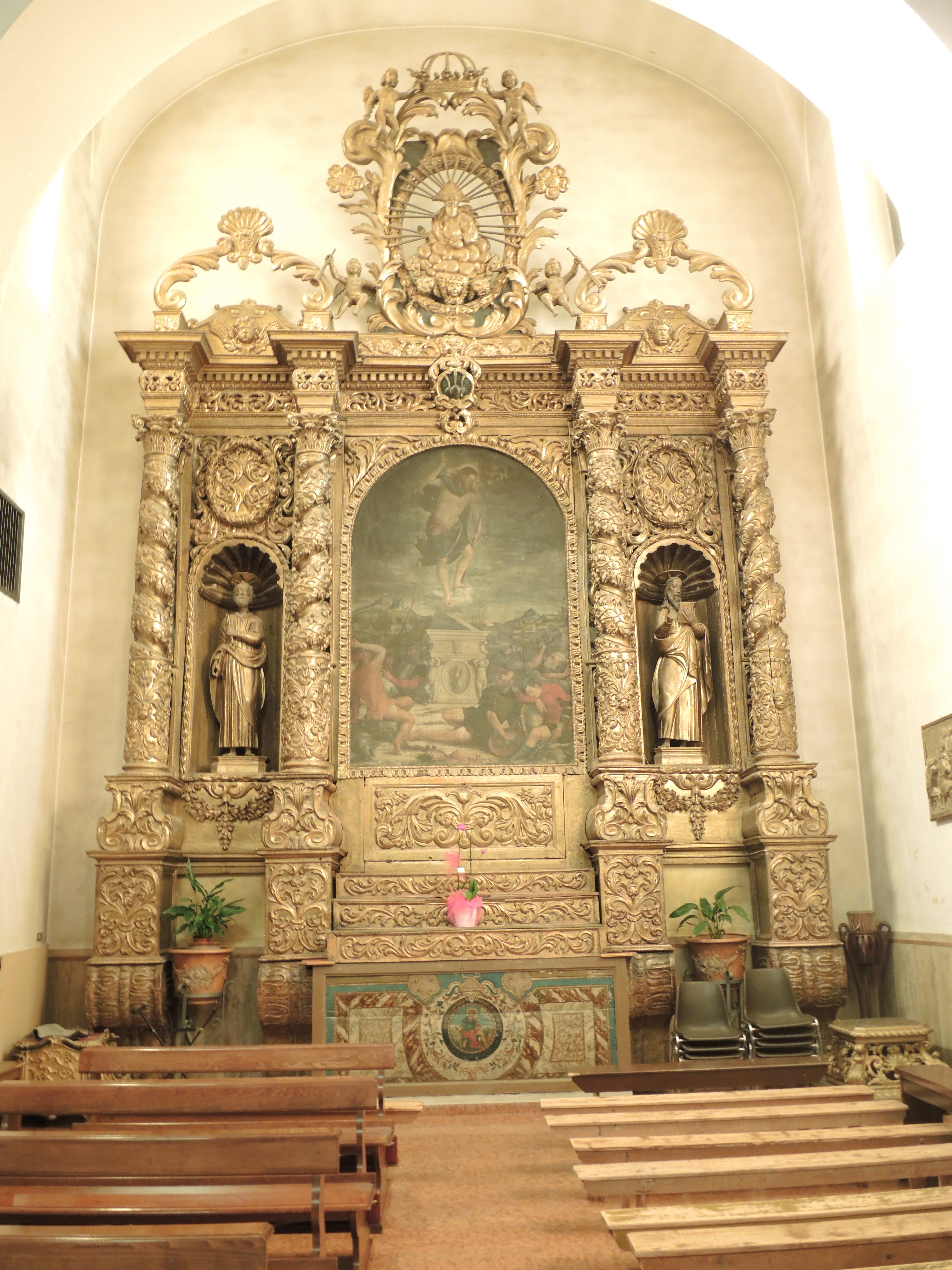
Il tabernacolo monumentale di San Rocco, nella parrocchia omonima, Montorio al Vomano

La macchina monumentale del tabernacolo ligneo, opera principalmente di frati marangoni dei conventi dei Cappuccini, fu usata anche nelle chiese dei Frati Francescani, da ricordare il tabernacolo monumentale della chiesa di San Francesco a Castelvecchio Subequo. Si suddividono in quello a tempietto, e in quello a macchina a forma di tempio classico greco, incassato nell'altare maggiore. I fratelli Marangoni furono attivi in Abruzzo dal XVII al XVIII secolo, provenienti dalle Marche o dall'Umbria, si ricordano Giovanni Palombieri, Marco da Sulmona, frate Felice da Teramo che fu ritenuto il principale maestro di questa cerchia, e Stefano da Chieti, che furono attivi nei conventi dei Cappuccini di Teramo, Atri, Chieti, Guardiagrele, Pescara (l'ex convento di San Giuseppe nell'area dell'ospedale civile, il cui tabernacolo fu poi spostato nella basilica della Madonna dei Sette Dolori) Ortona, Lanciano, L'Aquila (il tabernacolo dell'ex chiesa di San Michele sopra cui fu eretto l'Emiciclo è ora presso il convento di Santa Chiara, e poi realizzarono quello di Santa Maria della Misericordia), Vasto, Sulmona, Caramanico Terme e Avezzano e Fontecchio
Ovviamente occorre distinguere dai tabernacoli legati ai conventi dei Cappuccini, dotati del tipico tempietto che raccoglieva le pissidi e le maccine archiotettoniche in noce e avorio per contenere le pale d'altare, e i tabernacoli realizzati per altri monasteri, come quelli dei Frati Osservanti, Agostiniani, ecc. Anche il pittore Senbastiano Majewski attivo nel teramano e nel chietino realizzò pale d'altare per tabernacoli imponenti, come quello del cappellone di San Berardo nella Cattedrale di Teramo.
Si ricordano (lista parziale):
- Tabernacolo della chiesa di Sant'Agostino - Lanciano
- Tabernacolo del convento dei Cappuccini. - Guardiagrele, anonimo, coevo del tabernacolo dei Cappuccini a Chieti
- Tabernacolo di San Francesco - Convento di San Francesco - Castelvecchio Subequo
- Tabernacolo a tempietto della chiesa di Santa Maria del Carmine. - Loreto Aprutino
- Tabernacolo della chiesa di San Bartolomeo dei Cappuccini - Lanciano
- Tabernacolo della chiesa di San Francesco. - Guardiagrele, con coro ligneo dei frati
- Tabernacolo della chiesa di San Francesco della Scarpa. - Sulmona
- Tabernacolo della chiesa collegiata di Santa Maria in Platea. - Campli
- Tabernacolo della chiesa di San Francesco e Sant'Antonio. - Teramo
- Tabernacolo dei Marangoni Cappuccini del santuario della Madonna dello Splendore. - Giulianova

### Architetture barocche del XVII secolo
Lista parziale, si tratta di architetture medievali e rinascimentali-manieristi, che hanno visto l'abbellimento, e l'aggiunta di altari, tabernacoli e organi barocchi, spesso provenienti dalle botteghe Salvini di Orsogna (CH), o dalle botteghe dei maestri di Ascoli Piceno per il teramano.
- Interno dell'abbazia di San Giovanni Battista di Lucoli - impianti
- Interno della chiesa di San Giovanni Gerosolimitano dei Cavalieri di Malta - Penne impianto
- Cappella del Rosario (distrutta nel 1944) della chiesa di San Domenico (Penne), riadattata nel XIX secolo a teatro pubblico
- Cattedrale di San Giustino - Chieti - Imbarocchimenti degli interni, prima dei cantieri della metà del XVIII secolo
- Ex abbazia dei Santi Vito e Salvo a San Salvo, imbarocchimenti del XVII secolo della chiesa di San Giuseppe, ex Santa Maria in San Vitale (piazza San Vitale), poi riconsacrata a San Giuseppe sposo di Maria. Gli imbarocchimenti sono stati levati dalle due navate irregolari con la ricostruzione neoclassica della fine dell'800
- Chiesa della Congrega del Carmine - Vasto
- Chiesa del convento dei Cappuccini di Maria Santissima Incoronata - Vasto (loc. omonima) - interni, prima dei restauri degli anni '60
- Chiesa dell'Addolorata - Vasto, piazza Rossetti
- Palazzo d'Avalos - Vasto, portale e cortile, giardino napoletano
- Cappellone di San Berardo nella Cattedrale di Santa Maria Assunta - Teramo, opera di Stanislao Battistelli
- Affreschi del Duomo di San Flaviano - Giulianova, rimossi nei restauri del XX secolo
- Soffitto ligneo della chiesa di Santa Reparata di Casoli, danneggiato nel 1943, e trafugato nei restauri del 1948-49
- Chiesa dell'Annunziata - Sant'Omero
- Convento delle Clarisse - Atri - interni
- Ex chiesa di San Comizio - Penne (impianto), Largo San Comizio
- Chiesa di Santa Maria in Colleromano - Penne - rifacimento della facciata, smantellato nel 1955
- Chiesa collegiata di San Pietro - Loreto Aprutino, impianto interno ed esterni
- Chiesa di San Silvestro e San Giovanni - Pescara (contrada omonima), prima fabbrica, oggi si conserva l'altare
- Basilica della Madonna dei sette dolori - Pescara, località Colle Marino-Castellammare, prima fabbrica, oggi si conserva l'altare
- Chiesa di San Rocco - Sambuceto, prima fabbrica, scomparsa dopo il 1944
- Cappella di San Rocco, rifatta nel XVIII secolo accanto al palazzo baronale di Federico Valignani - Torrevecchia Teatina
- Interni della chiesa di Santa Maria delle Grazie del convento domenicano di Francavilla al Mare, distrutta nel 1943 - attuale palazzo San Domenico con museo.
- Interni della chiesa di Santa Caterina d'Alessandria - Ortona
- Affresco bizantino della Madonna di Costantinopoli nella chiesa omonima (attuale sede dell'Opera Salesiana) - Ortona
- Chiesa di Santa Marina martire - Tollo, distrutta nel 1943-44, zona cimitero
- Chiesa di Sant'Ignazio del Gesù - Chieti, trasformata nel 1818 nel teatro comunale
- Battistero del Monsignor Giovandomenico Rebiba, chiesa di San Zefirino a Caldari di Ortona
- Organi delle chiese delle ville della contea di Teramo: Crognaleto, Fano Adriano, Cortino, Castiglione Messer Raimondo, dei maestri ascolani
- Chiesa di Santa Maria delle Grazie o San Francesco - Calascio, interni, facciata manierista
- Chiesa della Madonna Lauretana di Torino di Sangro
- Chiese delle ville di Lanciano: Santa Maria dei Mesi, affresco della Madonna del Castello, Iconicella
- Sagrestia della Chiesa di Santa Maria Maggiore di Lanciano, all'epoca il prolungamento della chiesa medievale, con le due navate barocche
- Palazzo arcivescovile di Lanciano, lato via Finamore
- Palazzo Belprato, Anversa degli Abruzzi - chiesa di Santa Maria delle Grazie, impianto e decori
- Impianto della chiesa di Santa Maria della Valle - Scanno
- Impianto della Basilica di Santa Maria Assunta e oratorio di Santo Stefano, distrutto nel 1943
- Portici della piazza Mercato (oggi Plebiscito), distrutti in parte nel 1943-44
- Pavimento della chiesa della Madonna delle Grazie di Collarmele
- Santuario della Madonna d'Appari - Paganica dell'Aquila (esterno tardo romanico, interni barocchi e tardo manieristi)
- Icona votiva del santuario della Madonna di Pietraquaria - Avezzano con castello e borgo, scomparsi prima del 1900
- Palazzo della Penna (ex orfanotrofio Genova Rulli) Vasto, residenza estiva del Marchese Diego d'Avalos
- Chiesa di Santa Maria di Centurelle - San Pio delle Camere
- Chiesa della Madonna delle Grazie - Civitaretenga di Navelli
- Chiesa della Beata Vergine Maria delle Grazie - tratturo presso Navelli

## Barocco di ricostruzione

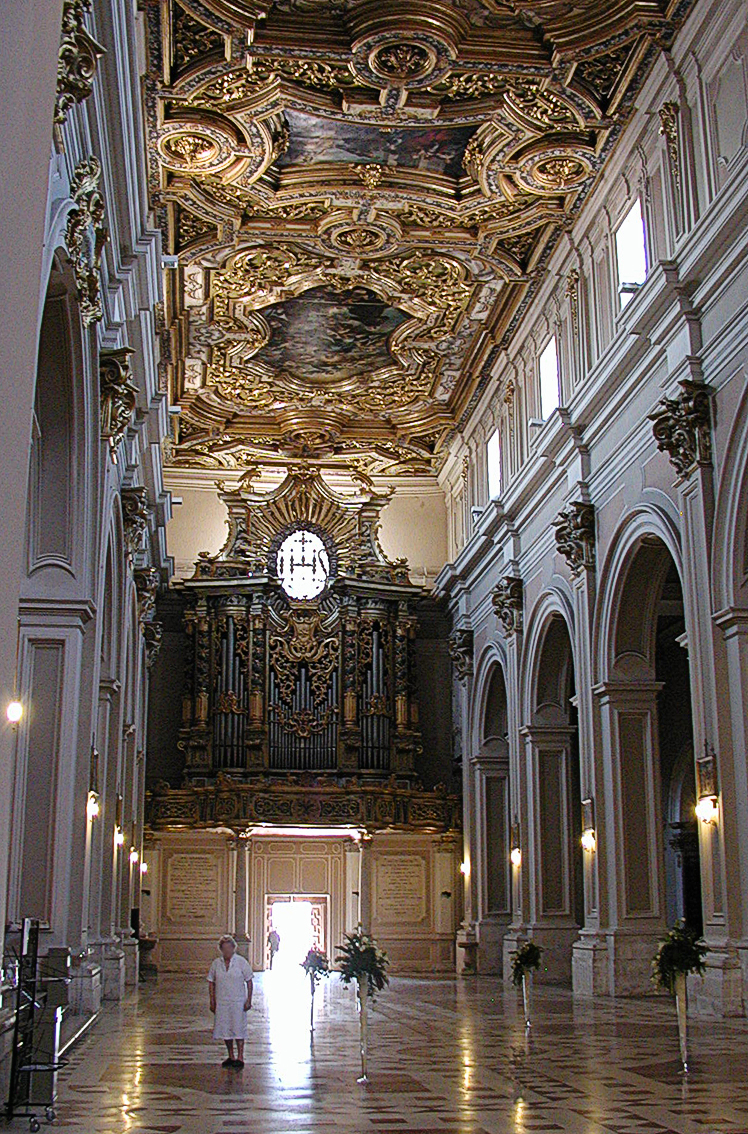
Interno di San Bernardino, L'Aquila

L'Aquila e Sulmona furono le città maggiormente colpite, e dovettero ricostruire quasi daccapo molte chiese, conventi e palazzi. La maggior parte di queste chiese, nell'aquilano, si impostarono su un modello romano, dove vigevano le scuole dei Gesuiti, del Borromini, del Bernini e del Fantoni, i cui modelli servirono per l'edificazione delle chiese, come la chiesa del Gesù, di Sant'Agostino, di San Pietro Coppito, del Duomo di San Massimo, della chiesa delle Anime Sante, dell'interno della chiesa di San Bernardino, della chiesa di San Francesco.
Il borrominismo e il fantonismo si estese anche fuori dalla città aquilana, propagandosi nel circondario, fino a Sulmona, che nella ricostruzione dopo il terremoto della Maiella, subì maggiormente l'influenza napoletana. Due casi particolari sono la chiesa di San Giovanni a Campana di Fagnano Alto, vicino all'Aquila, la chiesa ottagonale di Santa Maria della Concezione vicino a Poggio Picenze, e infine la chiesa di Santa Caterina martire a Sulmona, per certi versi impostata su in impianto circolare-ellittico simile alla chiesa di Santa Caterina dell'Aquila, su piazza San Biagio.
Quanto all'architettura civile, molti palazzi aquilani furono ricostruiti daccapo, lasciando invariati i colonnati, che poco o male, si erano conservati dopo la distruzione tellurica, come quelli dei palazzi Cappa-Cappelli, Dragonetti, Lucentini Bonanni, Persichetti, Farinosi Branconi e Franchi Fiore. Invece l'intervento dei nuovi architetti a Sulmona sarà più incidente nelle vecchie architetture, comportando delle ricostruzioni ex novo, sicché oggi abbiamo pochissime testimoniane dei chiostri medievali e rinascimentali; l'esemplare più notevole è il cortile del palazzo Tabassi, appartenuto alla storica famiglia molto fedele a Federico II di Svevia.

### Architetture aquilane
Lista parziale

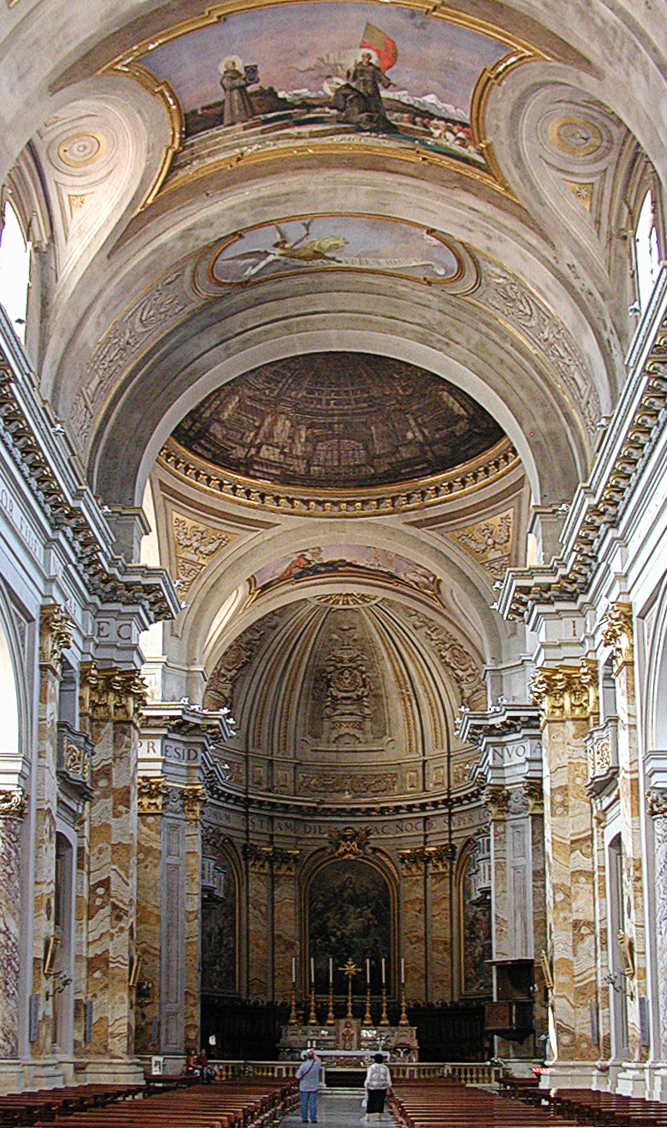
Interno della Cattedrale dell'Aquila

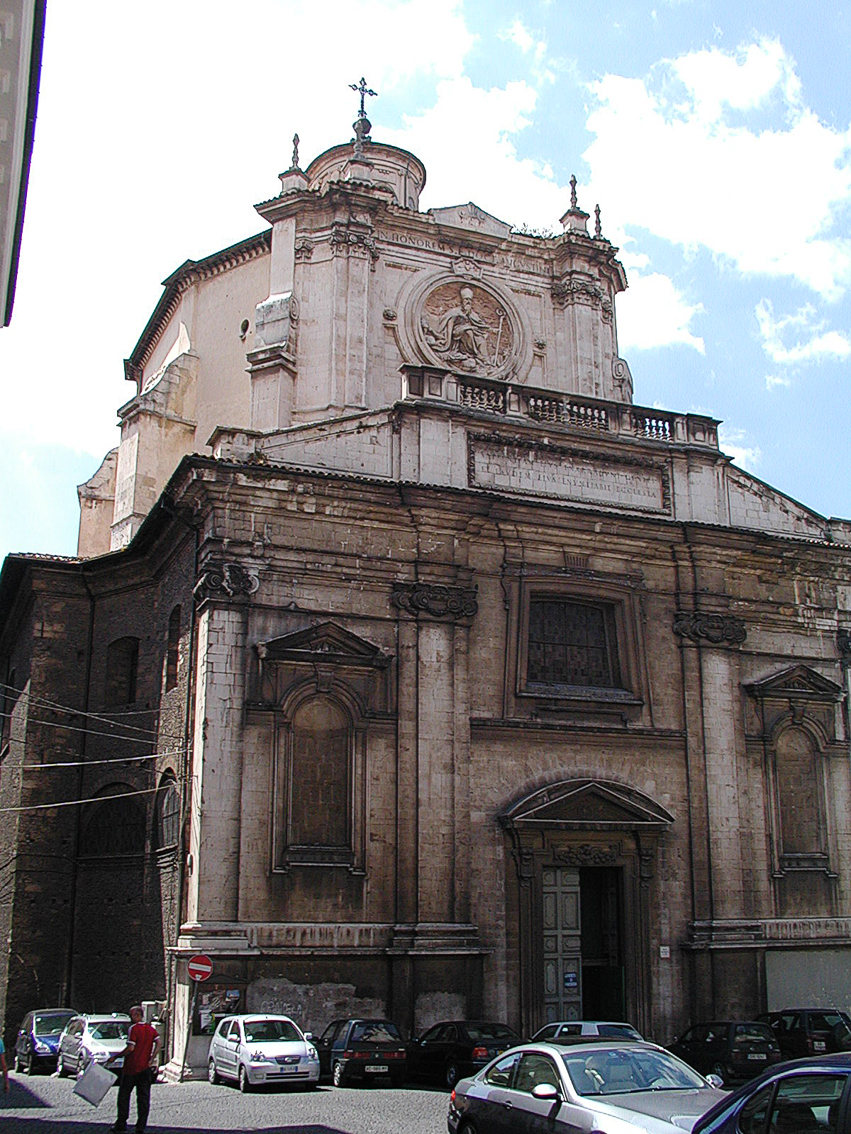
Chiesa di Sant'Agostino, L'Aquila

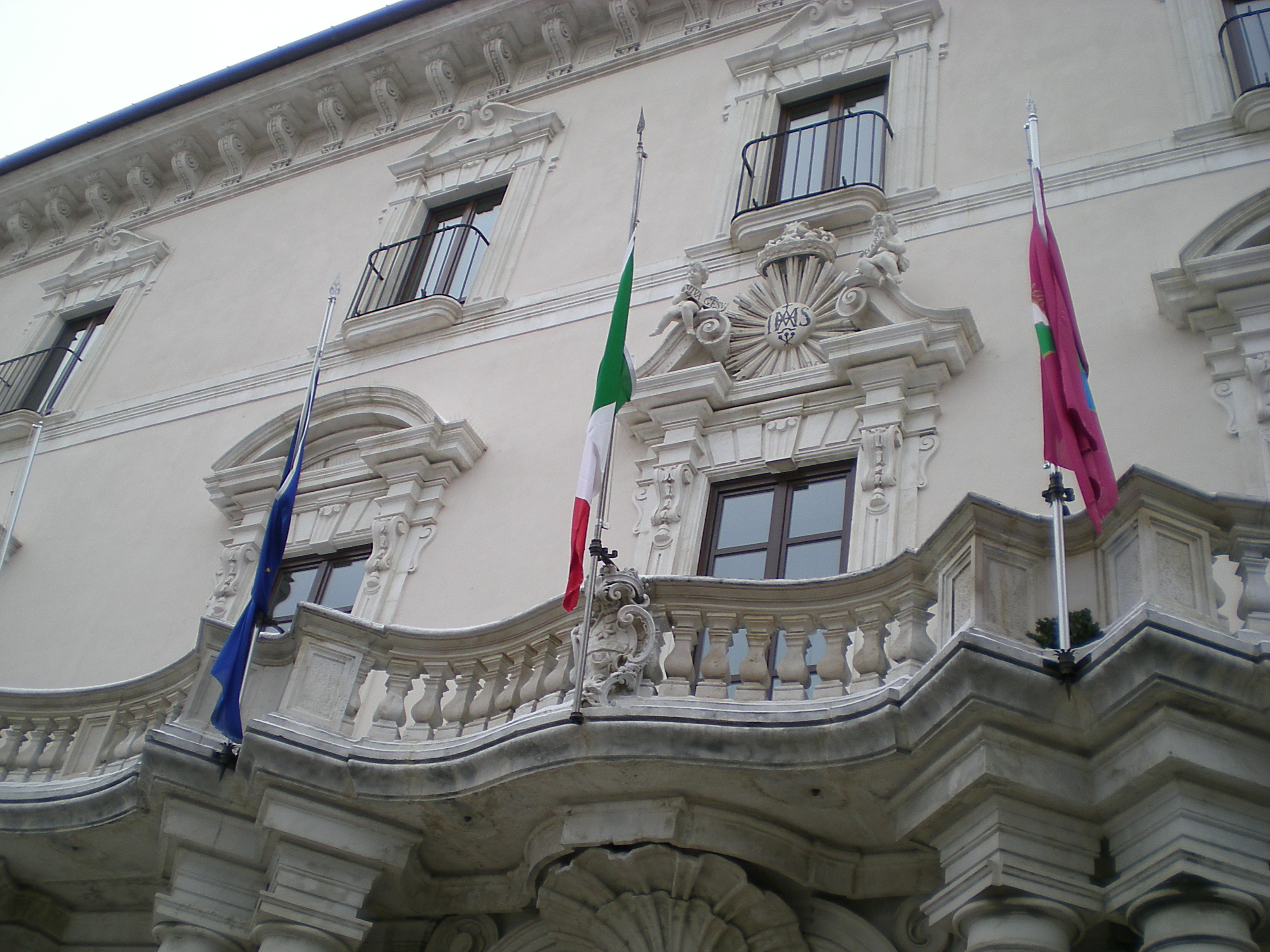
Veduta del palazzo Centi, L'Aquila

- Basilica di San Bernardino - impianto (navata maggiore) e soffitto di Ferdinando Mosca, convento laterale (ex caserma De Amicis)
- Basilica di Santa Maria di Collemaggio - impianto, restauro delle tre navate medievali con altari barocchi laterali, copertura delle nicchie con affreschi di Saturnino Gatti (XV sec), soffitto di Panfilo Ranalli, distrutto nei restauri del 1968
- Chiesa di San Pietro a Coppito - facciata, eccettuata l'architrave del portale maggiore, ripristinato con la facciata da Mario Moretti nel 1974 in stile neoromanico. Interni barocchizzati, mantenendo le tre navate, soffitto a calotta, distrutto da Moretti, e sostituito dalla copertura a spioventi a travi lignee,
- Chiesa di San Biagio d'Amiterno - impianto, facciata rivolta su via Sassa, anziché su via Roio, come il vicino oratorio di San Giuseppe - Stesso avvenne per la chiesa di San Paolo di Barete con facciata su via Roma
- Chiesa delle Anime Sante - impianto borrominiano su progetto di Carlo Buratti e Giovan Francesco Leomporri
- Chiesa di Sant'Agostino su progetto di Carlo Fontana
- Palazzo Quinzi su progetto di Fontana
- Palazzo Pica Alfieri
- Palazzo Centi, su progetto di Cola Di Cicco di Pescocostanzo
- Chiesa di San Giuseppe e convento dei Cappuccini (sotterranei), trasformato nel 1888 nel palazzo dell'Emiciclo
- Chiesa di Sant'Amico dell'ordine femminile degli agostiniani - interni
- Chiesa e monastero di San Basilio (interni)
- Chiesa di Santa Lucia dell'ordine celestino delle monache (interni, conservatisi sino ad oggi), attuale Istituto Salesiano
- Chiesa delle Clarisse o Santa Chiara d'Acquili - esterni e interni
- Chiesa di Santa Maria Paganica: sopraelevazione della facciata romanica con un finestrone rettangolare, ricostruzione degli interni
- Imbarocchimento delle tre navate della chiesa di San Silvestro, interventi smantellati nel 1947 presso il catino absidale, con scoperta degli affreschi, e smantellamento totale negli anni '60 da Moretti
- Chiesa di Santa Caterina Martire - impianto ellittico
- Ex chiesa di San Filippo Neri - interni, sede della Compagnia teatrale "L'Uovo"
- Palazzo Margherita: ricostruzione totale dell'impianto, meno i sotterranei e la torre medievale. Tracce dell'intervento di Girolamo Pico Fonticulano nel cortile
- Chiesa di Santa Maria Assunta - Poggio Santa Maria (L'Aquila)
- Chiesa di Santa Maria Assunta - Paganica
- Chiesa di Santa Giusta fuori le mura o extra moenia - Bazzano, interventi di imbarocchimento, smantellati nei restauri di Carlo Ignazio Gavini (anni '20), e poi negli anni '60

### Hinterland aquilano e pescarese

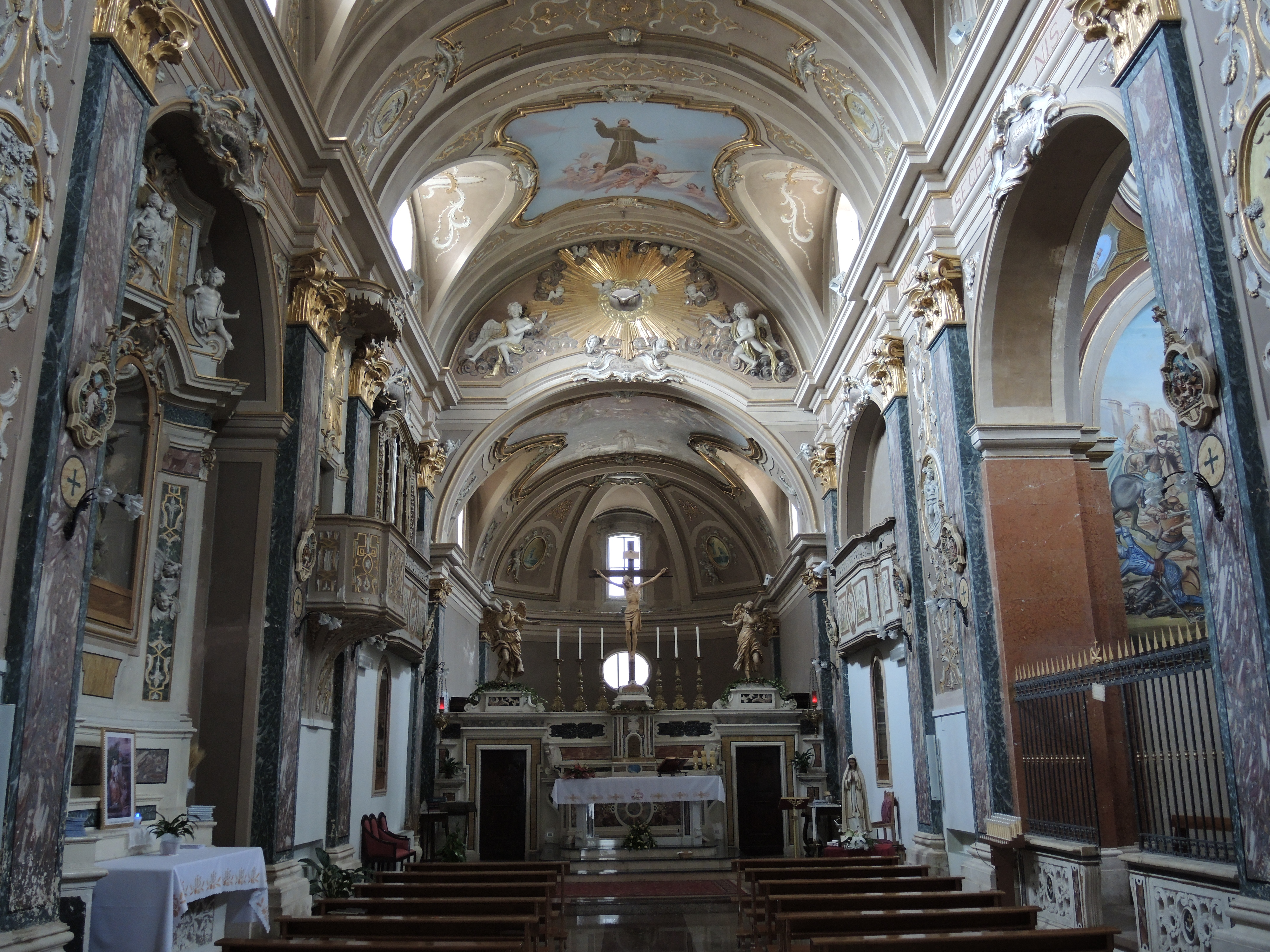
Interno della chiesa di San Giovanni e San Francesco a Capestrano

- Chiesa di San Giovanni a Campana di Fagnano Alto
- Chiesa di Santa Maria fuori - Poggio Picenze-Barisciano (località San Martino)
- Chiesa della Madonna della Consolazione - Poggio Picenze, strada statale 17
- Chiesa di San Flaviano - parrocchia di Barisciano
- Chiesa di Santa Maria Valleverde - Barisciano
- Chiesa di San Marco apostolo di Castel del Monte
- Chiesa di Santa Maria della Pace - Capestrano
- Chiesa di San Francesco e San Giovanni e convento,  di Capestrano - facciata ed esterni
- Santuario della Madonna degli Angeli - Capitignano
- Chiesa di San Giovanni - Camarda
- Chiesa della Madonna della Pace - Fontecchio
- Chiesa cattedrale di Santa Maria Assunta - Castel di Ieri
- Oratorio della Madonna delle Grazie - Alanno
- Chiesa-oratorio di Santa Croce - Pietranico

### Architetture sulmonesi
Lista parziale

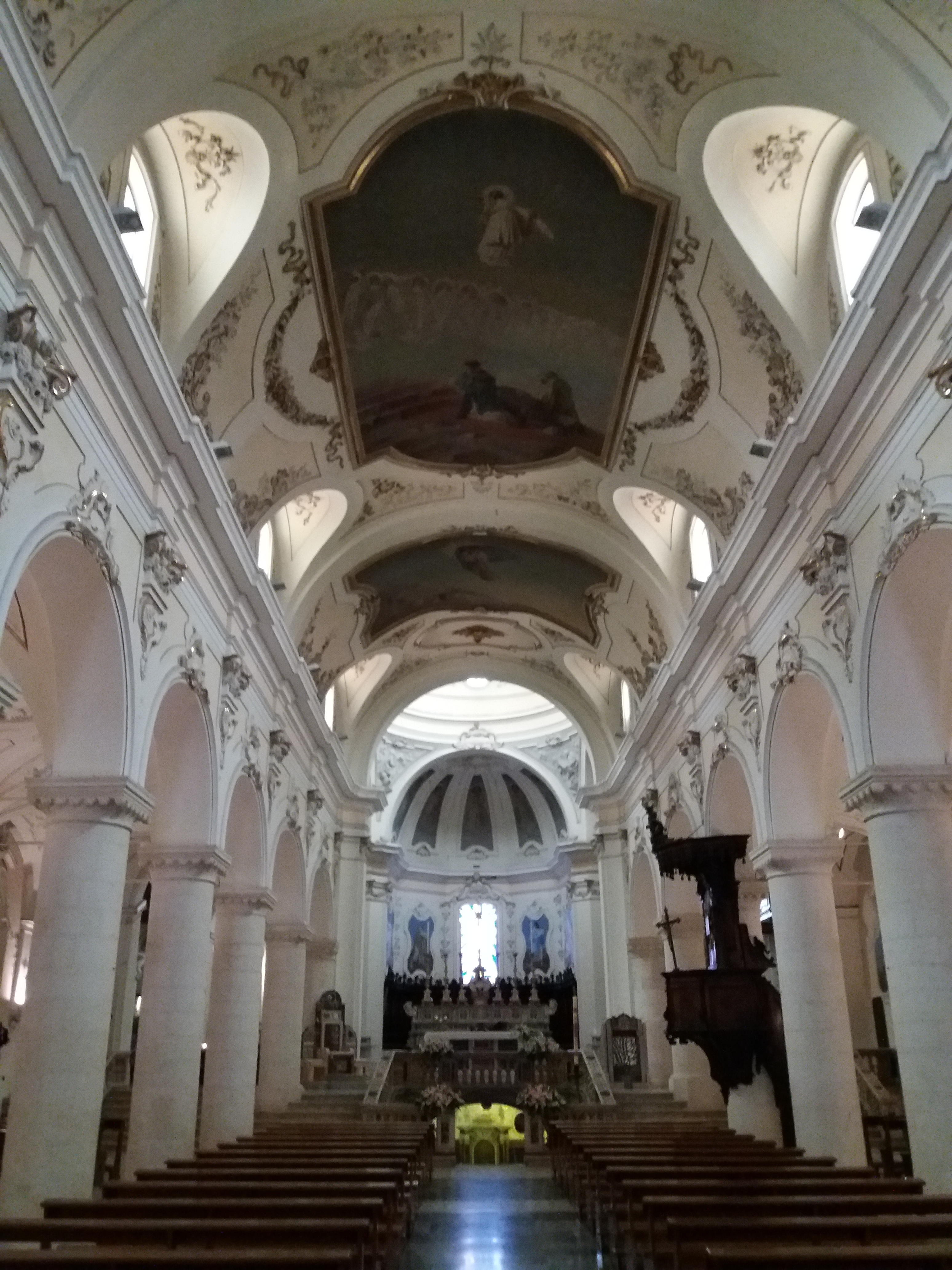
Interno della Cattedrale di Sulmona

- Duomo di San Panfilo - interni (eccetto la cripta), facciata superiore e campanile
- Complesso della Santissima Annunziata, eccetto la facciata del palazzo accanto
- Chiesa di San Domenico - incompiuta, facciata ed interni
- Chiesa di Santa Caterina - esterni e interni, su progetto di Fantoni, su modello della chiesa dell'Orazione e Morte di Roma
- Chiesa di Santa Chiara d'Assisi - esterni ed interni
- Chiesa di San Filippo Neri - interni ed esterni, nel 1885 viene montato il portale gotico della scomparsa chiesa di Sant'Agostino
- Chiesa del Carmine - esterni e interni, interventi già iniziati nel '600
- Chiesa di Santa Maria della Tomba - imbarocchimenti di restauro, smantellati negli anni '60
- Chiesa di Sant'Ignazio (piazza XX Settembre), rimasta nel degrado fino allo smantellamento nel primo '900 per riqualificare la piazza - palazzo dei Gesuiti, ora Gran Caffè
- Chiesa di San Francesco della Scarpa - interni, facciata incompiuta seguendo uno stile ancora tardo gotico, idem per il campanile
- Abbazia di Santo Spirito al Morrone - esterni, interni, scalone dell'ex convento, chiostro

## Il barocco dell'Abruzzo Citeriore

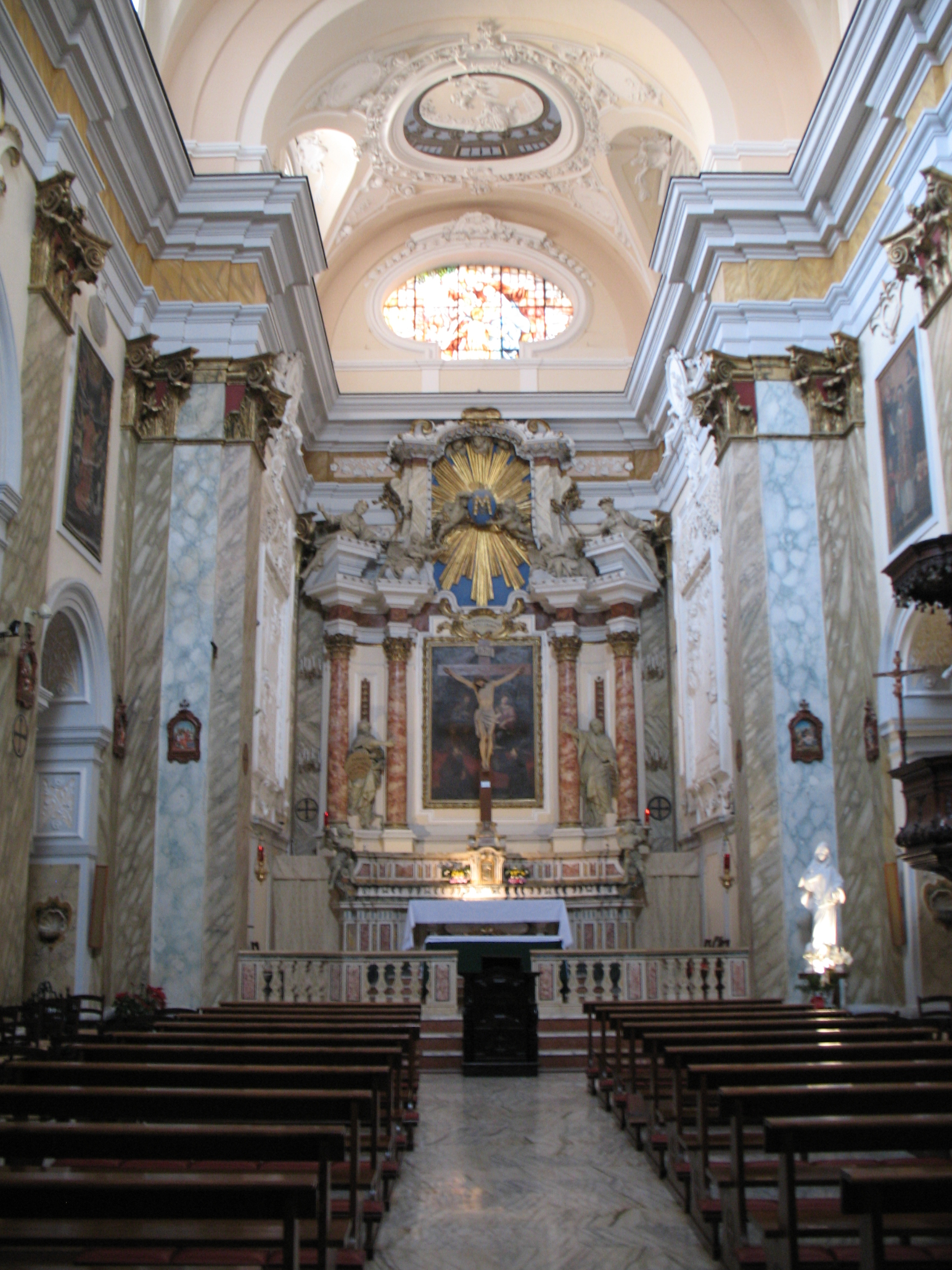
Interno della chiesa di San Domenico di Chieti, al secolo Sant'Anna degli Scolopi, impaginato architettonico e pennacchi di Giovan Battista Gianni (1695 ca.)

Il barocco in Abruzzo, come gli altri stili precedenti, s'impose per caratteri di restauro e conservazione, più che per aderire al nuovo manifesto artistico. Tuttavia è il caso di non generalizzare, prendendo a parte gli episodi tellurici dell'Aquila e Sulmona del 1703-1706, poiché con il Concilio di Trento del 1545 già si erano prese le nuove misure di riforma dell'architettura delle chiese. Infatti in Abruzzo prevarrà, sia nei restauri a causa dei terremoti, che per conferire nuovo slancio e nuovi spazi elle preesistenti chiese, la riforma gesuitica romana, soprattutto all'Aquila e Chieti. Questa attuò il programma di rifacimento totale dell'architettura sia civile che religiosa a partire dalla metà del Seicento, ma con interventi molto più cospicui nella metà del Settecento. La Cattedrale di San Giustino dal 1764 al 1770 fu completamente trasformata, con la volta realizzata dall'artista Zoppo, su committenza degli arcivescovi Matteo Seminiato e Francesco Brancia. Il risultato, discostandosi dal corredo pittorico di tele, è quello di un barocco molto sobrio ed equilibrato, di stampo lombardo, poiché a Chieti operarono maestranze nordiche e napoletane, insieme allo stuccatore teatino Michele Clerici e a Carlo Fantoni.
Queste maestranze modificarono corposamente, con l'aiuto degli stuccatori Giovan Battista Gianni e il pittore Giovanni Battista Spinelli, tutte le chiese della città, a partire dal complesso della chiesa di San Francesco al Corso fino alla chiesa della Trinità, dall'ex convento di Sant'Anna degli Scolopi (oggi San Domenico Nuovo sul corso Marrucino) fino al monastero di San Domenico (demolito nel 1913 per costruire il palazzo della Provincia), dalla chiesa di San Giovanni Battista alla chiesa di Sant'Agostino.

### Chieti e territorio
Il barocco a Chieti fu il risultato della collaborazione di diverse correnti di pensiero, che produssero una città nuova e moderna. Il barocco delle chiese si alterna dall'influenza nordico-lombarda a quella romano-napoletana, mentre i palazzi hanno subito l'influsso dell'arte laziale. 

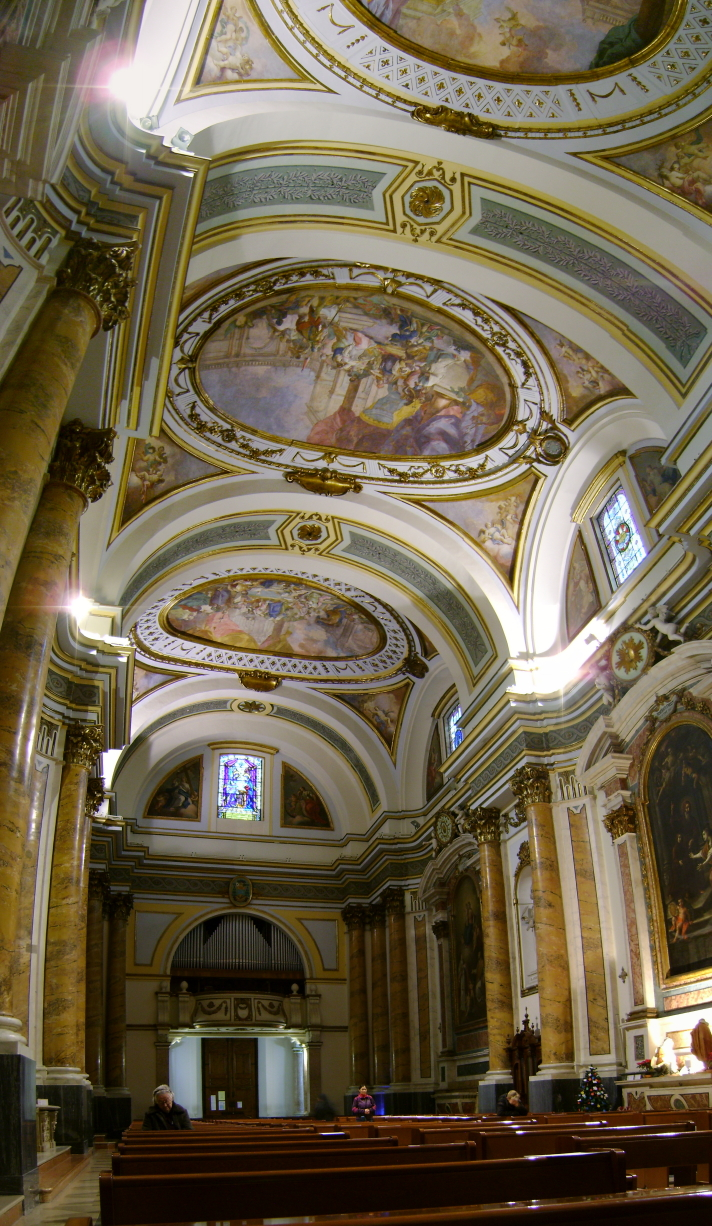
Interno della Basilica della Madonna del Ponte a Lanciano

Il barocco abruzzese però, come soprattutto nei casi di Vasto e Lanciano, nell'ambito chiesastico si curò di rinnovare sì, anche in maniera troppo espansiva in certi casi, gli interni delle parrocchie, ma non in maniera da stravolgere, almeno non nella maggior parte dei casi, tutta la struttura precedente dell'architettura, lasciando sostanzialmente integri gli esterni e le facciate. Cosicché oggi si hanno molte chiese con un aspetto apparentemente gotico o romanico fuori, e l'interno barocco, o addirittura neoclassico. Casi a parte poi sono quelli della metà del Novecento, dove si combatté una battaglia di ripristino e smantellamento degli interventi barocchi e medievali delle chiese di Penne, L'Aquila, Sulmona e Teramo, il cui massimo esponente fu il soprintendente Mario Moretti.
Architetture:

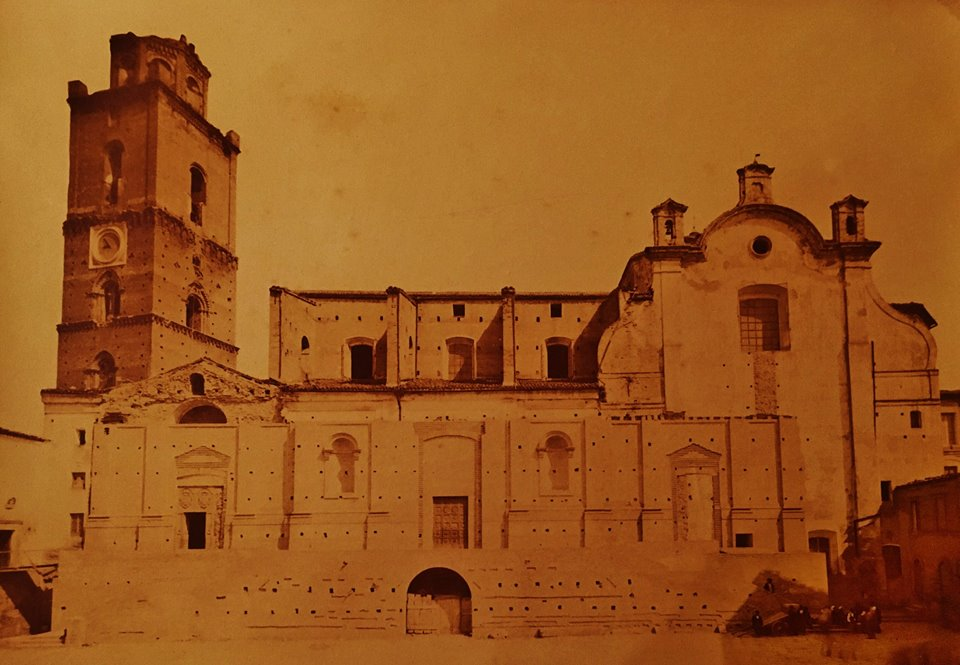
Veduta dalla piazza della Cattedrale di Chieti, prima dei restauri neogotico, 1920 ca.

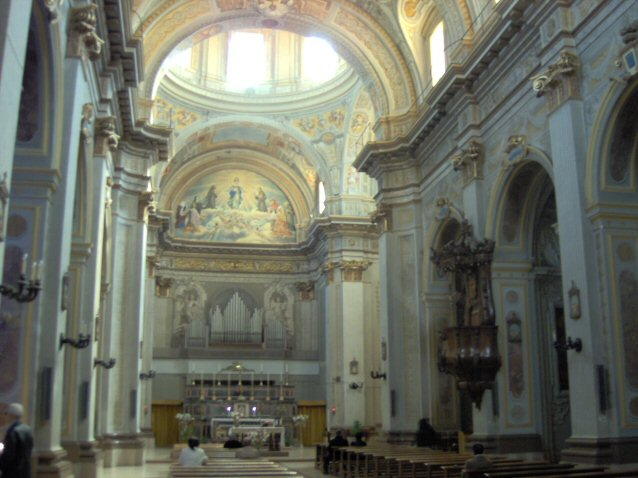
Interno della chiesa di San Francesco, Chieti

- Cattedrale di San Giustino (XVIII secolo), interni, si conserva tuttavia l'impianto a tre navate, e l'altare sopraelevato. Imbarocchimento della cripta, ripulita negli anni '70
- Chiesa di San Francesco al Corso: interno, cappelle laterali, cupolone costruito nella metà del XVIII secolo. La facciata è incompiuta, con un finestrone sopra il rosone medievale. Le scale sono un'aggiunta del 1896, dopo l'abbassamento dell'asse stradale dell'ex via Ulpia, poi corso Marrucino
- Chiesa della Santissima Trinità, rifacimento dell'interno, e inglobamento del torrione di porta Sant'Andrea, come cappella del Sacramento
- Chiesa di Santa Maria della Civitella (archiviato dall'url originale il 5 agosto 2020), all'epoca nota come chiesa del Carmine: interni ed esterni, meno il portale, dipinti di Donato Teodoro
- Chiesa di Sant'Agostino (archiviato dall'url originale il 12 aprile 2017).: interni di Michele Clerici, rimane un tratto di muro a via Porta Santa Maria, con finestra gotica
- Chiesa dell'Addolorata, costruzione con la relativa congrega
- Chiesa dell'Annunziata dei Crociferi (Le Crocelle) (archiviato dall'url originale il 7 agosto 2018), piazzetta Zuccarini, costruzione con impianto ellittico interno; di gotico rimane il fianco con le finestre ogivali su via Arniense
- Chiesa di Santa Chiara: ricostruzione dell'esterno e dell'interno, mantenendo l'impianto monastico a navata unica
- Chiesa di San Giovanni dei Cappuccini (archiviato dall'url originale il 5 marzo 2018).: esterni e interni, l'interno denuncia il tipico impianto a navata unica con volta a crociera e a botte
- Chiesa di Sant'Antonio abate: interni, restaurati nella metà dell'800 in stile neoclassico
- Chiesa di Ognissanti (via Ravizza), interventi, restauri ulteriori alla fine dell'800
- Chiesa di San Paolo- il tempio dei Dioscuri, interventi marginali, smantellati nel 1927 quando fu ripristinato il tempio
- Chiesa della Madonna delle Grazie (via dei Sanniti) costruzione della prima cona
- Chiesa della Madonna degli Angeli: costruzione della prima cappella, demolita negli anni '50 per la nuova parrocchia
- Chiesa della Madonna della Vittoria: costruita dai francesi dopo il 1570, in onore della vittoria a Lepanto. Per lo stesso scopo, a Guardiagrele viene costruita la chiesa della Congrega del Rosario (largo Garibaldi, ex piano Castello) detta anche "Madonna della Vittoria".
- Chiesa di San Gaetano: rimodellamento dell'impianto della chiesa di Santa Caterina martire, a croce greca, con interventi barocchi

### Guardiagrele e il barocco
La città, anch'essa danneggiata gravemente dal terremoto della Maiella del 1706, con numerosi crolli delle mura, delle torri, e delle chiese: in particolare lo sfondamento del tetto del Duomo di Santa Maria, di San Silvestro, San Nicola, San Francesco e Santa Chiara, subi una ricostruzione che seguì la linea dell'imbarocchimento delle chiese della vicina Chieti, subendone l'influsso lombardo-ticinese.

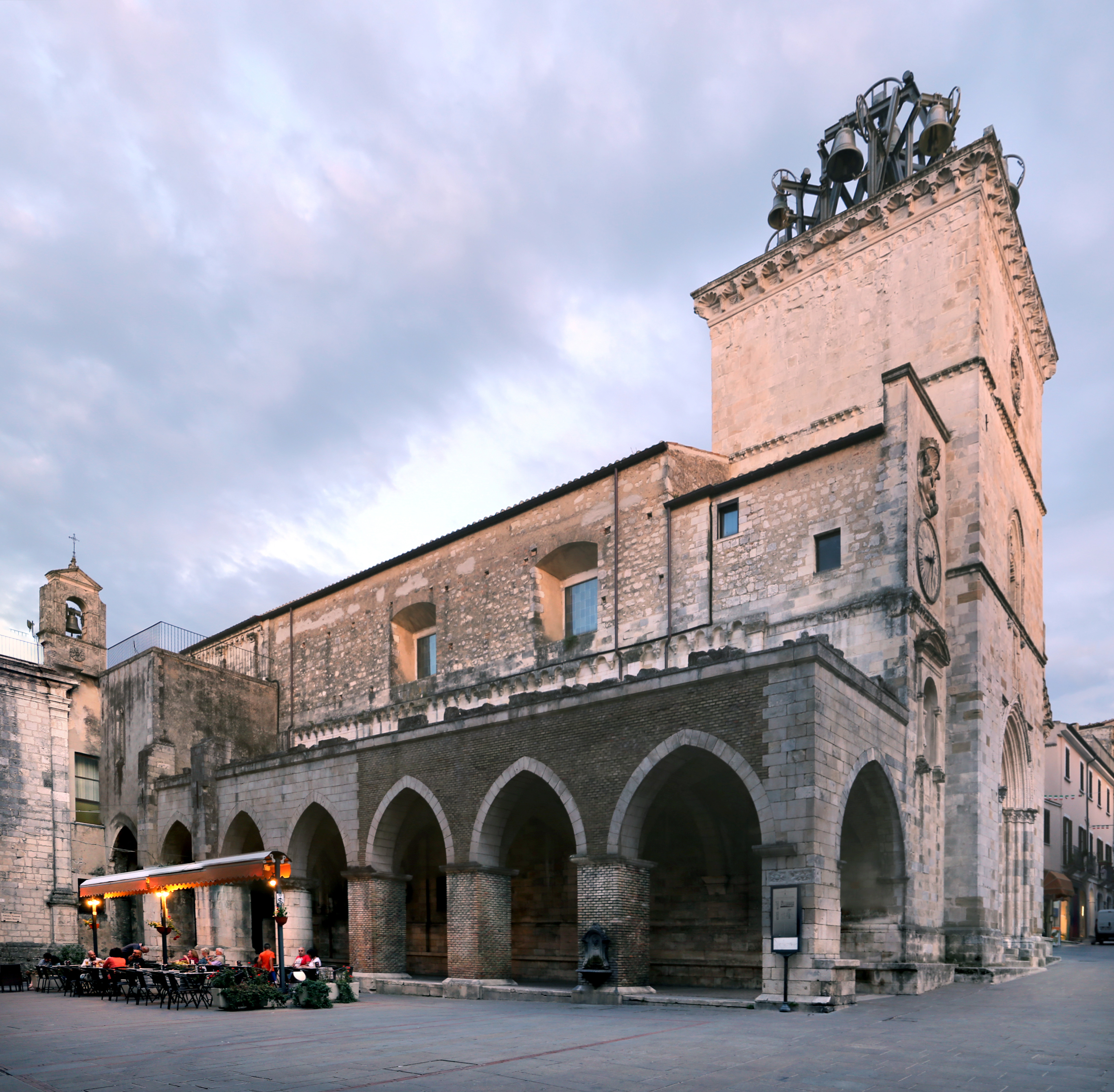
Prospetto da nord del Duomo di Santa Maria Maggiore, Guardiagrele

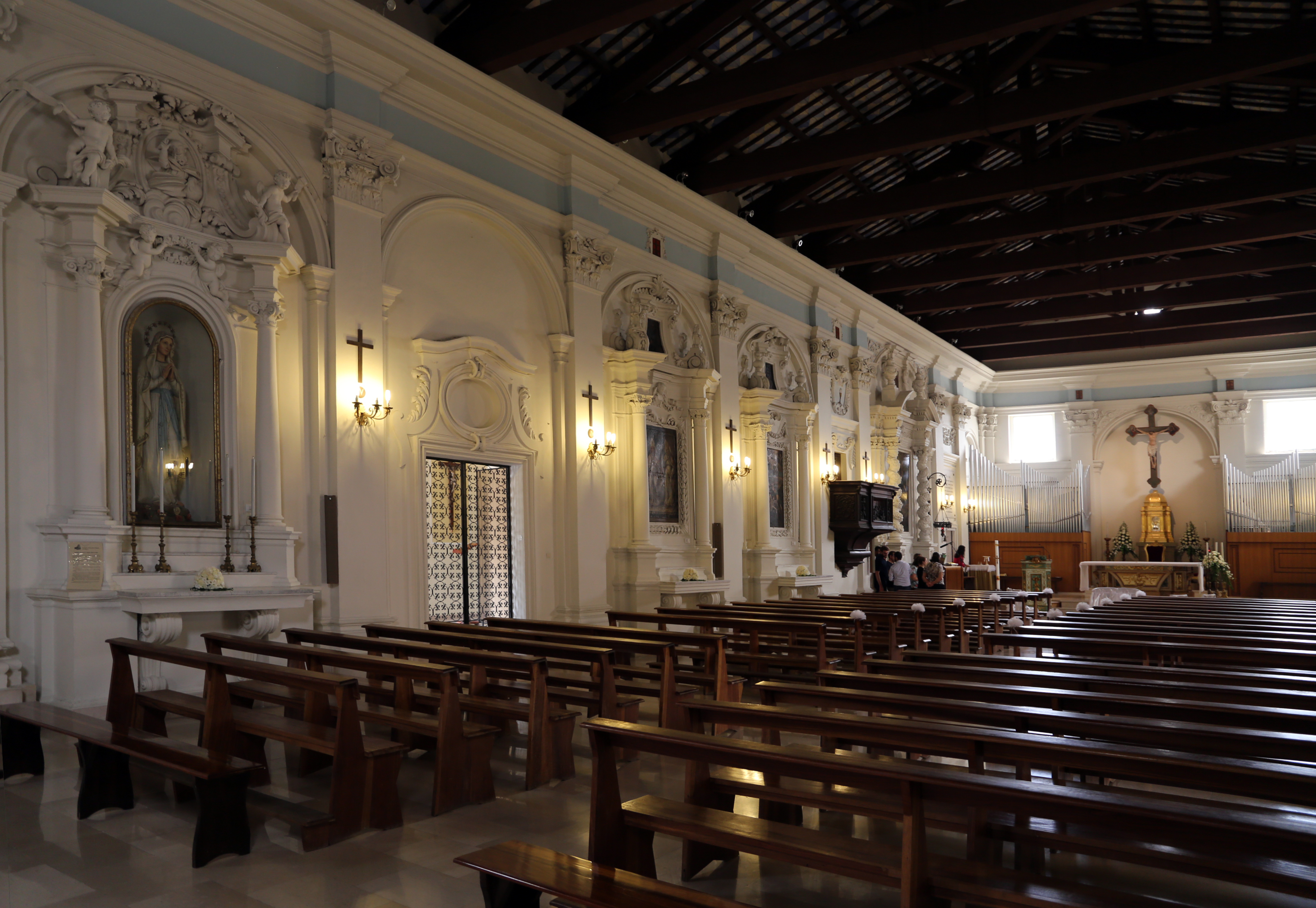
Prospetto della navata centrale della Cattedrale di Guardiagrele, il soffitto è postbellico, prima era a cassettoni

Interessante fu il cantiere di ricostruzione del Duomo, che video la fusione di ben 3 chiese in una: la chiesa della Natività di Gesù Bambino (attuale atrio del Museo del Duomo, con l'esterno porticato a sud, e traccia del campanile), di San Rocco e della Madonna del Popolo, lato piazza e biblioteca comunale e portico nord, e della vecchia cattedrale di Santa Maria, di cui si conservò intatta solo la facciata e l'arco di passaggio per via Cavalieri. Le chiese ricostruite furono:
- Duomo di Santa Maria Maggiore con l'ex chiesa della Natività di Gesù e San Rocco
- Chiesa della Madonna del Popolo, attuale biblioteca comunale
- Chiesa di San Francesco, interni e cappella di San Leone Papa
- Chiesa della Beata Vergine Addolorata, completata nel 1733, rifatta sopra la chiesa di Sant'Antonio
- Interni della chiesa di San Silvestro
- Interni della chiesa di San Nicola e cappella Ugni
- Interni della chiesa della Madonna del Rosario o della Vittoria, sul piano Castello (piazza Garibaldi)
- Interni della chiesa di Santa Chiara
- Lavori di restauro alla chiesa di San Pietro Celestino, poi demolita nel tardo Ottocento, per allargare la cappella della Madonna del Carmine, divenuta parrocchia nel primo Novecento.
- Santuario di San Donato, lungo la via per Bocca di Valle, ricostruito sopra un'antica cona votiva
- Convento dei Cappuccini, mantenendo però lo stile del XVI secolo.

### Barocco a Lanciano
Oltre a Penne, a Lanciano il barocco può sintetizzarsi, da una parte come l'ultimo segno di grandezza di una città in cronica decadenza economico-politica a causa dell'infeudamento spagnolo, dall'altra come il tentativo in parte riuscito della città di dare lustro a sé stessa, anche se mentre nell'Abruzzo fiorivano nuovi monasteri e nuove chiese, in città venne realizzata solo la chiesa di Santa Maria del Suffragio, o del Purgatorio. A causa delle varie conquiste da parte dei francesi e degli spagnoli, e fiaccata da lotte fratricide delle famiglie più nobili, Lanciano attraversò l'epoca barocca senza che nulla di nuovo, sia dal livello politico che artistico, desse nuovo slancio vitale alla società, eccetto l'aver dato i natali al compositore Fedele Fenaroli. Tuttavia fu necessaria, in virtù dei traffici mercantili e delle fiere, che comunque davano lo stesso lustro alla città e capitali all'economia agricola, e dunque in riferimento all'arricchimento dei privati, del marchese d'Avalos che aveva in feudo la città, e dell'Arcivescovo, in ambito religioso la costruzione di una nuova grande chiesa che potesse ospitare più agevolmente le funzioni religiose.

### Le chiese di Lanciano
La Piazza centrale, oggi del Plebiscito, era diventata ormai il centro vitale dell'economia e della vita pubblica, quando prima nel medioevo il centro stava nel rione Civitanova, con sede della cattedra la chiesa di Santa Maria Maggiore, posta accanto al palazzo arcivescovile; e dunque la vecchia chiesa di Santa Maria delle Grazie o del Ponte (XIV secolo), non riusciva più a contenere le funzioni religiose. Dalla metà del Settecento in poi questa chiesa venne radicalmente trasformata da varie maestranze quali Carlo Fantoni e Giacinto Diano, che si spartirono i lavori di riammodernamento delle parrocchie di Lanciano con Carlo Piazzola e Girolamo Rizza
- Cattedrale della Madonna del Ponte: rifacimento dal 1789, prima aveva avuto restauri, come nella cappella del Santissimo Sacramento, tuttavia l'impianto si era mantenuto medievale, come dimostrava il soffitto a capriate lignee.
- Chiesa di Sant'Agostino: rifacimento del convento e dell'interno, la navata viene intonacata e Carlo Piazzola e Girolamo Rizza costruiscono gli altari laterali, e costruiscono la nuova grande cappella di San Simone e Giuda Taddeo.
- Chiesa di San Biagio: restauri barocchi alle cappelle laterali, tuttavia chiuse e distrutte nel XIX secolo.
- Ex chiesa di San Giovanni: interventi barocchi alla facciata e interni, perduti nel 1943
- Chiesa di San Rocco: rifacimento degli interni, con pennacchi e intonaci policromi, e l'altare maggiore. La facciata viene rifatta nel 1859
- Chiesa di San Nicola: interventi barocchi marginali , con i restauri del 1859 vengono smantellati,  eccettuato l'altare della Mamma Maria.
- Chiesa di Santa Maria Maggiore: imbarocchimembro dell'altare, costruzione di un secondo corpo annesso alla costruzione medievale, con due navate laterali che insieme si univano, sfondando il muro della navata laterale medievale di sinistra, all'edificio del XIII secolo. Le navate si sono conservate, malgrado oggi l'edificio sia sconsacrato dopo i restauri del 1968.
- Palazzo arcivescovile e chiesa di San Gaetano: interventi sl portone architravato in via Finamore. Costruzione della cappella interna con altare marmoreo policromo.
- Chiesa di Santa Lucia: interventi, dopo il crollo della cupola nella metà del 700, all'intero impianto. Da tre navate passa a navata unica, costruzione delle cappelle, rifatte poi nel 1859 da Filippo Sargiacomo; si conserva la capoella maggiore della Divina Misericordia, ex cappella dell'Addolorata.
- Chiesa di San Francesco: interventi al chiostro e alla cappella sotterranea degli affreschi manieristi. Ricostruzione della navata, con allargamento dell'originale perimetro, mediante due grandi cappelle laterali. Delle mura laterali si conservano tracce nelle nicchie cieche a mattone a vista. La volta viene ricostruita a botte con affreschi, gli altari laterali a tabernacolo.
- Ex chiesa di San Filippo: in via dei Tribunali, costruita sopra la chiesa longobarda di San Michele; sede dei Padri Filippini. Oggi è sconsacrata, la facciata è tardo manierista, con portale architravato e finestrone centrale.
- Restauro della chiesa di Santa Maria di Iconicella, del periodo manierista (XVI secolo), si conserva il tabernacolo con l'affresco della Madonna.
- Chiesa di Santa Maria dei Mesi: restauro barocco, successivamente neoclassico, si conserva l'affresco manierista dell'altare maggiore.

### Il cantiere della Cattedrale frentana

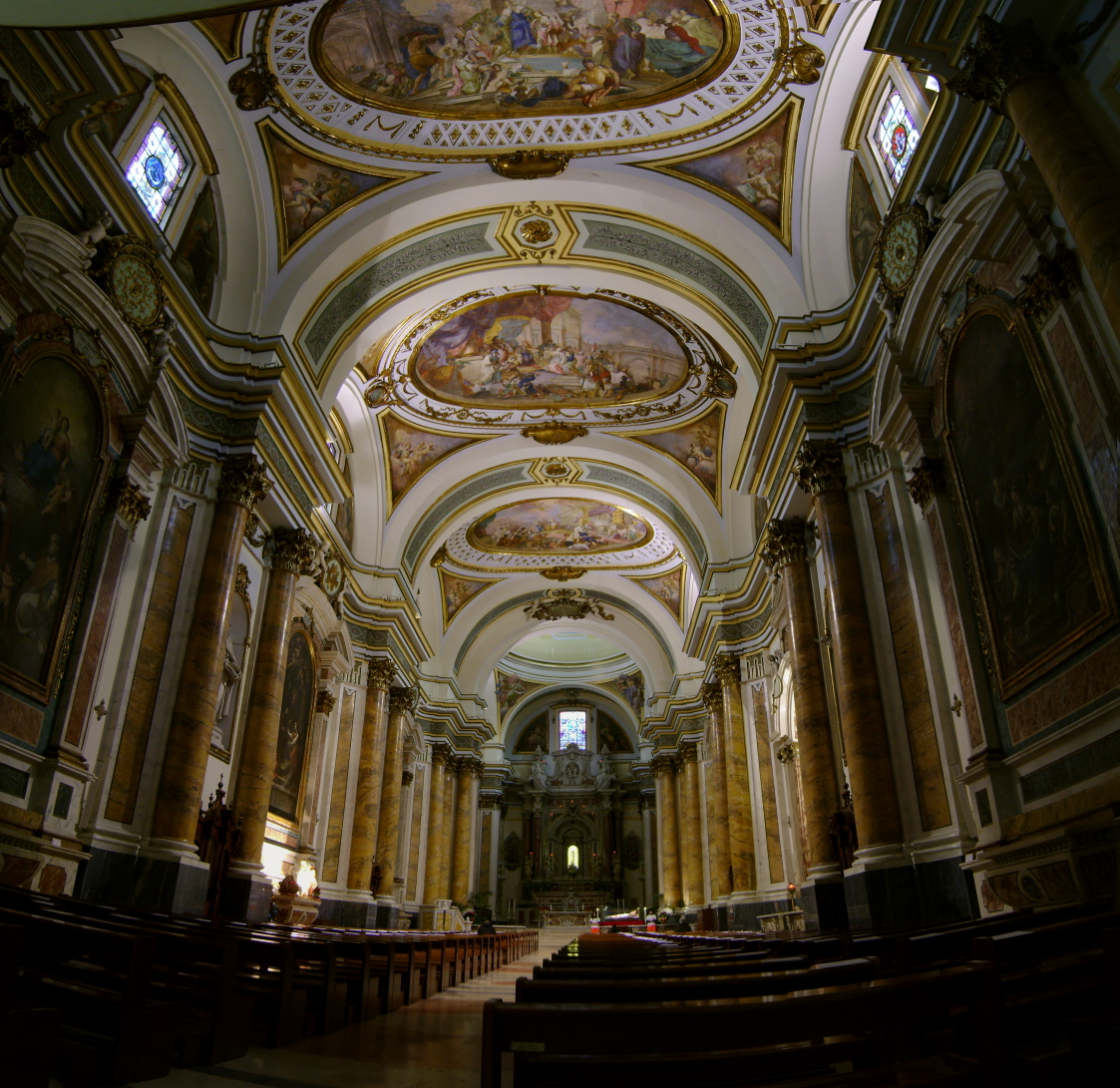
Lanciano, prospetto della Basilica cattedrale di Santa Maria del Ponte

La vecchia chiesa del Ponte di Diocleziano divenne nuova sede della cattedra, nel XVII secolo era stata già costruita la monumentale torre civica, fu dotata di una navata, con un soffitto voltato con quattro ellissi, e cupola verso l'abside, e una grande cappella laterale dedicata al Sacramento. La facciata verrà completata solo in parte, in stile neoclassico nel 1819 da Eugenio Michitelli, mentre tutte le chiese di Lanciano: Sant'Agostino, San Francesco, Santa Lucia, Santa Chiara, Santa Maria Maggiore, San Nicola, San Maurizio, San Giovanni Battista venivano rifatte negli interni. Ma non si trattò di radicali trasformazioni, quanto più di semplici creazioni di strati di stucco con decorazioni varie a ricoprire la muratura in mattoni e pietra dell'epoca medievale.
Ovviamente un caso a sé stante fu la chiesa di Santa Maria Maggiore, che venne stravolta con la creazione di una seconda facciata nel XVI secolo in stile pseudomedievale, e dotata di altre due navate, in modo che la chiesa ne avesse in tutto 5. Tutto questo fu tolto con l'interno gotico a tre navate ripristinato nel 1968, anche se dall'esterno si evince chiaramente la disorganicità dell'insieme, incominciando dal campanile a torre posto in posizione.

### Barocco ad Atessa

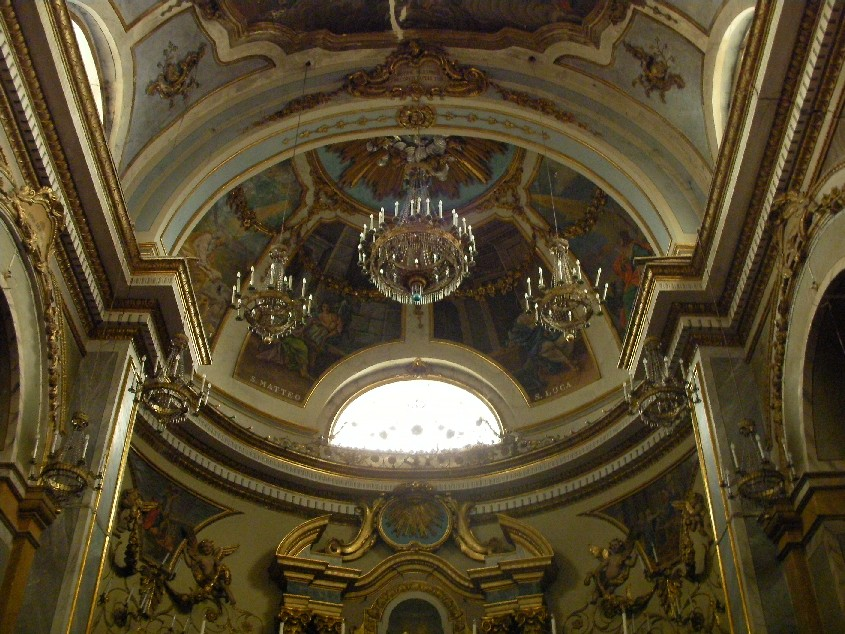
Lunetta d'altare della chiesa di San Domenico ad Atessa

La terza città dell'Abruzzo Citeriore che maggiormente beneficiò del barocco, fu Atessa. I maggiori contributi furono apportati alle chiese di San Leucio, San Michele, Madonna della Cintura, Santa Croce, San Domenico e al convento di San Pasquale. La partitura in stucchi di almeno due chiese di Atessa (San Domenico e San Leucio), venne realizzata nel 1601 ca da Tommaso Gutard Lombardo, mentre le pitture, d'ispirazione napoletana, furono realizzate dall'artista locale Giacomo Falcucci nella metà dell'800. Benché lo stile dei palazzi sia più tardo, specialmente quelli affacciati sul Corso Vittorio Emanuele, è ben chiaro l'uso del mattone cotto e del laterizio, usato anche a Penne, che tende a un moderato classicismo per quanto riguarda gli esterni, sia di chiese che di architetture civili, e a uno slanciato percorso di ricerca prospettica e decorativa di stampo campano per gli interni, soprattutto dei luoghi sacri.

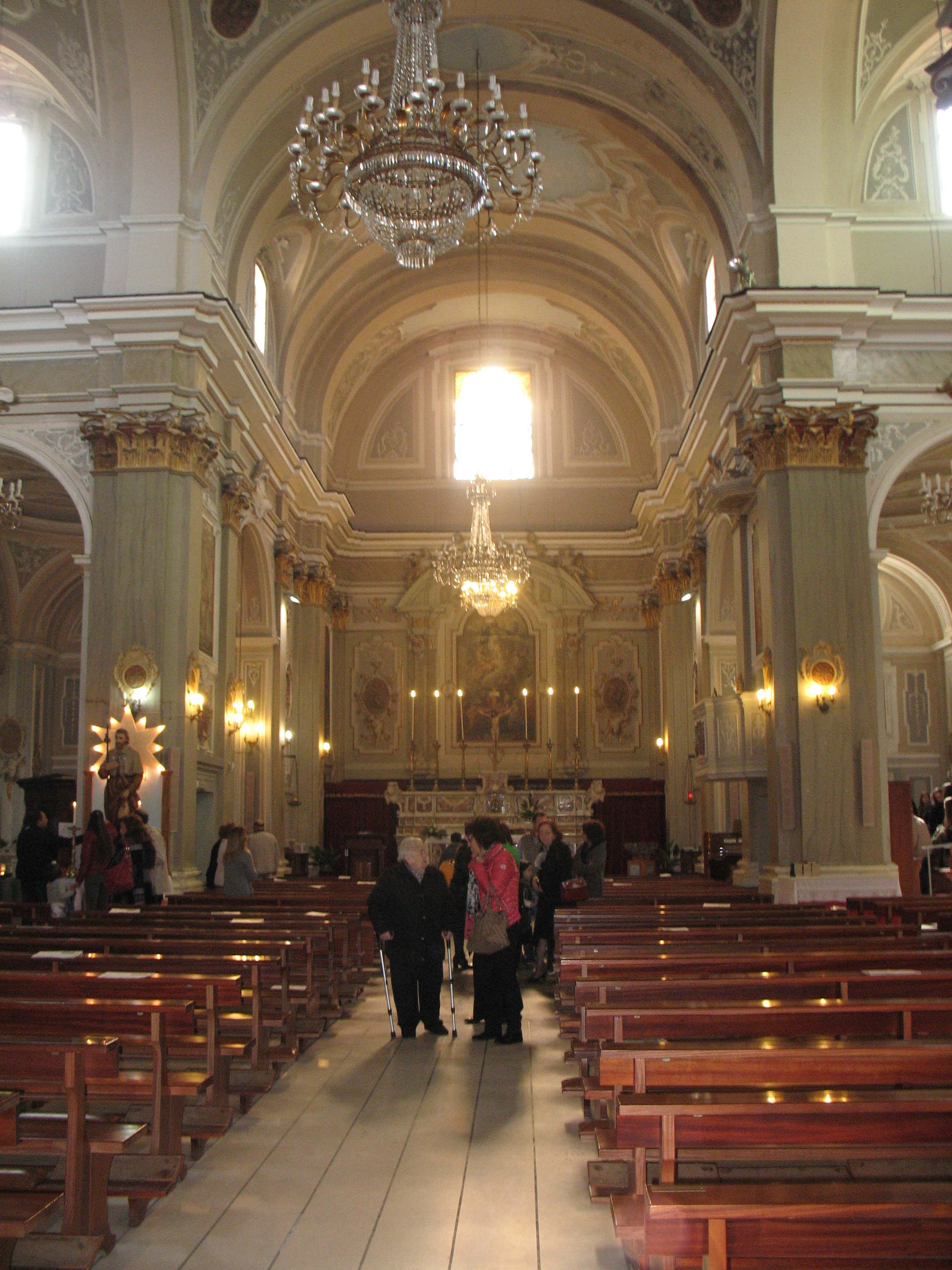
Interno della chiesa madre di Santa Maria Maggiore a Villamagna (Ch), un tipico esempio di barocco rurale abruzzese

### Il rinnovamento delle città dello "Stato Farnesiano"
Altre città che beneficiarono del barocco semplicemente per rinnovamento furono Penne, Lanciano e Vasto. La prima città, subì già dall'epoca dello stato farnesiano di Margherita d'Austria e Ottavio Farnese nella metà del XVI secolo un radicale cambiamento architettonico, vedendo fiorire il rinascimento e il primo barocco seicentesco, riscontrabile nella tecnica edilizia presente in tutte le architetture, tanto da esser definita "città del mattone", molto simili anche a quelle del paese di Città Sant'Angelo, nonché di Loreto Aprutino.
Sorsero palazzi rinascimentali e seicenteschi di stampo manierista, come Palazzo dei Vestini, Palazzo Margarita o degli Scorpioni (corso dei Vestini), Palazzo Aliprandi, mentre le antiche chiese medievali subivano l'influsso di rinnovamento teatino, il cui esponente fu Giovan Battista Gianni, che arredò gran parte dei monasteri, come Santa Chiara e San Giovanni dell'Ordine di Malta.
Quanto riguarda le chiese, a Penne e Città Sant'Angelo si testimonia la presenza di Giovan Battista Gianni, artista lombardo, che stuccò le principali parrocchie di Santa Chiara, San Giovanni Evangelista e San Giovanni Gerosolimitano, oltre alla chiesa di San Bernardo. I suoi discepoli, attivi nel secondo ventennio del Settecento, ossia Girolamo Rizza e Carlo Piazzola, furono attivi specialmente a Chieti e Lanciano.

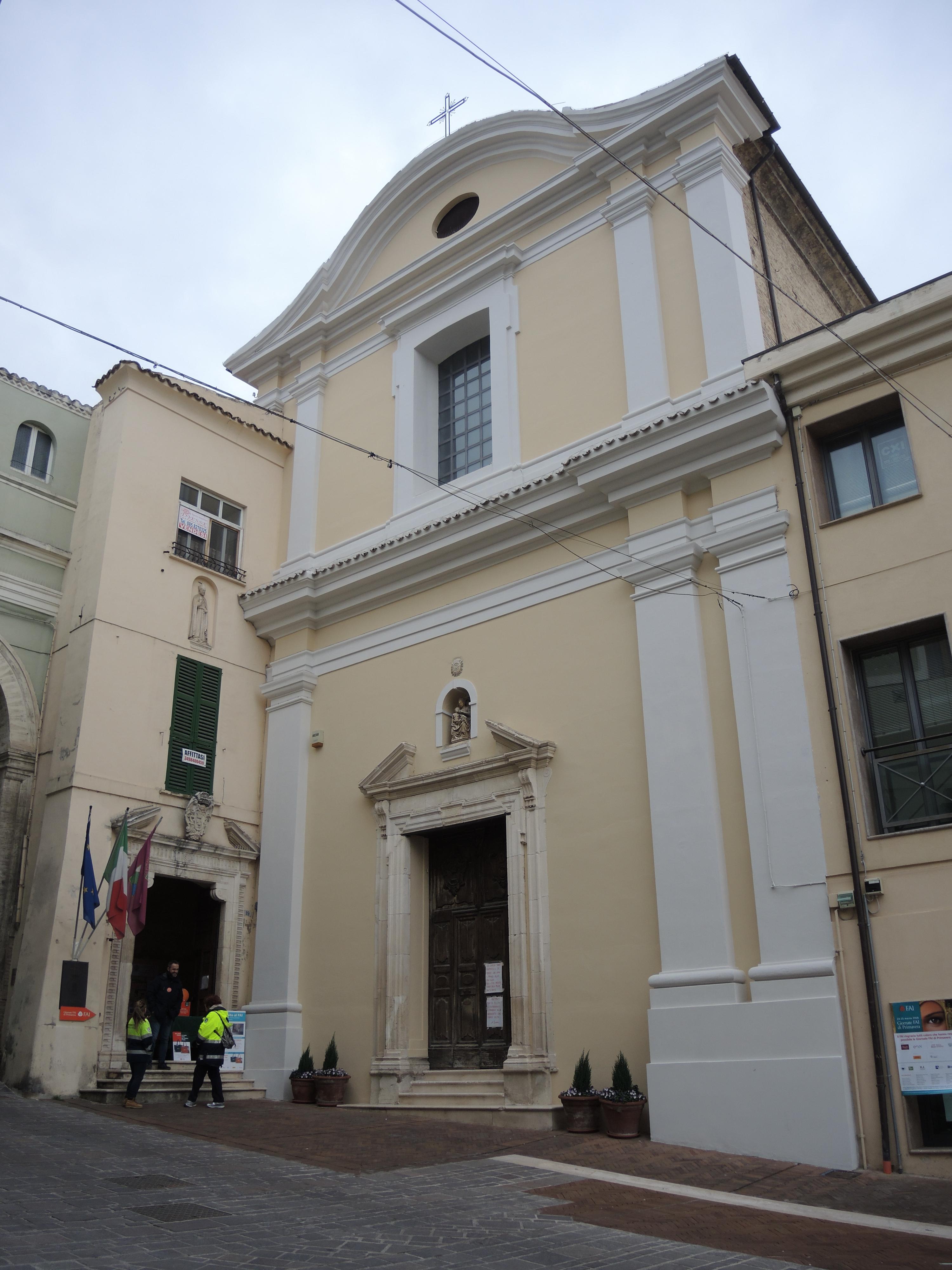
Chiesa di San Domenico, Penne

Il modello pennese e angolano si estese presto, con imitatori, per tutto il Settecento nel distretto di Città Sant'Angelo, sino ai confini con Teramo. Di queste architetture, che prediligevano l'eleganza del mattone tagliato e del laterizio, e specialmente della decorazione interna delle chiese con fastosi apparati a stucco e pennacchi dalle svariate forme, l'esempio più felice è la chiesa di Santa Chiara in Città Sant'Angelo.

## Penne: i cantieri di San Giovanni Gerosolimitano e Santa Chiara
Interessante la presenza dell'architetto lombardo Giovan Battista Gianni, e dei seguaci Carlo Piazzola e Girolamo Rizza, attivi tra Chieti e Lanciano questi ultimi. Il Gianni fu conteso tra i due ordini monastici femminili di San Giovanni di Malta e di Santa Chiara a Penne, che fecero a gara tra loro per mostrare il maggior pregio e ricchezza dei due fiorenti monasteri, a colpi di opere d'arte.

### San Giovanni Gerosolimitano

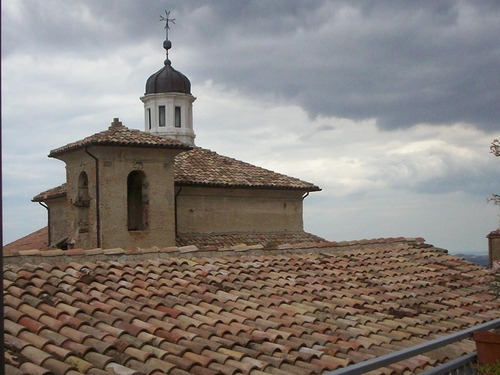
Veduta dall'alto della chiesa
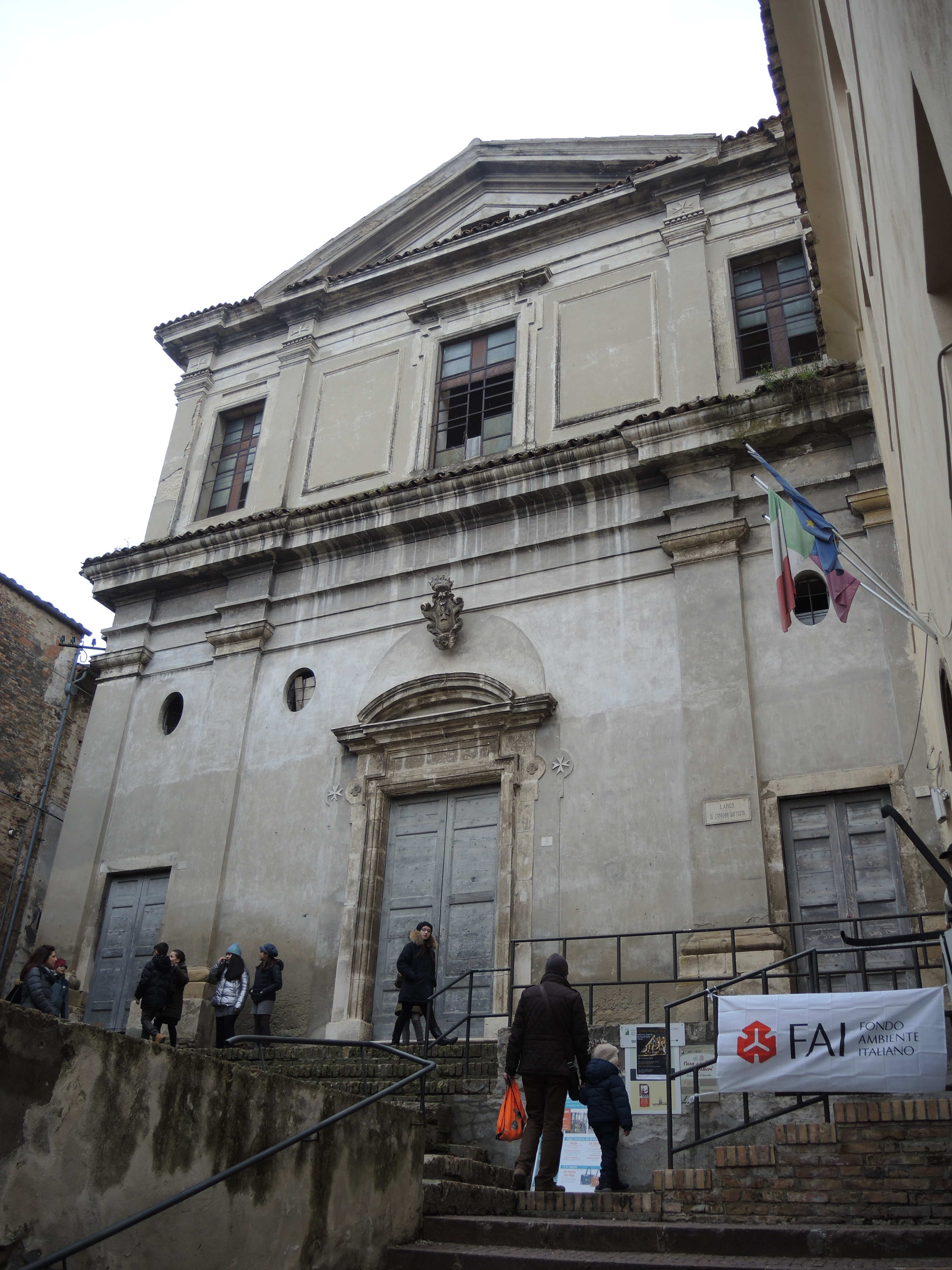
Prospetto
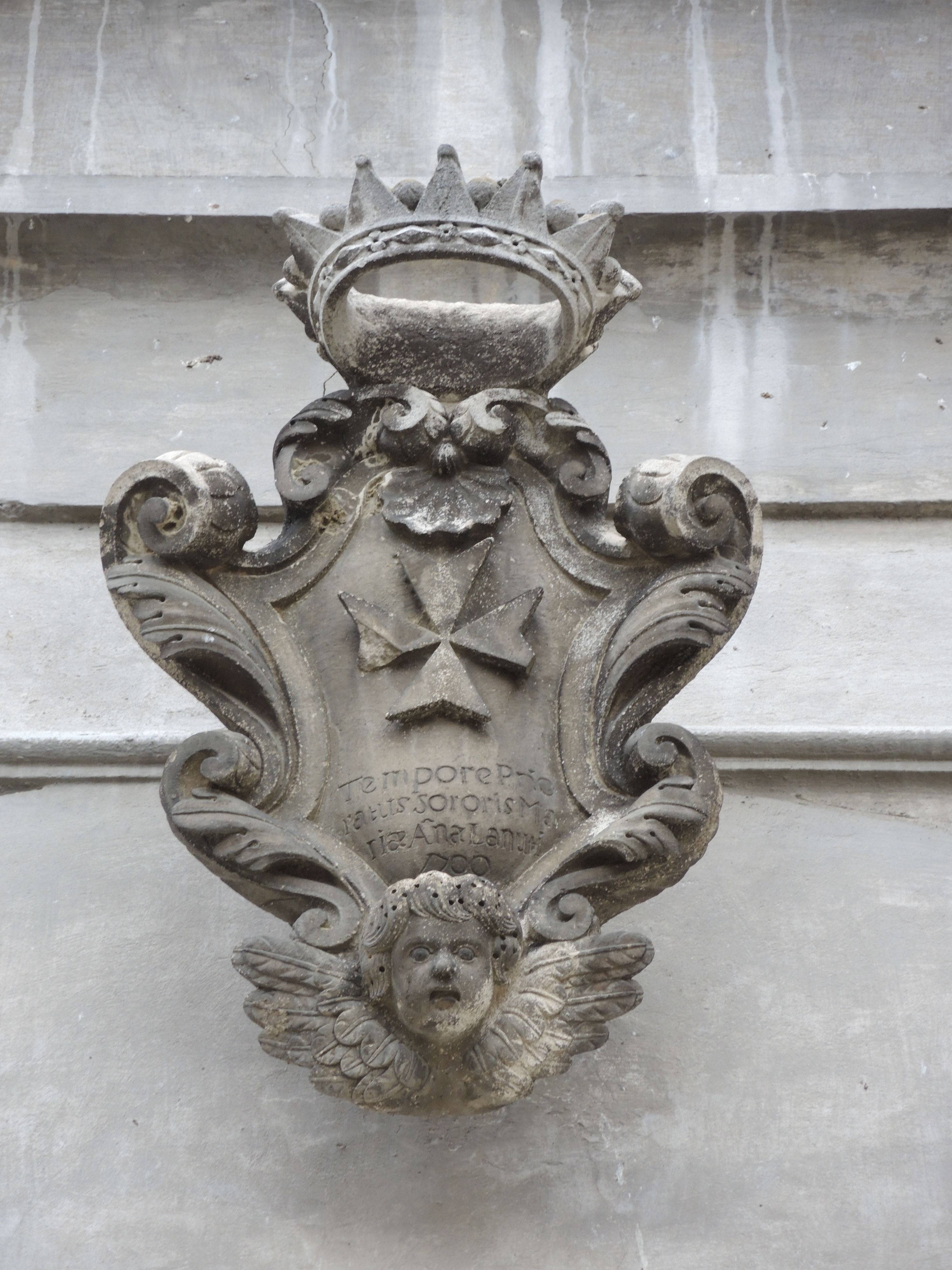
Stemma dell'Ordine, sul portale principale
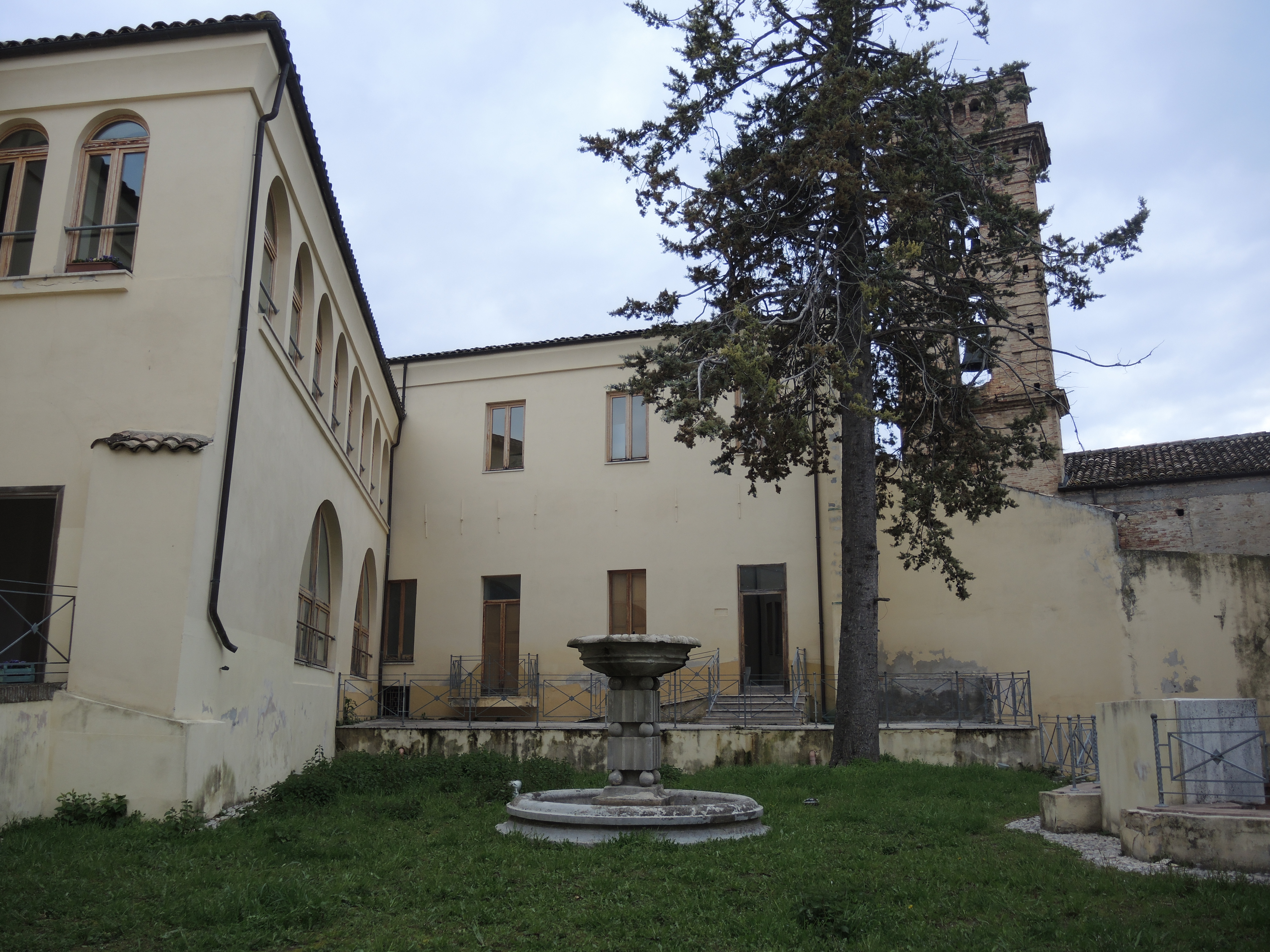
Chiostro dell'ex convento
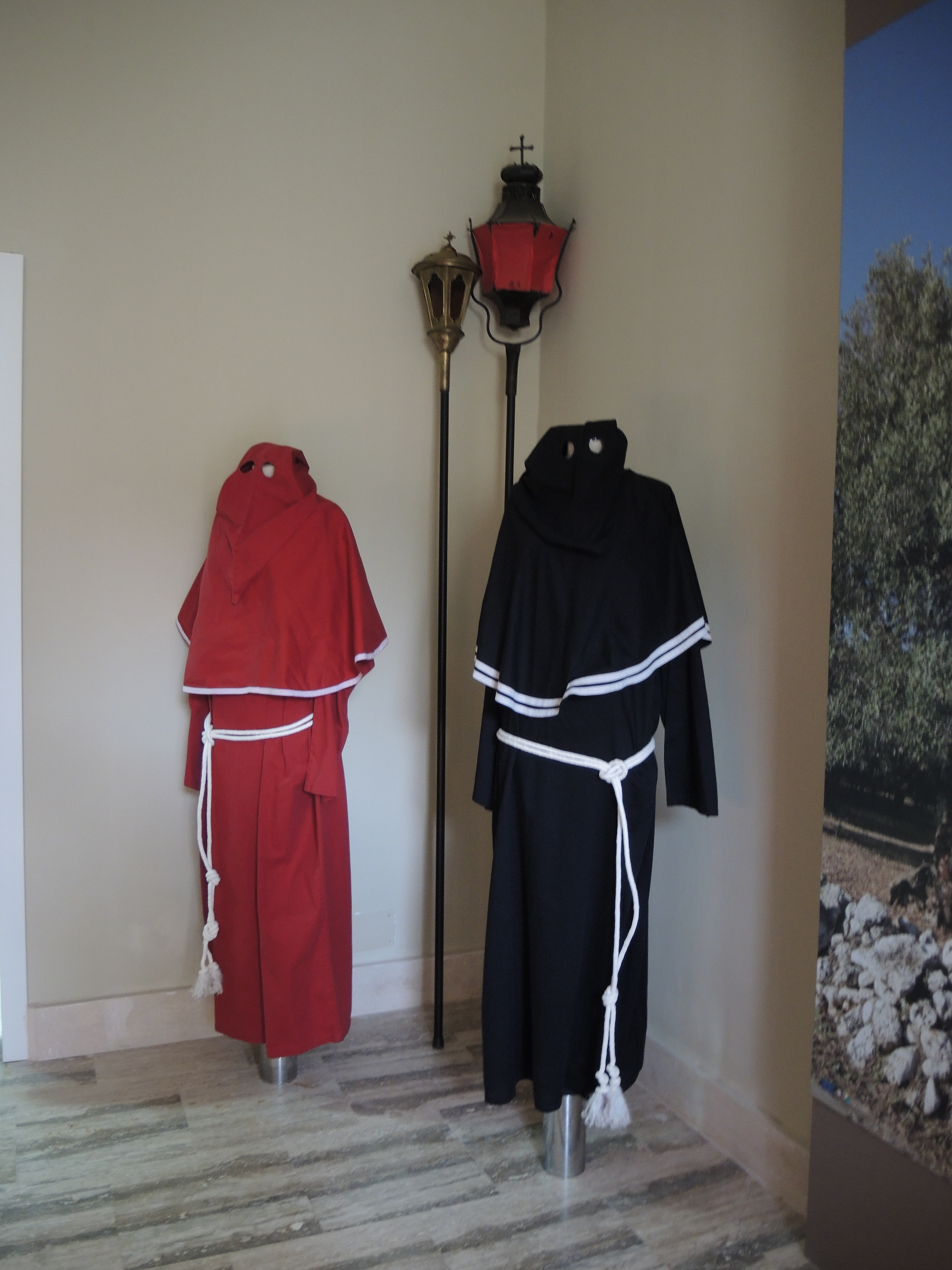
Vestiti del confratelli del Monte di Pietà dei Morti
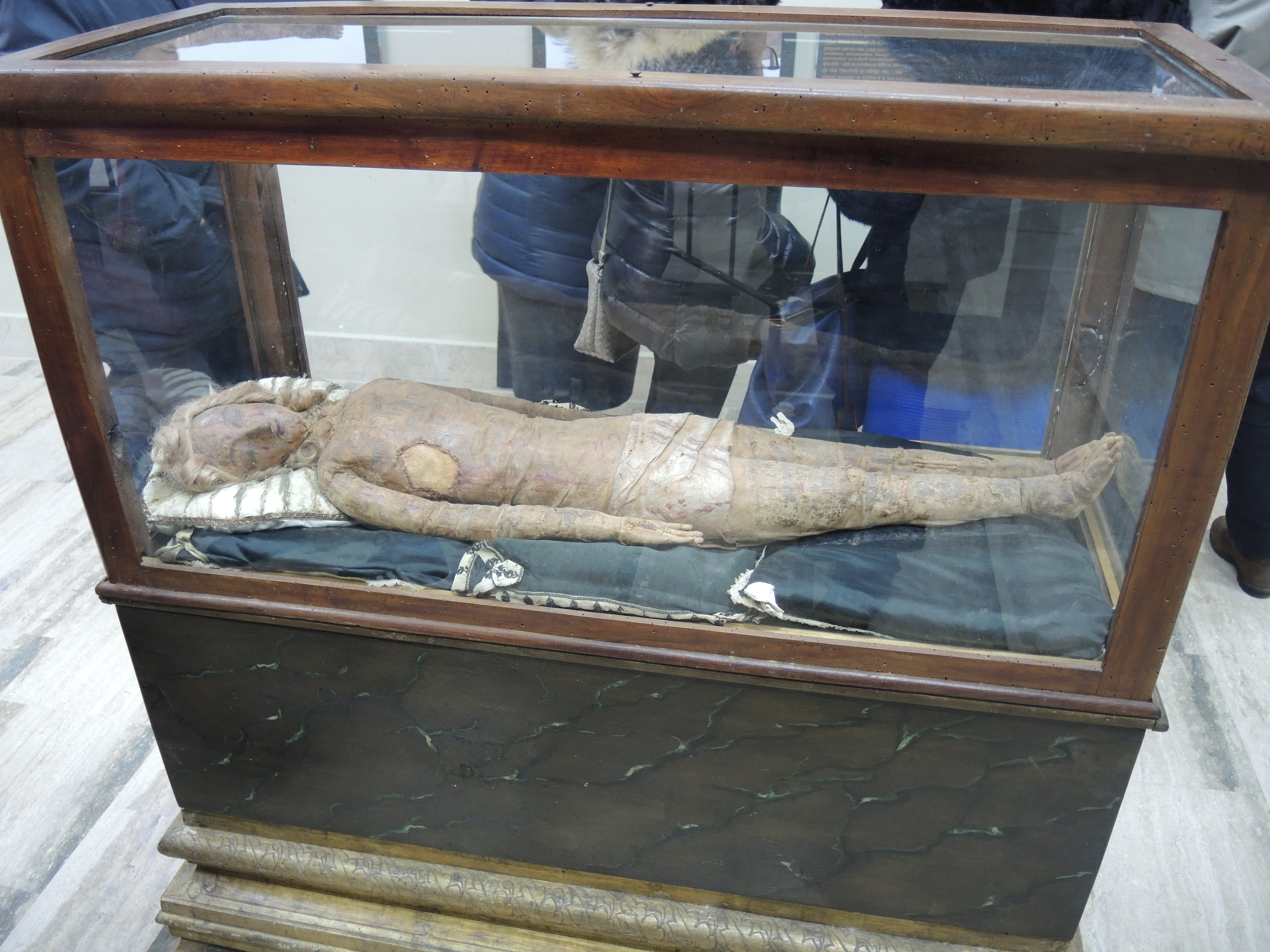
Statua del Cristo morto, ex convento

È una delle chiese più importanti d'Abruzzo, poiché è l'unica oggi rimanente dell'Ordine dei Cavalieri Templari di Malta consacrati a San Giovanni di Gerusalemme. La chiesa si trova nel cuore del centro storico, presso uno slargo ricavato dietro i portici monumentali dedicati a Cola Salconio di Penne, realizzati sopra altri edifici nel primo Novecento, lungo il corso dei Vestini sud, poi reintitolato al magistrato pennese Emilio Alessandrini. Inoltre è disdicevole che la chiesa, chiusa al culto da anni insieme al monastero, dopo le leggi piemontesi, non abbia subito interventi di restauro.
La chiesa fu edificata insieme ad altri monasteri dell'Ordine di Malta in Abruzzo, come la chiesa di San Giovanni a Chieti, che si trovava in Largo del Pozzo (oggi piazza Valignani), demolita nel 1876, la chiesa di Santa Gerusalemme a Pescara (l'ospedale si trovava in via dei Bastioni), di cui restano colonne sul viale D'Annunzio presso la Cattedrale, la chiesa dei Cavalieri di Malta a Vasto, che si trovava presso il monastero del Carmine, scomparsa nel XIX secolo, ecc...
Il primo monastero di San Giovanni Battista a Penne fu eretto fuori dalle mura nel XIII secolo, per volere dei conti Trasmondi, ma essendo stata distrutta nel 1446 dalle truppe di Giacomo Caldora, durante la guerra tra L'Aquila e Penne, le monache ottennero il permesso di acquistare delle case sotto il colle del Duomo, edificando il monastero.
Esso fu però distrutto dal Caldora nel 1436, durante la guerra tra Angioini ed Aragonesi per il controllo dell'Italia Meridionale. In quell'occasione, le Gerosolomitane si trasferirono all'interno della città, in case in prossimità del Duomo, dove continuarono la loro opera di assistenza agli infermi ed ai derelitti. L'area vecchia dove sorgeva il convento doveva essere appena fuori Porta San Francesco, poiché si parla di un ospitale di San Nicola de Ferratis, dove in effetti si trova l'attuale chiesa cilindrica di San Nicola di Bari.
Nel 1523 le monache ottennero da Giuliano De Rodolphis, Gran Priore dell'Ordine, residente a Capua, il permesso di riedificare definitivamente il monastero dentro le mura, presso la chiesetta dell'Annunziata, che diventerà sede della Confraternita del Monte dei Morti. La chiesa fu rifatta in stile manierista barocco, terminata nel 1701, come testimoniato anche dallo storico Anton Ludovico Antinori, che parla della consacrazione il 24 giugno del 1701.
Fu la priora Maria Anna Lanuti di Chieti a volere il rinnovamento della chiesetta cinquecentesca, come attesta anche l'iscrizione sullo stemma dell'Ordine di Malta del portale maggiore: TEMPORE PRIORATUS SORORIS MARIAE AN)NAE LANUTI. 1700
I lavori furono eseguiti da Giovanni Bossi, Francesco e Donato Augustone su progetto delle maestranze lombardo ticinesi attive nell'Abruzzo Ulteriore e Citeriore, legate sicuramente a Giovan Battista Gianni, che però non progettò il restauro della chiesa, in quanto era stato assoldato dalla madre superiora delle Clarisse, monastero avverso alle monache di San Giovanni, per il restauro della chiesa.
La chiesa, seguendo i dettami dell'Ordine, presenta un impianto a croce greca con la cupola, con tre cappelle, il lato est è preceduto da un ambiente voltato a botte, terminante con altre due cappelle laterali e un vestibolo, dunque un allungamento longitudinale di una parte della croce, che fu realizzato per ospitare la cantoria della controfacciata. La facciata è scandita da una scalinata centrale, portale principale incorniciato con lo stemma, sovrastato al centro da un finestrone rettangolare, e timpano triangolare.
La chiesa conserva un impaginato di stucchi barocchi, le superfici alternano spazi pieni e vuoti, volti a dare plasticità all'edificio: i tre altari principali sono decorati da statue di santi, decorati con timpani spezzati, a ricciolo, medaglioni, figure allegoriche, festoni, che sembrano ispirarsi ai canoni barocchi romani del Bernini e di Ercole Ferrara e Pietro da Cortona. Tra le novità usate ci sono la valva di conchiglia di San Giovanni a ricordo del suo ruolo di battezzatore di Cristo, la stella a 8 punte emblema dell'Ordine, riproposta di continuo sugli altri altari.
La presenza di stemmi nobiliari presso gli altari testimonia come la chiesa fosse particolarmente privilegiata in Abruzzo, frequentata dalle persone più facoltose, cui erano legate le stesse monache gerosolimitane.
Presso gli altari vi sono coppie di santi: Sant'Orsola/Santa Caterina, Santa Lucia/Santa Margherita da Cortona, San Biagio/San Liborio.
Si trovano anche affreschi, realizzati da Giambattista Gamba, attivo anche a Chieti, L'Aquila e Sulmona, qui realizzò le quattro tele che si trovano attualmente nel Museo civico diocesano: San Giovanni evangelista - San Carlo Borromeo, che stavano presso le due cappelle subito dopo l'accesso, nel vano centrale l'altare ospitava una tela del Samberlotti del 1617: San Giovanni in gloria, che affiancava la tela della Madonna assunta con San Francesco di Paola ai piedi:la tela fu voluta dalla priora Anna Lanuti, la Madonna in cielo, sorretta da angeli, porge il Bambino al santo paolotto, in secondo piano sulla tela è ritratto il Battesimo di Cristo, tutti elementi legati alla celebrazione di San Giovanni. L'altare sinistro è dedicato al Santissimo Crocifisso, con una lapide dell'indulgenza plenaria concessa da papa Benedetto XIV nei giorni della nascita e decollazione di San Giovanni.

### Santa Chiara di Penne

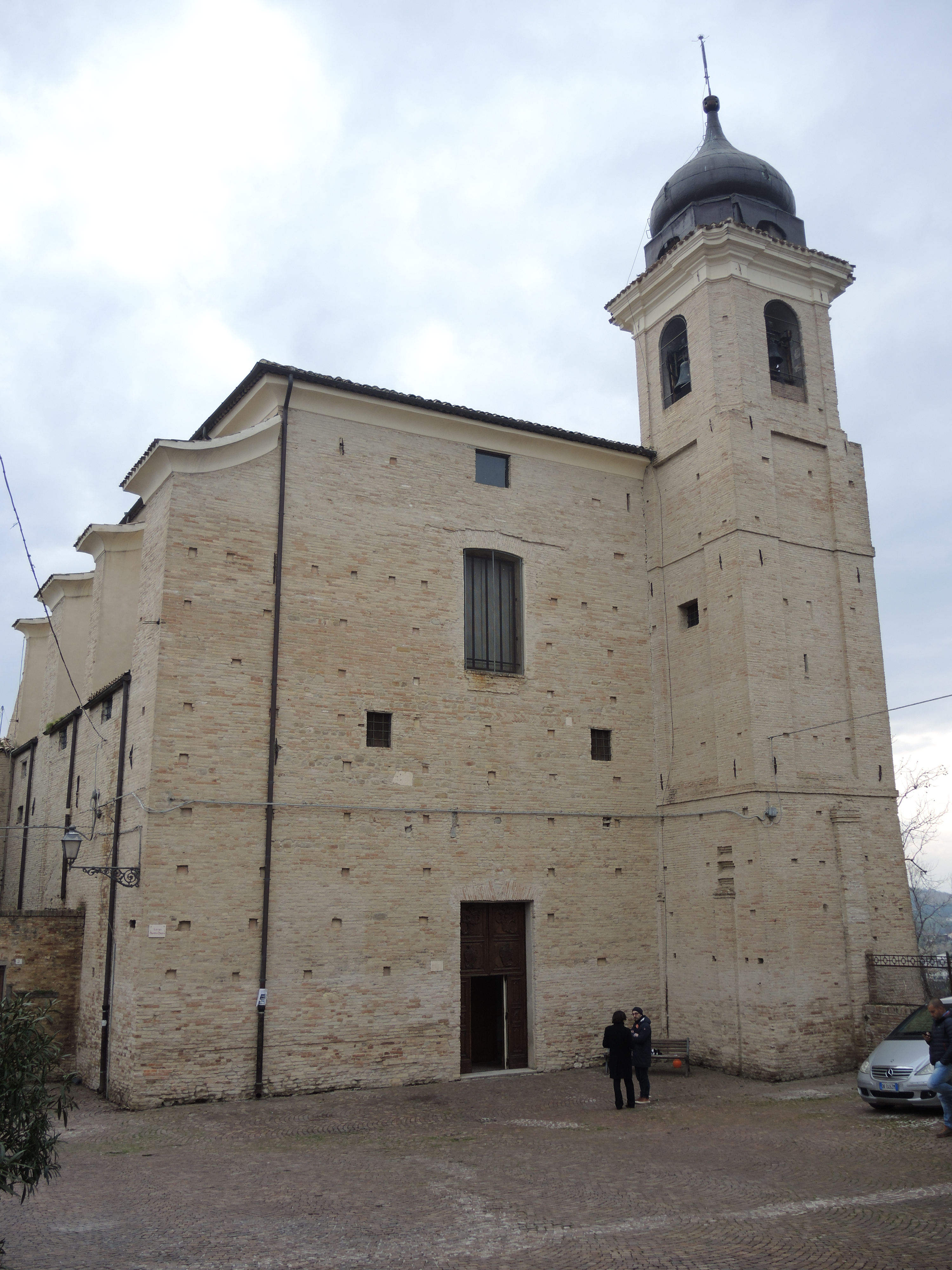
Prospetto
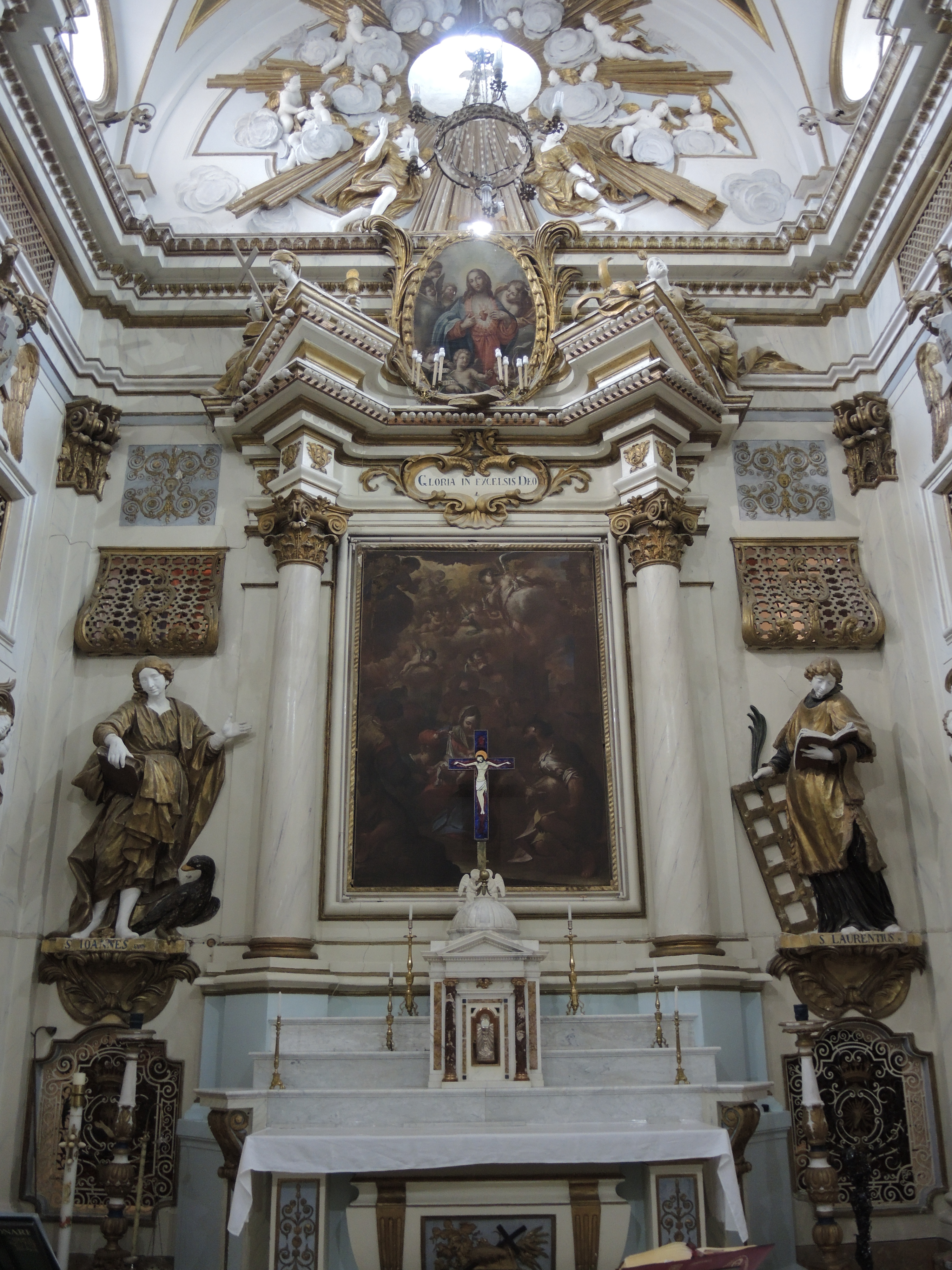
Interno, altare maggiore
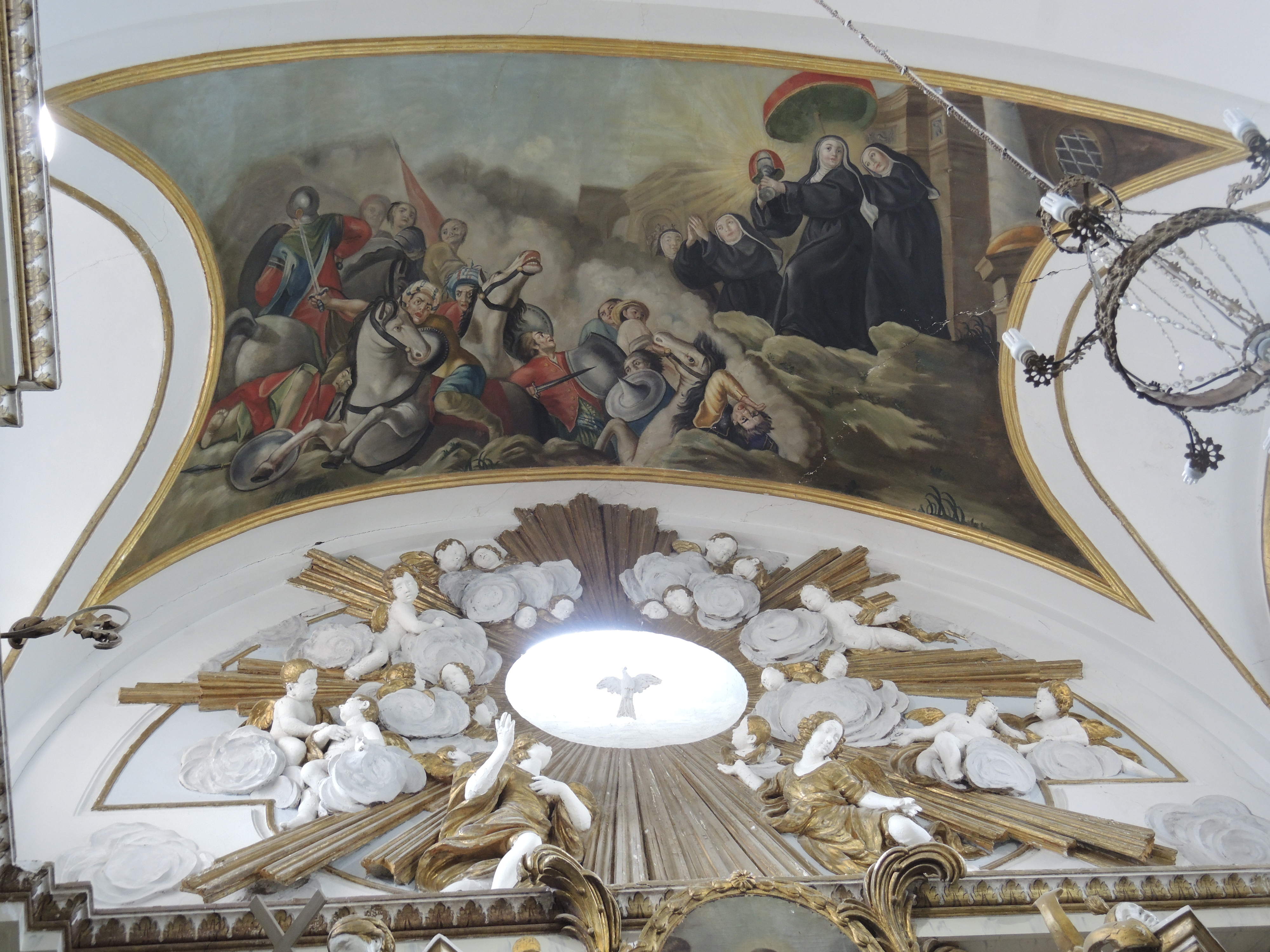
Affresco superiore l'altare maggiore, il miracolo di Santa Chiara
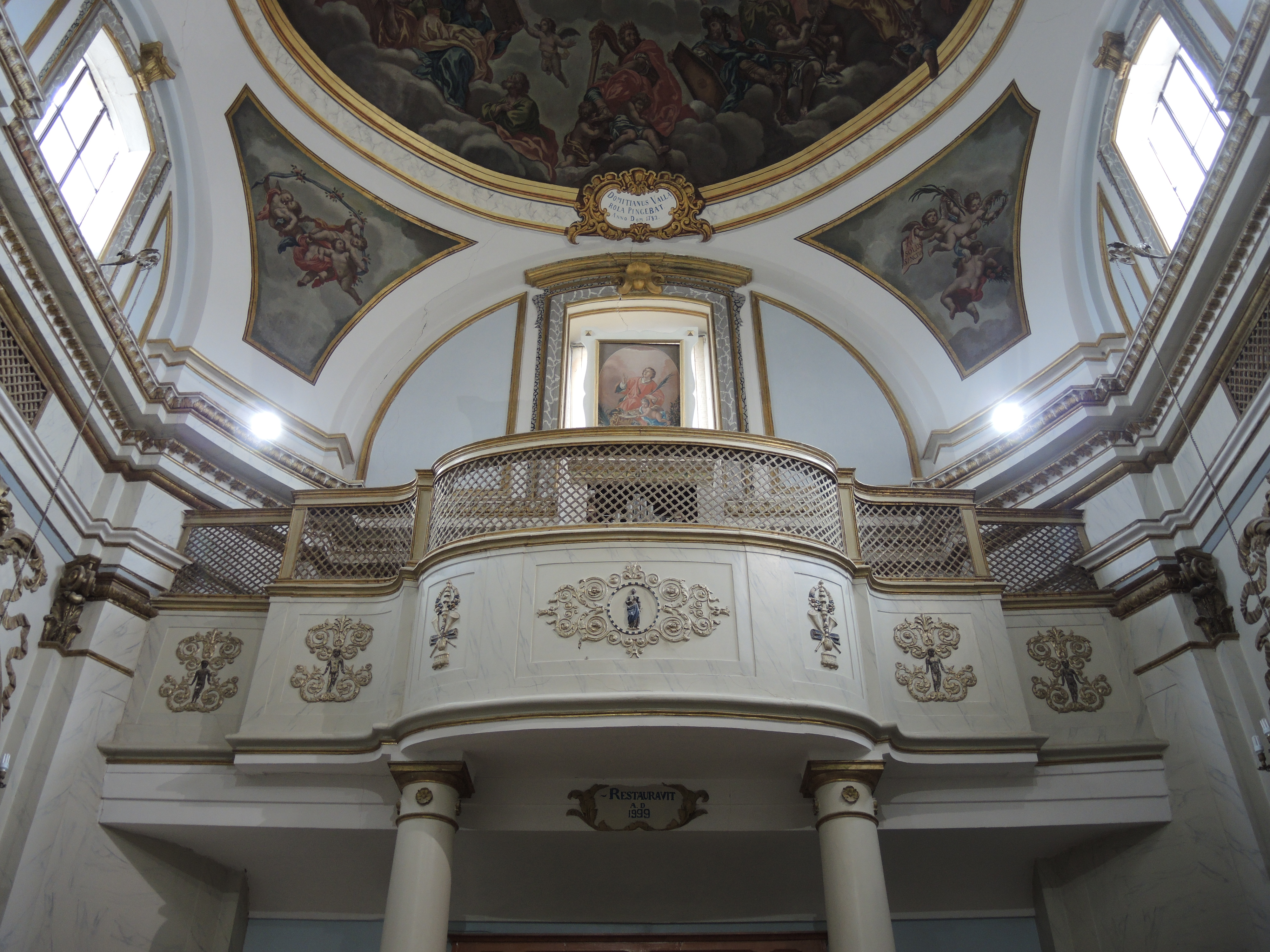
Controfacciata
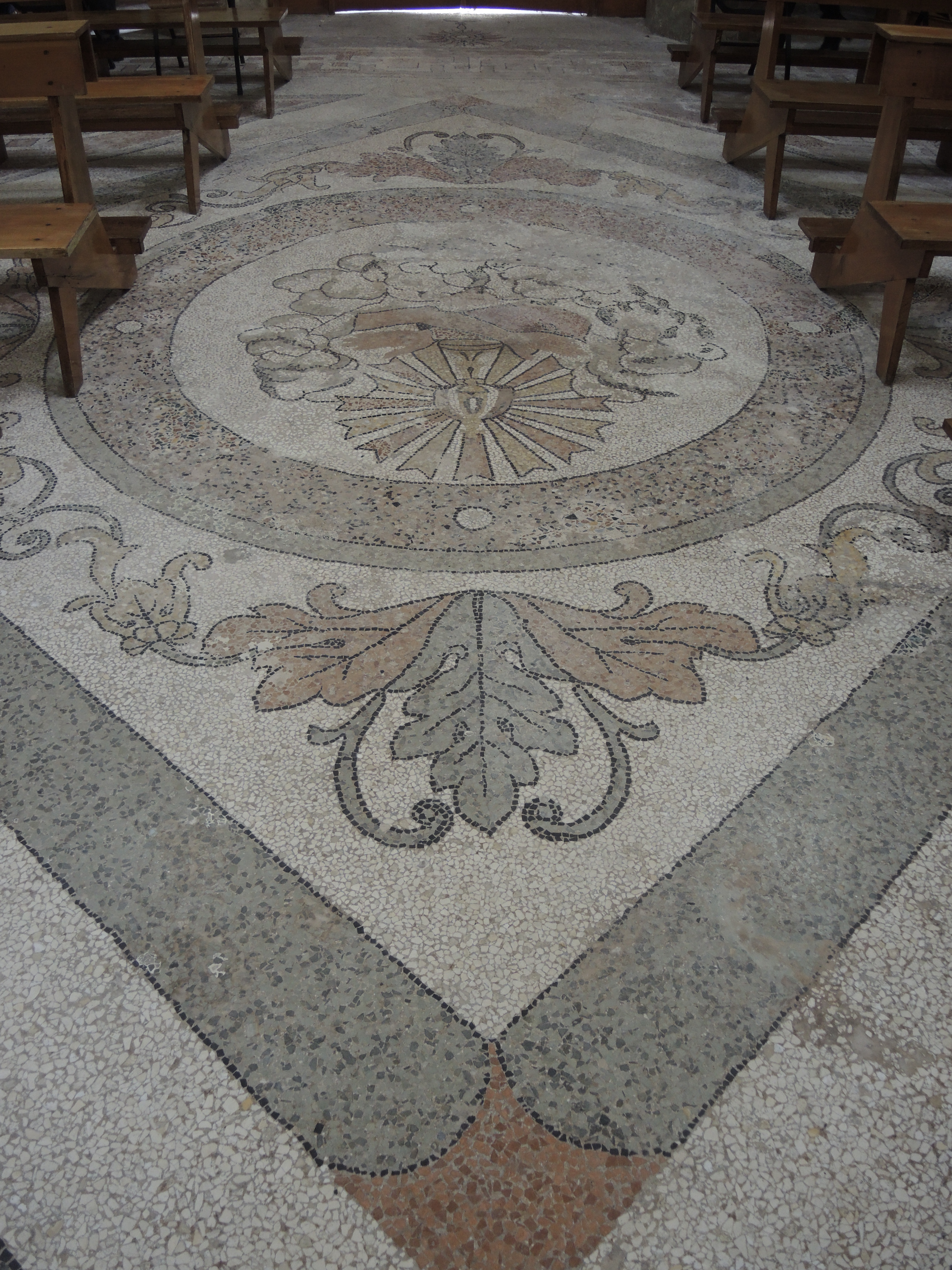
Pavimento mosaicato
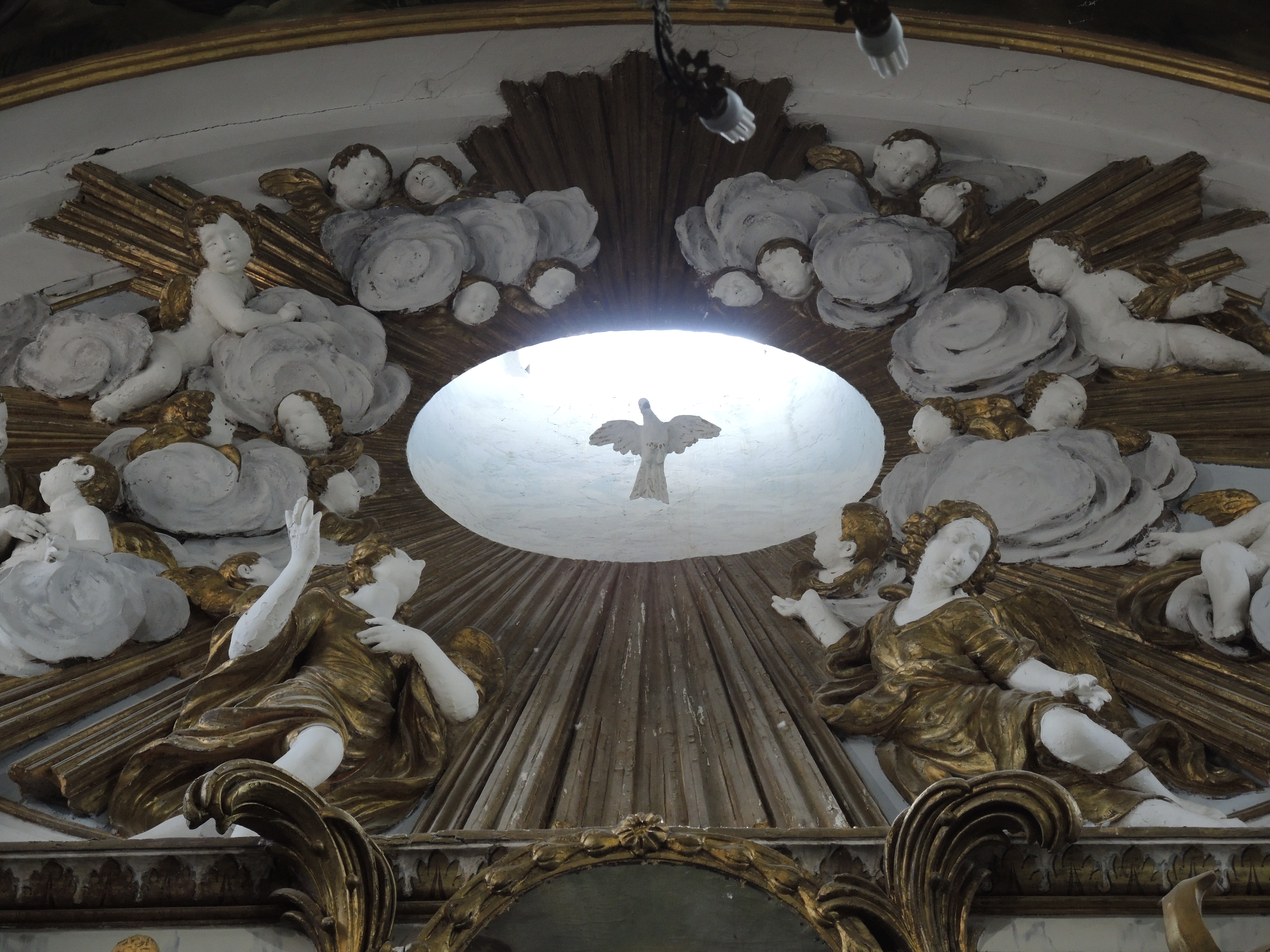
Composizione sopra l'altare maggiore, lo Spirito Santo
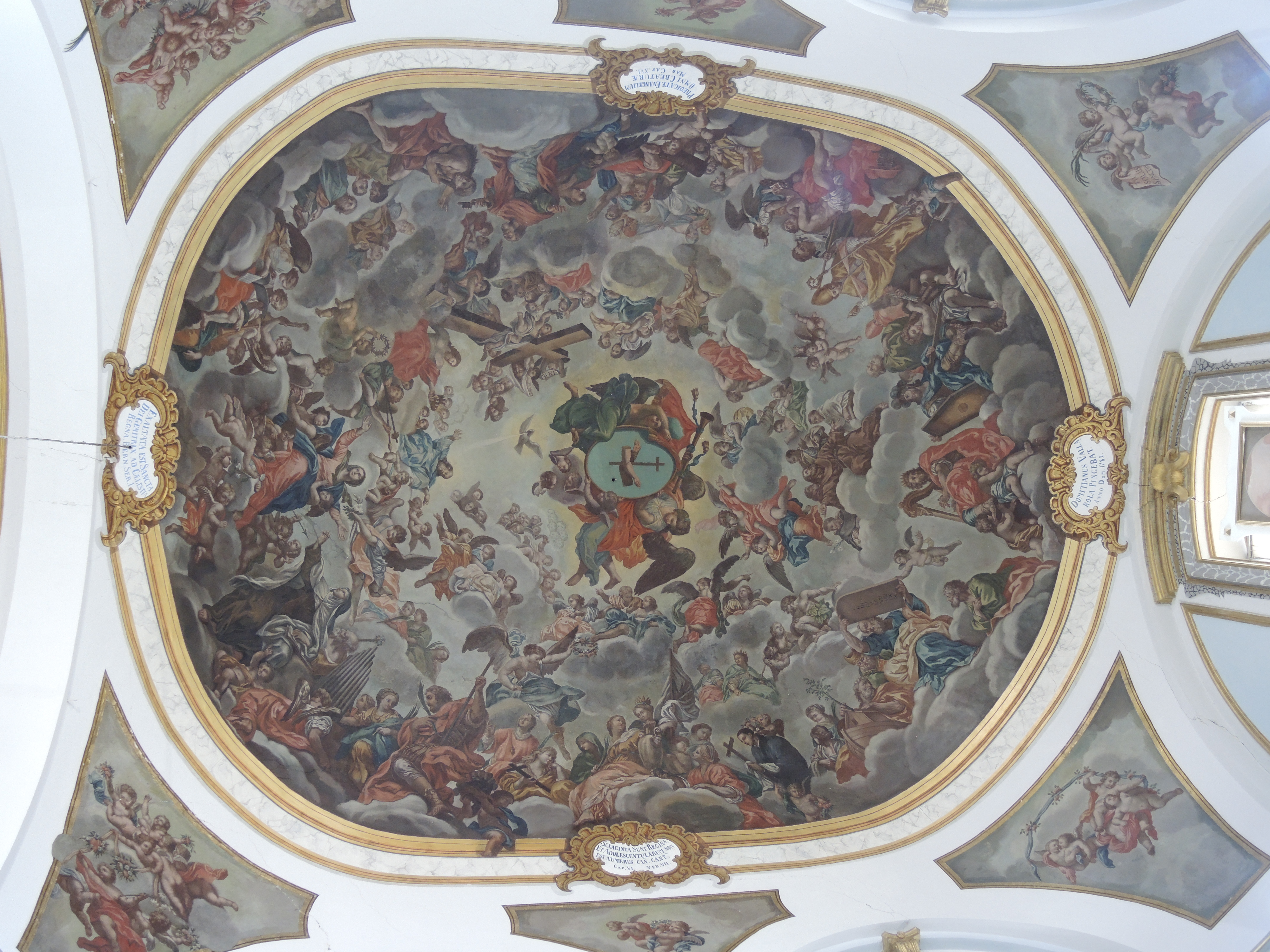
Affresco della calotta cupolare, il Paradiso con al centro lo stemma delle Clarisse

Si affaccia su piazza Santa Croce, edificata nel XIII secolo quando a Penne era giunto San Francesco d'Assisi (1216), per sanare una disputa tra baroni e vescovo. La chiesa inizialmente era dedicata a San Lorenzo, fu una delle principali chiese del Rione da Capo sul Colle Castello, ossia la "Civitas Novella", contrapposta al Rione di Mezzo dell'antica Civitas Pinnese, che raggruppava l'area della chiesa di San Giovanni Gerosolimitano e del Colle Sacro col Duomo.
La chiesa fu rifatta completamente nel XVIII secolo, si presenta con un impianto a croce greca, con quattro bracci uguali e sette diagonali a raccordo, formando un ambiente dinamico e articolato, frutto del progetto di Giovan Battista Gianni. Il pavimento è in mosaico marmoreo, la decorazione interna del Gianni è composta dai fastosi stucchi, un affresco monumentale presso la cupola centrale del presbiterio, a pianta ellittica, opera di Domenico Vallarola, che raffigura la "Gloria del Paradiso con al centro lo stemma delle Clarisse e dei Francescani" (1782).
L'altare maggiore conserva la tela della Natività di Cristo, opera di Paolo Gamba, poi una grata in ferro battuto, opera di Giuseppe Acquaviva, usato dalle monache di clausura per assistere alla messa, senza mescolarsi con la plebe. Una lapide romana del I secolo d.C. fu rinvenuta negli anni del rifacimento barocco della chiesa,l e venne riutilizzata con lapide di ingresso all'ossario delle monache. La facciata della chiesa è molto semplice, con portale architravato sovrastato da finestrone centrale. Il campanile turrito ha una cuspide cipollina a bulbo.
L'ex monastero che sorge accanto, a pianta quadrata con il chiostro porticato al centro, risale al XIV secolo, anche se oggi è modificato, soprattutto perché dopo le soppressioni piemontesi fu usato come primo ospedale civile di Penne, cui negli anni '50 fu annessa la nuova struttura del Presidio ospedaliero "San Massimo".

## Tardo Settecento: larenovatiodi Città Sant'Angelo
Le residenze signorili del centro corrispondono alla tipologia del palazzo nato come organismo unitario dall'accorpamento di edifici preesistenti. Al primo tipo dell'organismo unitario appartengono Palazzo Basile, Palazzo Imperato, Palazzo Coppa Zuccaro, Palazzo Ghiotti del 1880; il secondo tipo di trasformazione su strutture esistenti è riferito a Palazzo Castagna, al Maury, di cui si conserva il cortile risalente all'epoca medievale. Altri adattamenti subirono il Palazzo Crognale, il Palazzo Baronale sorto sopra la casa del Capitano Regio, di cui si conservano gli alloggi della servitù, gli scantinati per i prodotti agricoli, le stalle. Nella muratura medievale degli edifici sopravvissuti manca la perfetta verticalità delle pareti: nel muro esterno orientale del convento di San Francesco sono visibili bombature e ondulazioni della parete, sintomo di una non corretta posa in opera; d'altra parte si conservano anche mirabili esempi di maestri del lavoro quali la chiesa collegiata di San Michele, con il portico monumentale sul corso Vittorio Emanuele, con dettagli architettonici delle modanature e archetti pensili in mattoni.

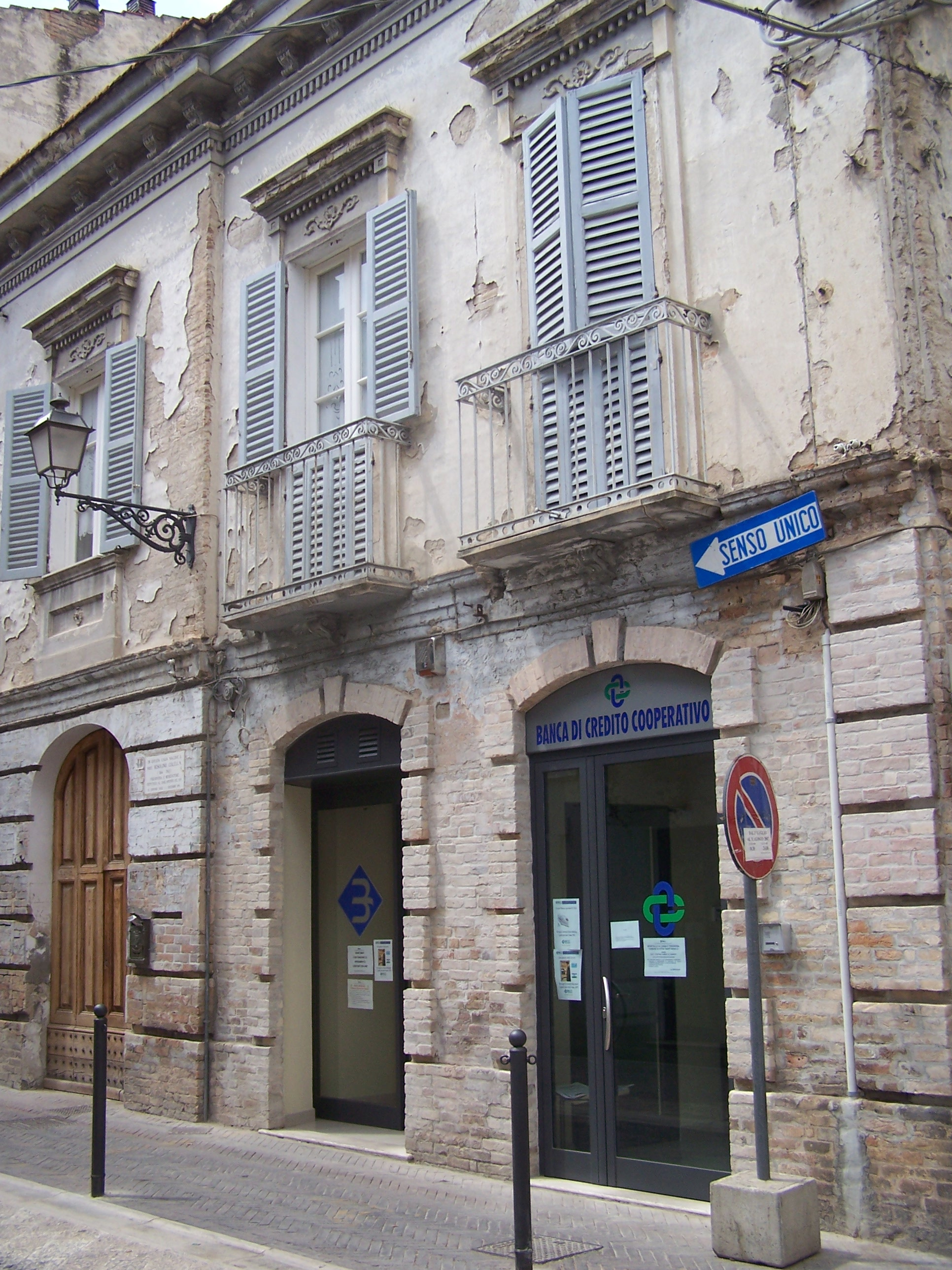
Palazzo Colella a Città Sant'Angelo, corso Vittorio Emanuele

Dai rilievi sulle murature, si comprende che i mattoni usati nelle fabbriche medievali sono caratterizzati dalla variabilità di dimensione e dalla lavorazione non molto accurata: hanno grandi spessori, per il convento dei Francescani la muratura è stata rilevata in tre punti diversi: individuando i mattoni di lunghezza superiore a 30 cm, e spessori minori compresi tra 5–6 cm, come è riscontrato anche sul prospetto laterale della chiesa di San Bernardo, l'unico elemento medievale prima del rifacimento barocco.

### Cantieri di San Michele, Sant'Agostino, San Bernardo
La dimensione dei mattoni diminuì con la diffusione di una tecnica di lavorazione più accurata nel XVII-XVIII secolo. Venne usata l'argilla, estratta localmente, e dunque si pensa che vennero realizzate delle fornaci locali per la lavorazione del mattone. Le discrepanze tra i mattoni medievali e quelli settecenteschi, come sulle mura di San Bernardo (XVI secolo), completato già nel 1650. L'impiego del mattone lavorato è visibile nelle stesse caratteristiche lavorative anche negli esterni di Sant'Agostino e nel palazzo baronale, realizzato nel 1648, acquistato dalla famiglia Pinello, la quale commissionò il rifacimento dell'esterno sul corso Vittorio Emanuele. Si tratta del primo grande palazzo costruito in un tessuto precedentemente caratterizzato da cellule abitative modeste; le dimensioni dei mattoni dell'edificio sono state rivestite da intonaco, ma venne continuato ad essere utilizzato il mattone lungo 30 cm così come per la chiesa di Santa Chiara e il Palazzo Bartolini-Salimbeni. Nel Settecento i vecchi orti conventuali vennero occupati da case altoborghesi e popolari, alcuni isolati vennero occupati del tutto, come il caso del Palazzo Coppa Zuccaro (corso Vittorio Emanuele), di proprietà di una famiglia facoltosa. I palazzi Imperato e Castagna sono realizzati con l'architettura settecentesca, conservando la facciata originale senza rivestimenti a intonaco; Palazzo Caccia venne realizzato tra il 1750 e il 1780; i lavori di rifacimento di San Bernardo servirono per adeguare l'edificio conventuale e quello della chiesa con impianto più solenne a navata unica, demolendo le tre originarie. I lavori ebbero inizio nel 1770; la chiesa di Sant'Agostino venne modificata nel 1789.
Furono modificare anche le porte di accesso: Porta Sant'Egidio presso San Bernardo venne modificata alla fine del Settecento, altre furono abbattute, come Porta Sant'Angelo, intorno al 1860. Nel 1845 venne progettata Porta Sant'Antonio, posta tra Porta Sant'Angelo e Porta Sant'Egidio. Architetto fu Emidio Giampiero, che realizzò nel 1856 anche il teatro comunale, ricavandolo da dei locali dell'ex convento dei Francescani. Caratteri più monumentali, anche nella loro sobrietà del linguaggio neoclassico, sono assunti dal Palazzo dell'Istituto magistrale Spaventa, a poca distanza dalla Collegiata.

### Il cantiere di Santa Maria del Carmine di Penne
si trova a poca distanza dal centro abitato, nel colle del Carmelo, edificata nel XVII secolo sopra un vecchio romitorio dedicato a San Cristoforo, di proprietà dei Frati Minori Osservanti dell'ordine di San Giovanni da Capestrano (1642). A causa di un crollo i lavori furono rieseguiti e la chiesa ampliata nel 1754, dandole l'aspetto barocco. L'architetto in un primo momento fu Pietro Canturio (1763), che progettò l'impianto a croce latina e la decorazione a stucco nel 1770.

Nel 1767 subentrò l'architetto Francesco De Sio, che dette più spazialità all'edificio, inserendo il transetto quasi a metà dell'aula, preceduto da tre campate e seguiti da altre due, che costituiscono il presbiterio; all'incrocio dei bracci si alza la cupola ellittica su pennacchi, illuminata da quattro finestre dal profilo a campata. Le tre cappelle che aprono su ciascun lato della navata ospitano degli altari con maestosa decorazione a stucco nelle mostre; ciò nonostante data la loro scarsa profondità, non riescono ad annullare l'effetto di un impianto a croce latina.
La decorazione scandisce l'articolazione dei vani e riflette nell'ornamentazione un raffinato gusto rococò; all'artista pennese Aniello Francia è affidata la realizzazione della facciata per la quale si ripropone il partito architettonico seicentesco, nonostante la chiesa fu ultimata quasi all'inizio dell'800. Delle colonne estradossate dividono la facciata in due registri, in quello inferiore, delimitato da una cornice marcapiano a più modanature, apre il portale maggiore, nell'ordine superiore c'è un'ampia finestra dal profilo a campana. Di fianco alla chiesa c'è il convento dei Carmelitani, sviluppatosi per tutta la lunghezza della chiesa stessa. L'assetto generale risale al progetto del 1763.

### Il cantiere di Santa Chiara a Città Sant'Angelo

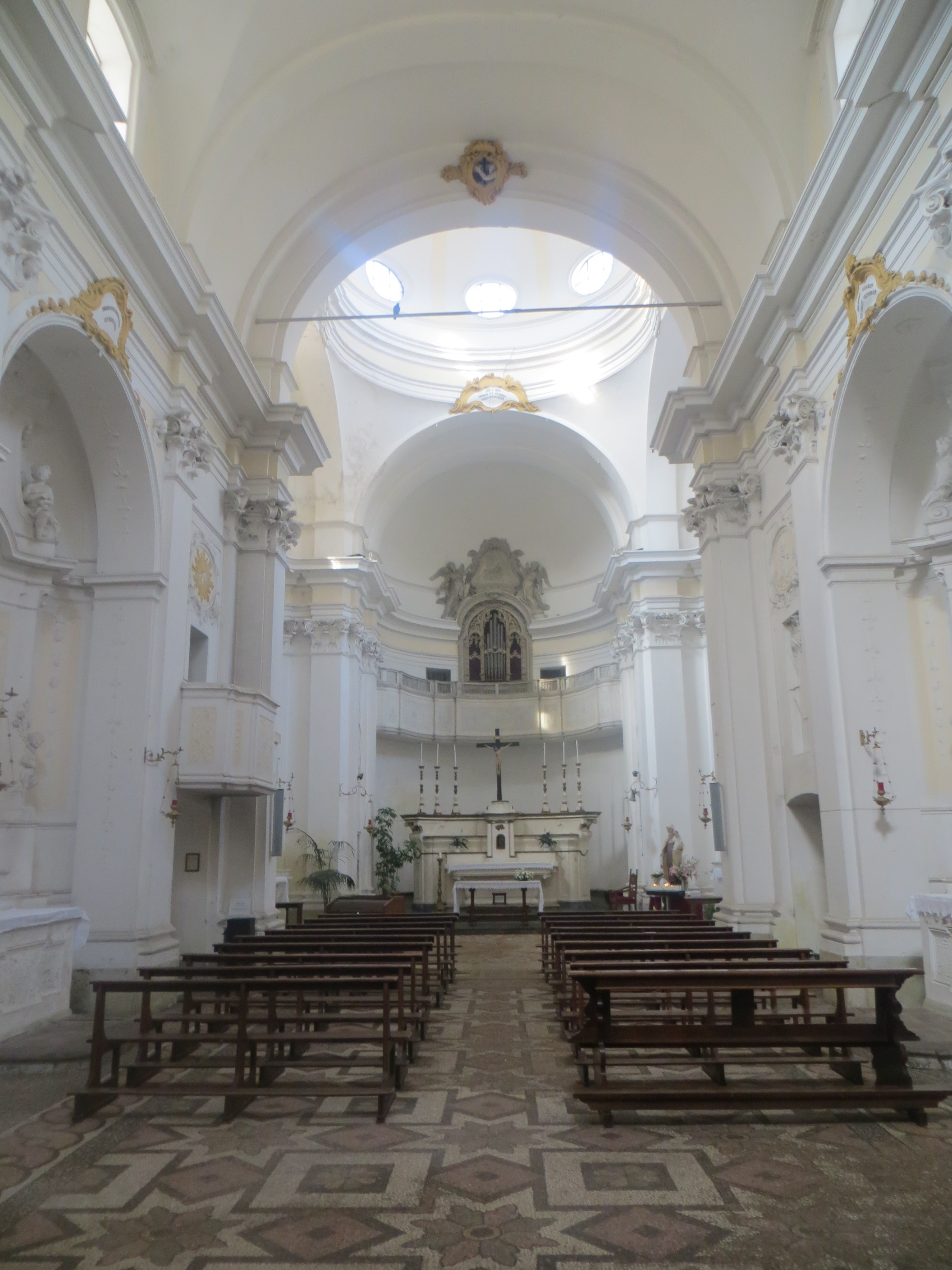
Interno di San Francesco di Città Sant'Angelo

Situata nel vicolo Santa Chiara, affacciata su un piccolo piazzale, fu realizzata con il monastero nel 1314, in origine fuori dalle mura, presso Colle Santa Chiara. Dopo esser stato distrutto dai banditi, la chiesa venne rifatta nel 1357 dentro le mura per volere di papa Innocenzo IV. Per la forte pendenza del terreno, la chiesa era costituita da un corpo molto stretto, demolito nel XVIII secolo e rifatto daccapo; oggi infatti si conserva di medievale solo il muro laterale con due monofore gotiche. La chiesa è una delle poche d'Abruzzo che adotta pienamente il modello barocco, in sintonia con la chiesa di San Lorenzo di Manoppello e quella di Santa Chiara a Penne. Nel corso del XVIII secolo fu ricostruita da zero, rispettando le soluzioni del barocco settentrionale, usando lo schema triangolare: la scelta di questa pianta, elemento unico in regione, risale al progetto degli stuccatori Girolamo Rizza e Carlo Piazzola, attivi anche a Chieti, Lanciano e Penne (1730).
La monaca abbadessa Laura de Sterlich stipulò un contratto con questi stuccatori, allievi di Giovan Battista Gianni, che ugualmente fu molto attivo tra Penne (San Giovanni Evangelista, Santa Chiara, San Giovanni Gerosolimitano dei Cavalieri di Malta) e Chieti (chiesa di San Francesco al Corso, Chiesa di San Domenico al Corso); questa chiesa dunque rappresenta uno dei vertici dello sperimentalismo barocco in Abruzzo d'ispirazione lombarda. La geometria triangolare prende ispirazione ai modelli romani di Francesco Borromini, di Guarino Guarini e Bernardo Vittore, la pianta è costituita dal triangolo equilatero ai cui vertici sono collocate tre cappelle absidate, incorniciate da ampi archi a tutto sesto. Le pareti si caratterizzano per la presenza di lesene con capitelli in stile corinzio, sulle quali si imposta la cornice mistilinea, sormontato da un motivo a palmette dorate su fondo blu.
La cupola emisferica si innesta, tramite cornice che ne ricalca il profilo, su una fascia circolare scandita dalle ampie arcate delle cappelle, e da lesene con capitelli ionici. Nel medesimo spazio si collocano poi le finestre rettangolari e sei medaglioni sorretti da putti. La cupola presenta una modesta decorazione a partitura geometrica, ed è illuminata da tre aperture ovali, poste in asse con tre altari; all'articolata composizione interna si contrappone la semplicità della faccia, composto da parte centrale a terminazione piana, e da due ali laterali poco spioventi, prive di plasticità. Il corpo maggiore della faccia è leggermente concavo, scandito verticalmente da due fasci di lesene mentre presenta una cornice marcapiano, che ne divide lo spazio in due. Nella fascia superiore si trova un finestrone centrale, in basso il portale, decorato da semplice lunetta

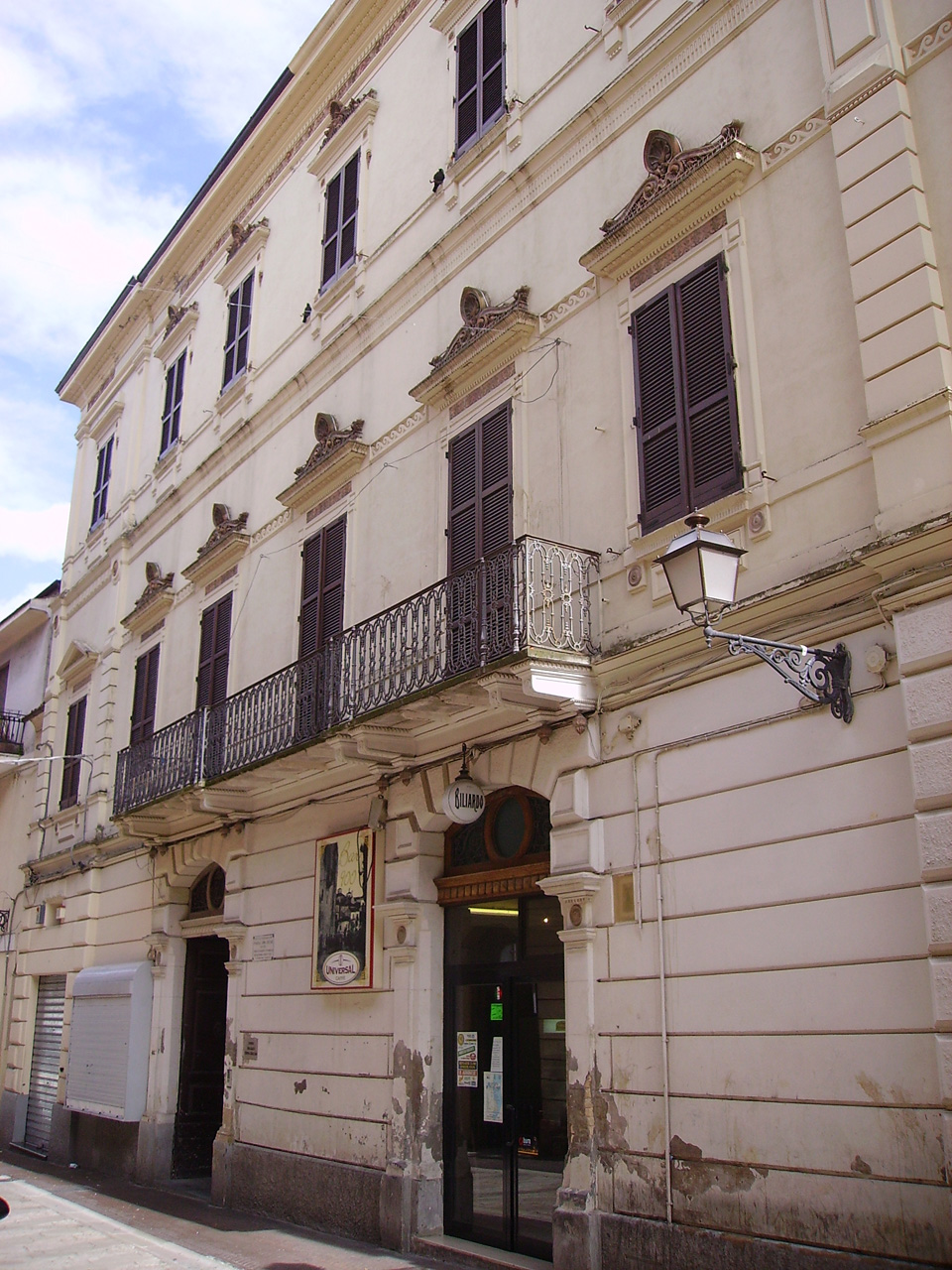
Palazzo Coppa Zuccari a Città Sant'Angelo, corso Vittorio Emanuele

All'interno la controfacciata è dominata dalla cantoria con l'organo, sostenuta da quattro mensole, decorata da motivi vegetali e nastrini e fascette: il pannello maggiore ha due cantari con fiori laterali, la colomba centrale dello Spirito santo o l'allegoria cristiana del Pellicano. Sulla sinistra dell'accesso si nota una grata metallica, che metteva in comunicazione la chiesa con i locali interni delle monache di clausura, che assistevano alle funzioni mediante il matroneo. Il pavimento della chiesa è stato realizzato nel 1856 dall'artigiano friulano Giovanni Pellarin, che realizzò anche quello di San Francesco d'Assisi, e la parte dell'altare della collegiata di San Michele. Fa parte dei "terrazzi" alla veneziana, ripartizione modulare di triangolari gialli, bianchi e neri, convergenti verso il rosone centrale, che costituisce il punto di intersezione di due assi, composti da triangoli più grandi, il cui andamento dall'interno verso l'esterno crea un movimento ottico di espansione, con gli assi orientati verso i Punti Cardinali.
I tre altari caratterizzati sono caratterizzati dalla profusione di cornici e dorature, presentano una nicchia inserita in una struttura riccamente modanata, priva di ordini e sormontata da cartiglio con iscrizione latina. Lateralmente su ciascuno spiccano due paraste decorate da motivi a grottesche ed elementi fitomorfi, accompagnati da busti, putti e uccelli; l'altare maggiore è decorato a Santa Chiara d'Assisi, con la statua vestita, adora di un abito in stoffa dell'ordine, sul petto dal reliquiario in argento, contenente un frammento osseo; il corredo è completato da una pisside, un pastorale e una corona. Lateralmente spiccano altre due statue di Santa Barbara e Santa Caterina d'Alessandria con la ruota dentata del martirio.
Presso i lati della chiesa si trovano altre statue di santi: San Pasquale Baylon, Sant'Antonio di Padova con il Bambino, presso il terzo altare c'è la Madonna del Rosario, affiancata da San Francesco di Paola e San Francesco Saverio. Questi altari sono oranti da pannelli affrescati, che mostrano molte figure di sante donne. Santa Cecilia, Santa Teresa d'Avila, Giuditta con Oloferne.

## Il barocco di campagna abruzzese
I maestri imitatori dei grandi modelli delle città abruzzesi, per i centri di periferia e di campagna, spesso e volentieri si rifecero a queste principali architetture, nel periodo dei restauri di antiche chiese troppo piccole per accogliere i fedeli, o in degrado, oppure nella costruzione di nuove chiese da affidare alle principali congreghe, quali quella del Monte Carmelo, del Santissimo Rosario, dell'Addolorata, del Santissimo Sacramento, del Santissimo Nome di Dio, dei Gesuiti, ecc.

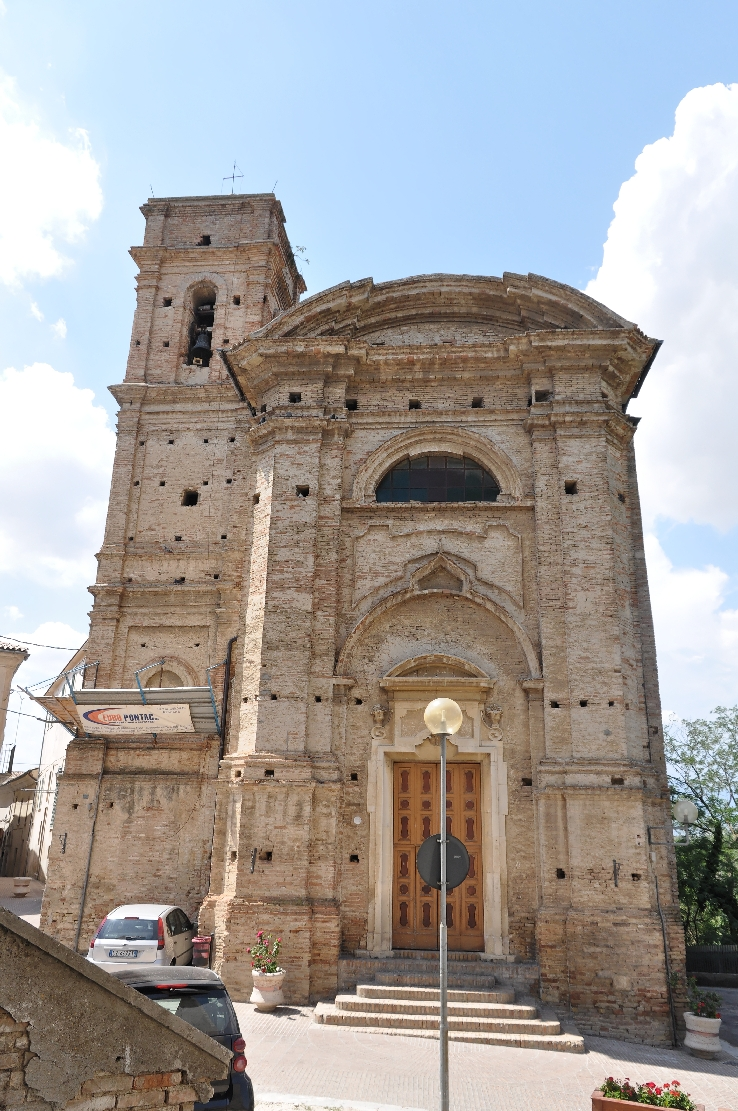
Un esempio di barocco campestre abruzzese: la parrocchia di Santa Maria Assunta di Rosciano (PE)

Gran parte di queste chiese, anche di contrade, prevedevano degli impianti a capanna rettangolari con tetto spiovente o a calotta, in mattone a vista o pietra, con degli esterni piuttosto poveri e grezzi, incompiuti a causa della mancanza di fondi, nella maggior parte dei casi, molti dei quali vennero completati con progetti diversi, neoclassici, neogotico, misti, solo alla fine dell'Ottocento e nella prima metà del Novecento.
I devoti e le confraternite pensavano a impiegare il denaro per l'arricchimento degli interni con il solito impaginato di pennacchi e stucchi, più quadri e opere d'arte di pregio, che le confraternite commissionavano ad artisti, talvolta anche di pregio, come Tanzio da Varallo, che dipinse una tela anche per la parrocchia di San Remigio a Fara San Martino (CH), oltre alla sua opera della Madonna dell'incendio per la basilica collegiata di Pescocostanzo.
Molte di queste chiese si trovano nel pescarese, tra Pescara e Penne, Città Sant'Angelo, nell'area del basso chietino, tra Lanciano, Ortona, e Vasto. 
Alcuni esempi, lista parziale:

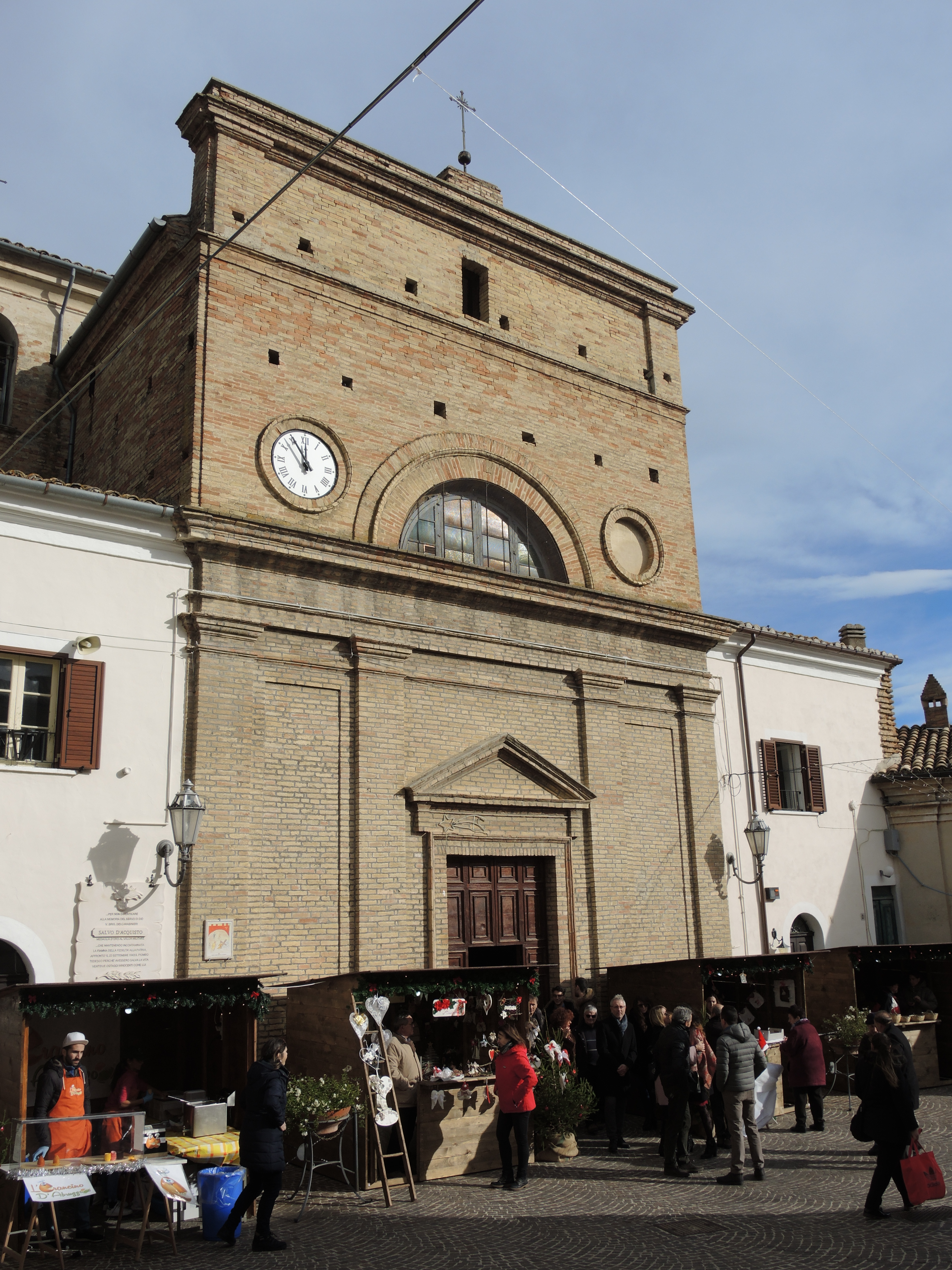
Chiesa della Madonna delle Grazie a Casalincontrada

- Chiesa di Santa Maria dell'Iconicella - Lanciano
- Chiesa della Madonna delle Grazie - Chieti
- Chiesa della Madonna della Grazie - Casalincontrada
- Chiesa di Maria Santissima delle Grazie - Casacanditella
- Chiesa della Madonna della Vittoria - Villa Romagnoli di Mozzagrogna
- Chiesa madre di San Salvatore - Torino di Sangro
- Chiesa di Sant'Antonio abate - Vasto
- Chiesa di San Rocco - San Salvo
- Parrocchia di Santa Giusta - Tufillo
- Chiesa di San Marco - Atessa
- Chiesa di San Rocco o del Carmine - Atessa
- Chiesa di Santa Maria Assunta - Treglio
- Chiesa di Santo Stefano - Castel Frentano
- Santuario della Madonna dell'Assunta - Castel Frentano
- Chiesa di San Lorenzo - San Buono (tranne la facciata pseudo romanica)
- Chiesa di San Nicola - Orsogna
- Chiesa di Santa Maria degli Angeli - Bisenti
- Chiesa madre di San Michele - Miglianico
- Chiesa di Santa Vittoria - Tornareccio
- Chiesa di Santa Maria dell'Olmo - Archi
- Parrocchia di Santa Maria Assunta - Paglieta
- Parrocchia di Santa Maria Maggiore - Villamagna